# Quadratestadt

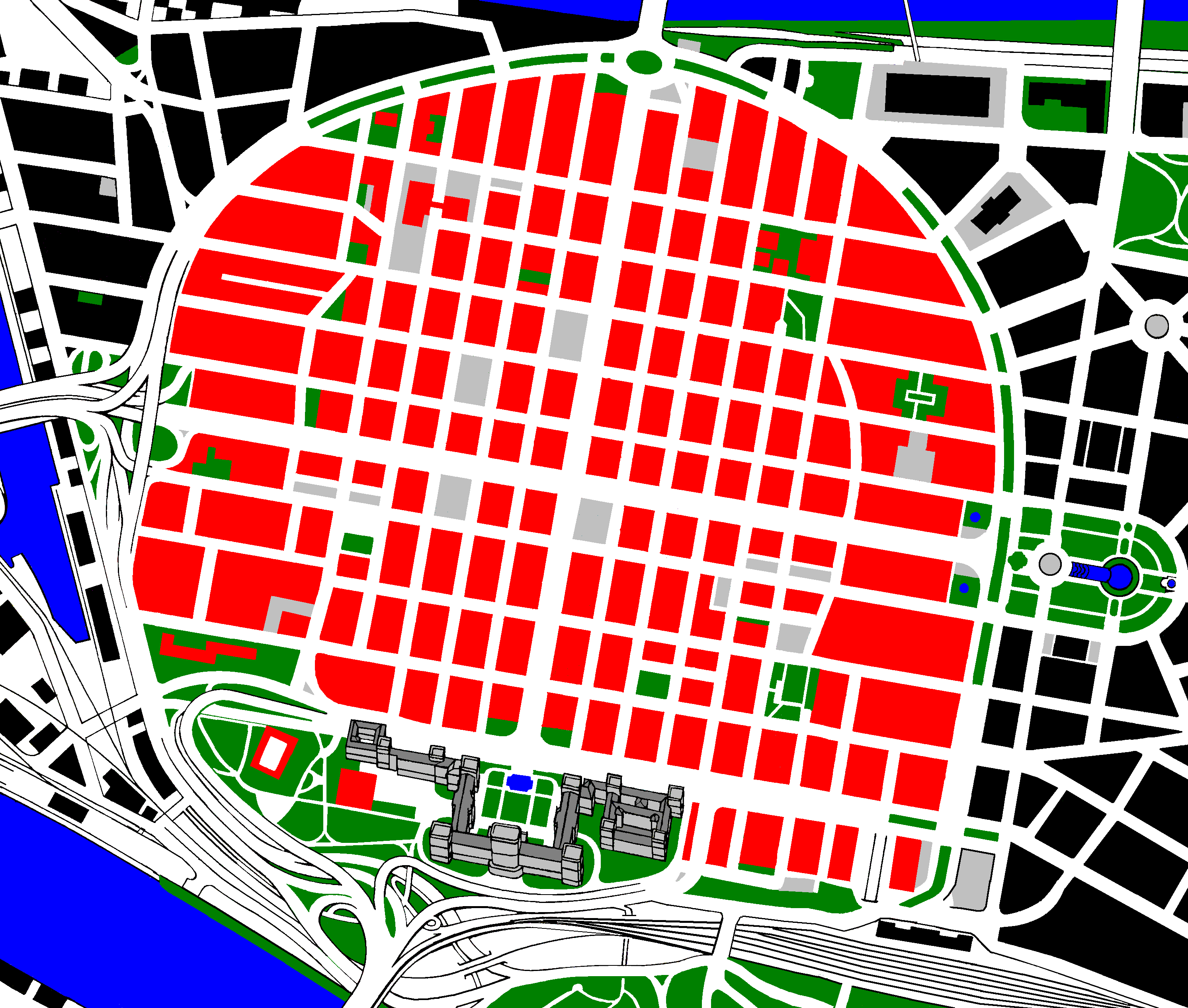
Mannheimer Innenstadtbereich
(Quadrate rot)

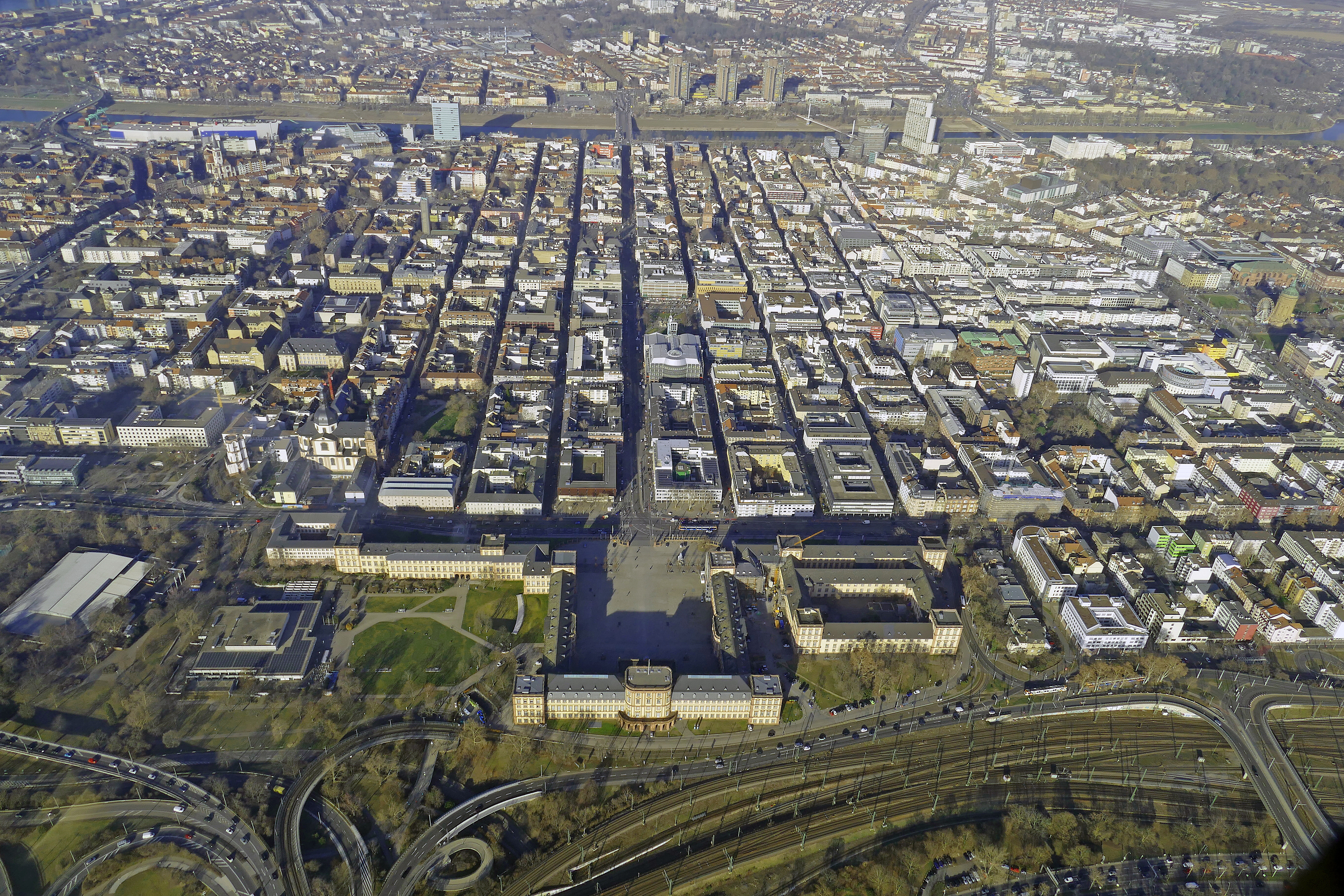
Das Mannheimer Schloss und die Mannheimer Quadrate aus der Luft mit Blick von Südwesten nach Nordosten

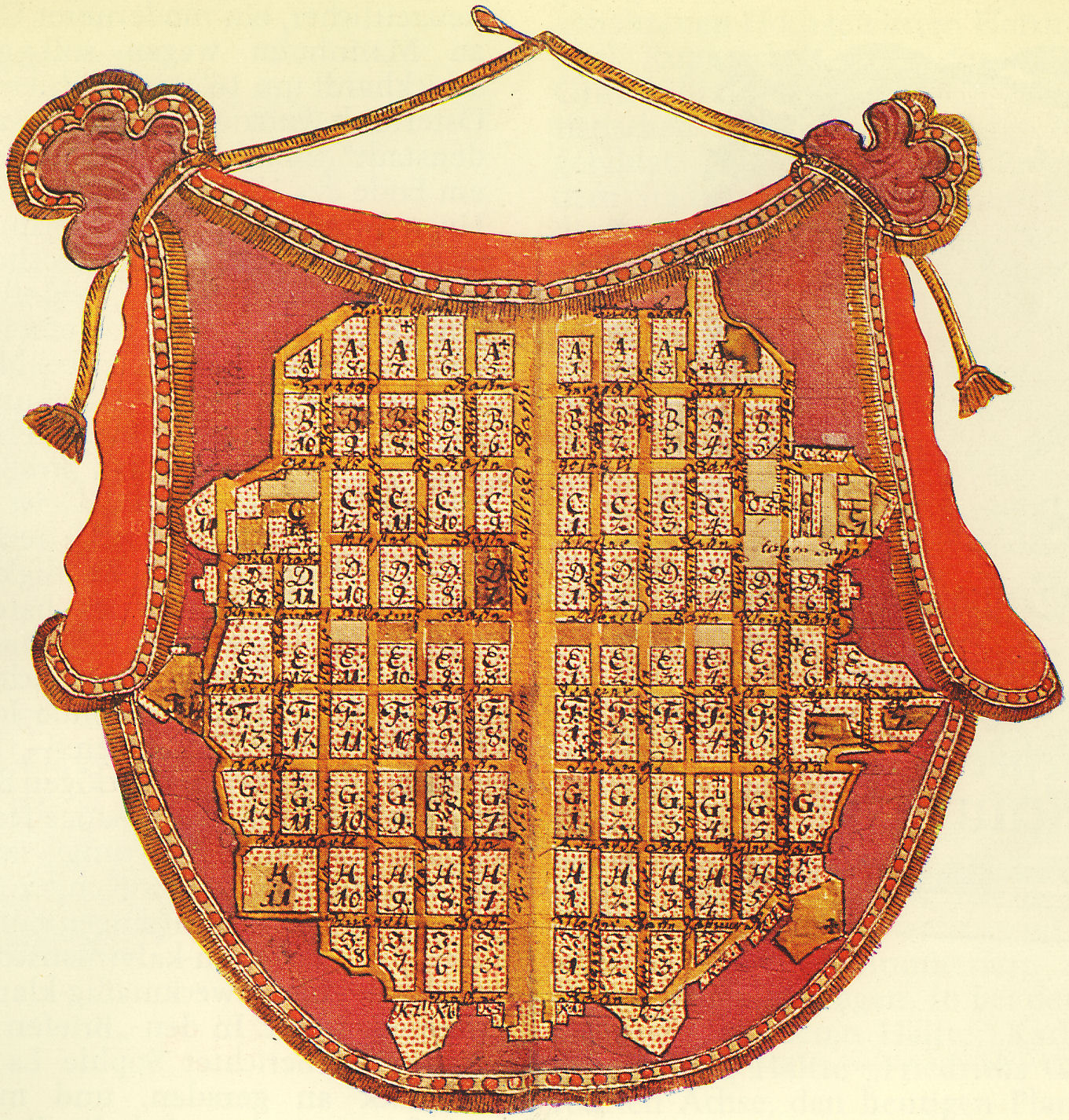
Grundrissbüchlein aus dem Jahr 1796 (Norden ist unten)

Siegel der Universität Mannheim mit Bezug auf die Quadrate

Quadratestadt ist ein Beiname der Stadt Mannheim, deren historische Innenstadt als Planstadt in Häuserblocks statt in Straßenzügen angelegt ist. Dabei ist kaum eines dieser 144 „Quadrate“ ein Quadrat im Sinne der Geometrie – vielmehr handelt es sich meist um unterschiedliche Vierecke. Es gibt rechteckige, rhombische sowie trapezförmige „Quadrate“, außerdem zwei Dreiecke. Vereinzelt sind zwei Quadrate wegen fehlender Straße dazwischen zu einem Rechteck verbunden. Im täglichen Umgang wird die ganze Innenstadt als „die Quadrate“ bezeichnet, wobei alle von den Ringstraßen umgebenen Straßenzüge einschließlich Bebauung und Plätzen gemeint sind. Hausnummern sind nicht entlang der Straßenzüge vergeben, sondern um die vier Seiten eines „Quadrates“.
Daraus erklärt sich auch das moderne Logo der Stadtverwaltung: Mannheim² (für Mannheim im Quadrat).

## Geschichte

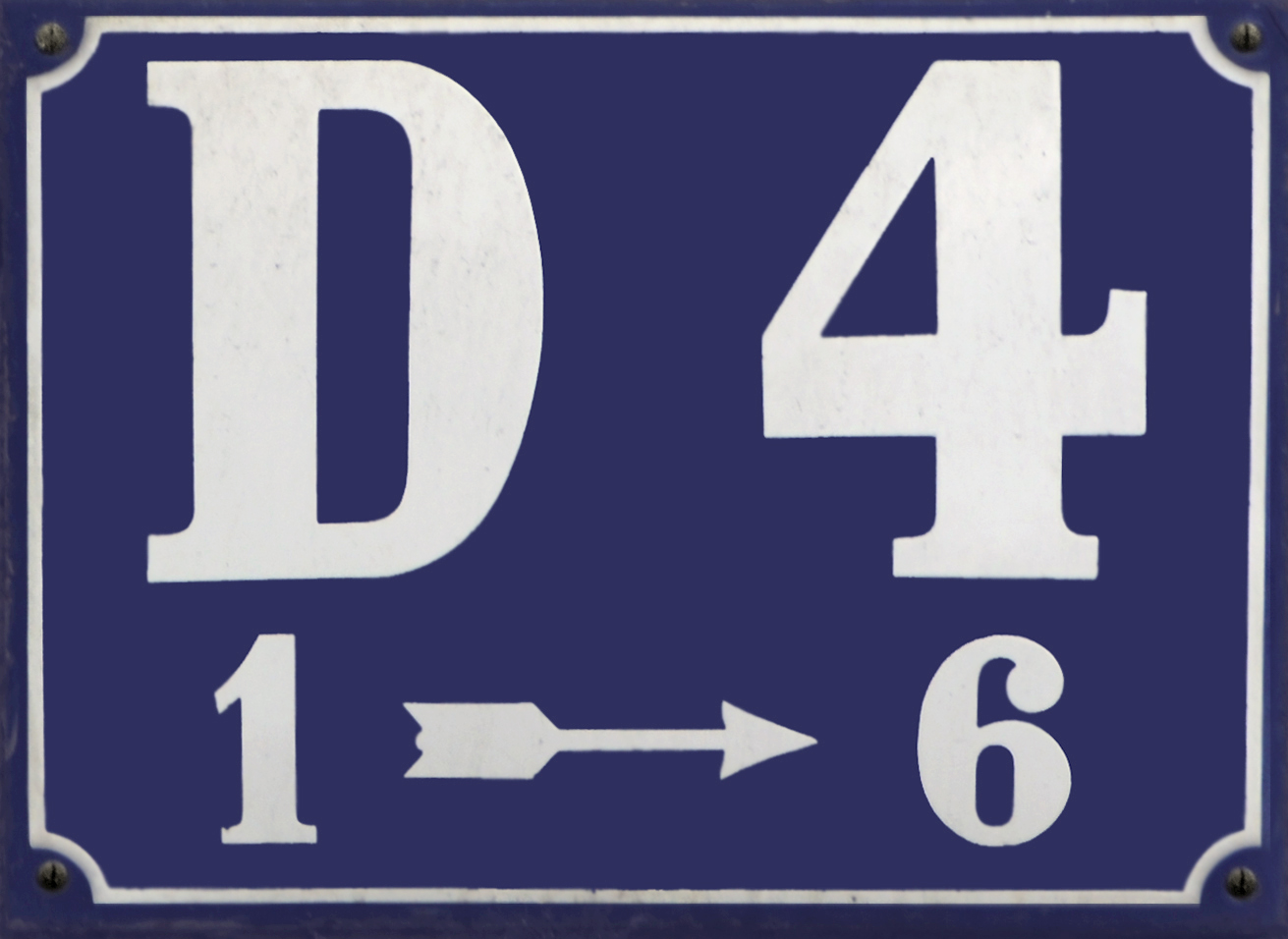
Typisches Straßenschild:
D 4 ist der Häuserblock oder „Straßenname“,
1 → 6 sind Hausnummern

1606 legte Kurfürst Friedrich IV. von der Pfalz den Grundstein zum Bau der Zitadelle Friedrichsburg und beauftragte den holländischen Festungsarchitekten Bartel Janson mit der Planung der angrenzenden Stadt. Die für Planstädte geltenden Ideale waren stark von militärischen Aspekten geprägt. So entstand das für Mannheim bis heute charakteristische regelmäßige System aus geometrischen Formen mit parallelen, sich rechtwinklig kreuzenden Straßen und gleichförmiger Blockbebauung. Erstmals findet man den Begriff „Quadrate“ schriftlich überliefert im Ratsprotokoll vom 22. Februar 1676.
Bis zum Jahr 1684 wurden die Straßen der heutigen Mannheimer Innenstadt jeweils als „Gasz“ („Gasse“) bezeichnet. Sie wurden nach der Richtung, beispielsweise „Bensheimer Gasz“ oder nach der ansässigen Bevölkerungsgruppe, wie „Schlosser Gasz“ benannt. Die Breite Straße hieß nach dem Stadtgründer „Friederichs Gasz“, Querstraßen waren nach Mitgliedern der kurfürstlichen Familie und prominenten Bewohnern benannt, wie „Mauritz Gasz“ oder „Clignets Gasz“. Als dann die ungewöhnliche Nummerierung eingeführt wurde, hielten die Einwohner Mannheims trotzdem an den alten Straßennamen fest. Diese erste Nummerierung unterschied sich von der heutigen: Das heutige Quadrat P 1 war zum Beispiel das Quadrat XXXI, das heutige Quadrat E 1 war Quadrat XXXII. Ausgenommen von dieser Nummerierung war die Friedrichsburg, welche vom Schloss bis zu den Mannheimer Planken reichte. Als dieses Gebiet im 18. Jahrhundert in die Stadt einbezogen wurde, änderte sich auch die Nummerierung.
Die Einteilung in Quadrate blieb auch nach der Zerstörung durch die Franzosen im Jahr 1689 während des Pfälzischen Erbfolgekrieges und dem Wiederaufbau bestehen. Nach der Neuvermessung in den 1730er Jahren wurden die Quadrate zum ersten Mal mit Buchstaben bezeichnet. Im Jahr 1798 wurde die Stadt neu eingeteilt und die Wohnblocks mit Buchstaben (zunächst von A bis Z; heute von A bis U) und Ziffern bezeichnet.
Die heutige Systematik der Quadrate mit Buchstaben und Ziffern wurde im Jahr 1811 eingeführt. Die vorherige Einteilung passte nicht mehr für eine Innenstadt, die sich nach Westen und nach Osten ausdehnte und deshalb eine nach beiden Seiten skalierbare Nummerierung erforderte.

## Schema

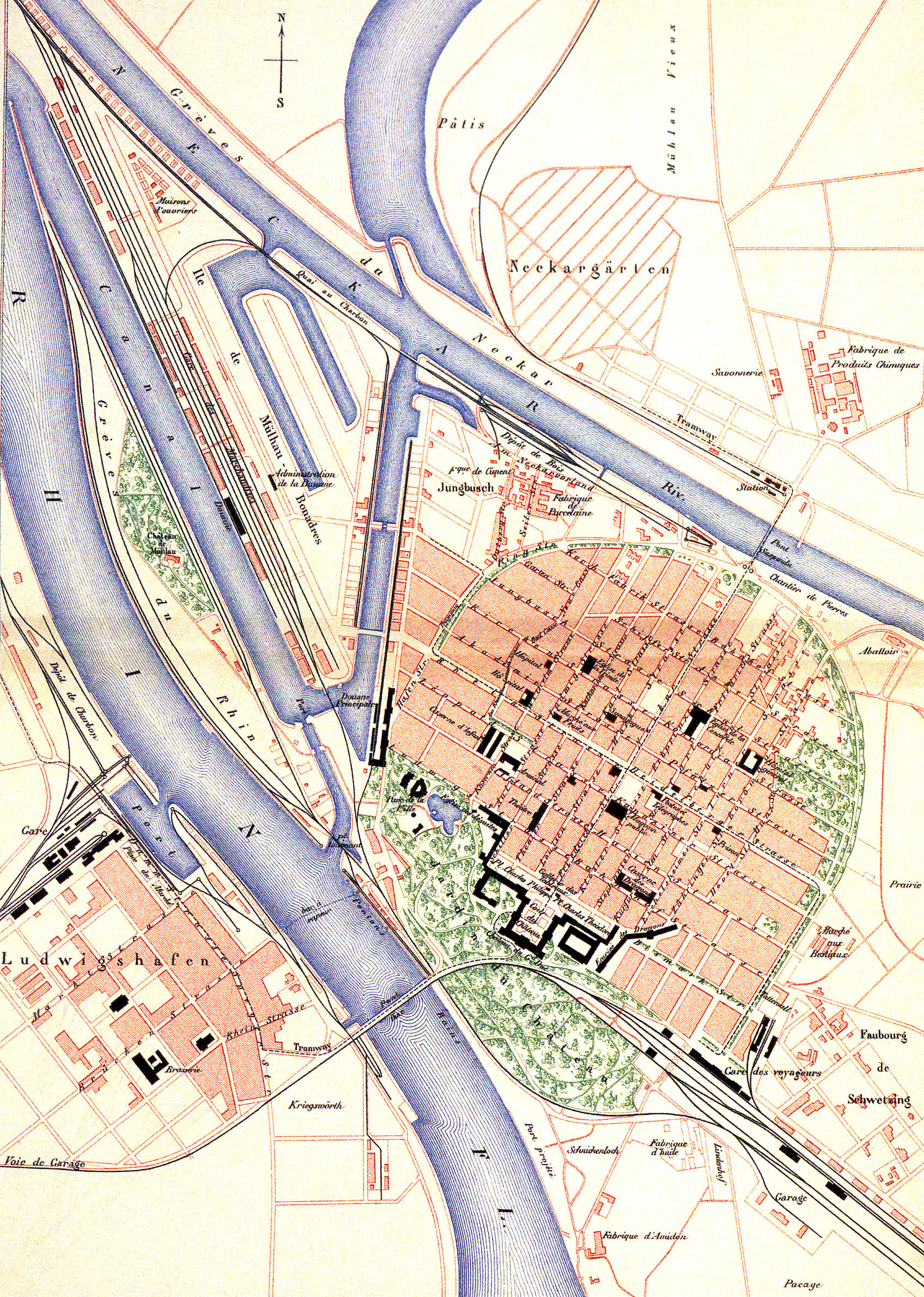
Mannheim und Ludwigshafen um 1880 (rechts die hufeisenförmige Mannheimer Innenstadt)

Die hufeisenförmige Innenstadt Mannheims liegt zwischen Rhein und Neckar, knapp 3,5 km vor der Neckarmündung. Im Südwesten steht das Schloss Mannheim als eine Art Grundlinie. Von hier aus führt die 1,1 km lange „Breite Straße“, deren amtlicher Name Kurpfalzstraße lautet, im Sinne einer senkrechten Mittelachse nach Nordosten durch die Innenstadt. Auf etwa halber Höhe wird sie im Bereich D 1/E 1 und O 1/P 1 von den 1,4 km langen „Planken“ gequert (O 1 entspricht dem Paradeplatz). Die parallel zu diesen zwei Hauptachsen verlaufenden weiteren Straßen teilen die Innenstadt in rechteckige Häuserblocks, die umgangssprachlich als „Quadrate“ bezeichnet werden. Die meisten Straßen in der Innenstadt haben keinen Namen, sondern die „Quadrate“ werden aus einer Kombination von Buchstabe und Zahl benannt. Auf den ersten Blick könnte man vermuten, die Innenstadt sei in Nord-Süd-Richtung ausgerichtet, tatsächlich ist sie um etwa 32 Grad im Uhrzeigersinn gedreht.

### Vergleich mit einem Schachbrett
Auch wenn der Vergleich mit einem Schachbrettmuster nahe liegt, sind die Gemeinsamkeiten begrenzt. Das Mannheimer „Schachbrett“ hat den Umriss eines umgekehrten „U“ und ist in eine linke und rechte Hälfte geteilt. Außerdem gibt es Reihen, die länger sind und über den Rahmen eines Schachbretts hinausgehen.

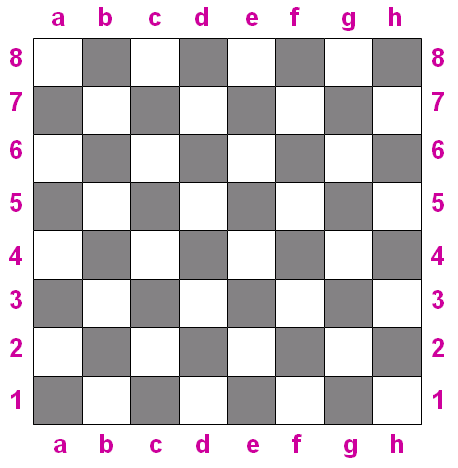
Nummerierung auf einem Schachbrett
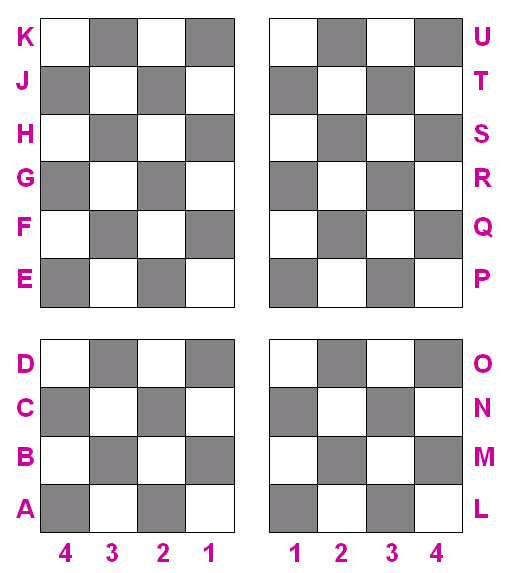
Vereinfachte Mannheimer Nummerierung
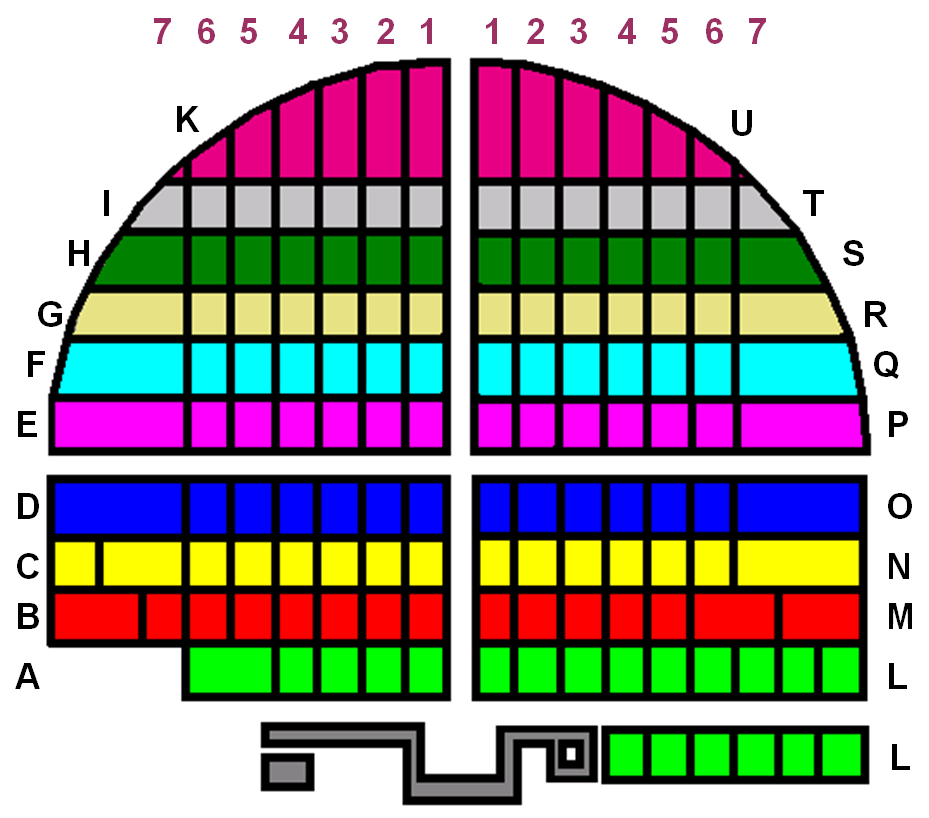
Mannheimer Schema, vereinfacht

### Straßen

#### Der Ring
Die Bögen von Kaiserring, Friedrichsring, Luisenring und Parkring bilden zusammen den sogenannten Ring. Die gerade Grundlinie (Bismarckstraße) komplettiert den hufeisenförmigen Umriss der Innenstadt, an dessen Basis sich das Schloss befindet. Der Ring wurde erst ab 1865 bis zur Jahrhundertwende um den Innenstadtbereich angelegt und hatte zunächst insgesamt die Bezeichnung „Ringstraße“. Der erste Teil des Rings wurde in den ehemaligen Gräben von der Rheinstraße bis zum damaligen Gaswerk (heute etwa K 7) errichtet. Der Parkring im Westen wurde nach dem ehemaligen Friedrichspark am Schloss benannt, der Luisenring im Nordwesten nach Luise von Preußen, Großherzogin von Baden. Am Kurpfalzkreisel (Kurpfalzbrücke) beginnt im Nordosten der Friedrichsring, benannt nach Friedrich I., Großherzog von Baden. Im Osten verläuft zwischen Wasserturm und Hauptbahnhof der Kaiserring bis zur Bismarckstraße. Diese wurde zuletzt fertiggestellt, zunächst durch die ehemaligen Baumschulgärten vom Kaiserring bis zum Schloss und wurde später durch den ehemaligen vorderen Bereich des Schlosses verlängert. Der Ring wurde von Beginn an großzügig angelegt – der Kaiserring beispielsweise 1875 auf 54 m Breite geplant – und ist überall auf mindestens vier Fahrstreifen ausgebaut. Außer auf dem Parkring verläuft mittig ein Gleiskörper der Straßenbahn, am Luisenring teilweise unterirdisch.
Auf der Ringstraße führte Carl Benz am 3. Juli 1886 mit seinem Patent-Motorwagen
die erste Probefahrt eines Automobils in der Geschichte durch.

#### Straßen in den Quadraten
Die wichtigsten Straßen in der Innenstadt sind die Planken (Wasserturm-Achse), die Kunststraße und Fressgasse (die beiden nächsten Parallelstraßen zu den Planken) und dazu senkrecht die Breite Straße (Kurpfalzbrücke-Schloss-Achse). Sie sind zum einen die Hauptstraßen mit den meisten Geschäften und unterteilen andererseits die Innenstadt in vier große Bereiche, an die sich die Vorstädte jeweils anschließen.

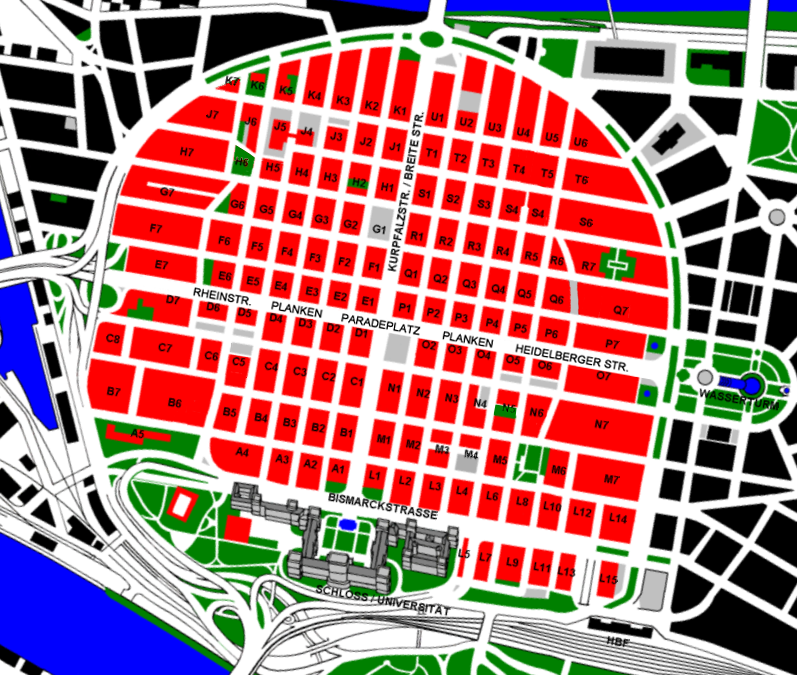
Die Quadrate mit ihren Nummern

Die Straßen in den Quadraten selbst haben, bis auf wenige Ausnahmen, keine offiziellen Straßennamen. Dies gilt auch für die genannten Planken, die Fressgasse und andere. Einige volkstümliche oder historische Straßennamen werden zwar zur Orientierung verwendet, man findet sie aber auf keinem Straßenschild. Bereits 1865 waren Straßennamen in den Quadraten eingeführt worden, erlangten jedoch allgemein keine Geltung.
Innerhalb der Quadrate existieren aktuell folgende Straßennamen offiziell (alphabetisch):
- Asamplatz, A 3 / A 4 (bei der Jesuitenkirche)
- Heidelberger Straße, zwischen O 6 / P6 und O 7 / P 7
- Herschelplatz, Platz in U 2
- Kapuzinerplanken, entlang O 5, O 6
- Kapuzinerplatz, Platz in N 4
- Kurpfalzstraße, offizieller Name der „Breiten Straße“
- Marktplatz, G 1
- Marktstraße, E 1 / E 2 bis K 1 / K 2
- Paradeplatz, O 1
- Rabbiner-Grünewald-Platz, F 3, an der Synagoge
- Schillerplatz, B 3
- Swanseaplatz, H 6
- Toulonplatz, C 5, am Zeughaus
- Tunnelstraße (L 13 / L 15, im Volksmund „Suezkanal“)

Gebräuchliche Bezeichnungen, aber keine offizielle Straßennamen: Die „Planken“ bezeichnen den Straßenzug zwischen den Quadraten D 4 / E 4 bis O 4 / P 4. „Kunststraße“ ist ein ehemaliger, erloschener Straßenname, ebenso die „Pfälzer Straße“, auch „Fressgasse“ genannt. Die „Breite Straße“ heißt offiziell Kurpfalzstraße.
Die Adressen werden nur durch die Quadratbezeichnungen mit zugehörigen Hausnummern gebildet, beispielsweise D 6, 2. Für die Adressen entlang des Rings gilt eine Besonderheit: Die innen liegenden Quadrateseiten richten sich nach der Systematik der Quadrate; an der Außenseite des Rings hingegen werden die Anschriften regulär aus dem jeweiligen Straßennamen mit Hausnummer gebildet. So liegt beispielsweise N 7, 12 gegenüber Kaiserring 46.

### Benennungsschema

#### „Koordinatensystem“ der Quadrate

Systematik der Quadrate und Hausnummern

Die Benennung der 144 Quadrate erscheint für Ortsfremde nicht ohne weitere Kenntnisse nachvollziehbar, richtet sich aber nach einem einfachen Schema.
- Die vom Schloss ausgehend in nördliche Richtung zur Kurpfalzbrücke führende Kurpfalzstraße („Breite Straße“) bildet eine Mittelachse und teilt die Innenstadt (die ungefähr die Form eines umgekehrten U hat) in einen linken und einen rechten Bereich.
- Die horizontalen Reihen der Quadrate links der Mitte haben, beginnend am Schloss, die Buchstaben A bis K,
- die Quadrate rechts davon entsprechend L bis U.
- Innerhalb der Reihen geben die Nummern der Quadrate den Abstand von der „Breiten Straße“ an.
- Eine Quadratbezeichnung wie G 1 – der Marktplatz – ist deshalb wie folgt zu interpretieren: Der Buchstabe G liegt zwischen A und K, also liegt das Quadrat links von der Kurpfalzstraße. Von A bis G sind es sieben Buchstaben, das Quadrat liegt also vom Schloss aus in der 7. Reihe. Wegen der Nummer 1 ist das Quadrat das erste ab der Mitte, es liegt also direkt an der Kurpfalzstraße.
- Überwiegend gibt es sieben Quadrate pro Buchstabe. Die Anzahl kann aber je nach Lage und Größe etwas abweichen. Im linken Bereich besteht die A-Reihe aus 5 Quadraten und die C-Reihe aus 8, rechts enden S, T und U nach 6 Quadraten. Die L-Reihe (erste Reihe rechts) bezieht Quadrate nördlich und südlich der Bismarckstraße ein und zählt daher bis L 15.

#### Hausnummern in den Quadraten
Die Hausnummern beginnen an der dem Schloss zugewandten Ecke des jeweiligen Quadrats.
- Bei den links liegenden Quadraten A bis K laufen sie gegen den Uhrzeigersinn um das Quadrat.
- Bei den Quadraten L bis U laufen die Hausnummern entsprechend umgekehrt im Uhrzeigersinn.

Bei der Festlegung der Hausnummernsystematik hatten die kurfürstlichen Stadtplaner angeblich folgende, bildliche Vorstellung: Das Schloss sei ein Springbrunnen, dessen Fontäne mitten zwischen den Quadraten A 1 / L 1 bis zu K 1 / U 1 hochschießt. Die Quadrate seien dann das herunterstürzende Wasser. Demnach ist der „Drehsinn“ links der Fontäne linksherum (gegen den Uhrzeigersinn) und rechts der Fontäne rechtsherum.

## Vom Schloss bis zu den Planken (links)
Die Quadrate zwischen dem Schloss und den Planken (links) bilden als südwestlicher Innenstadt-Quadrant den Stadtbezirk Westliche Oberstadt (A–D).

### A-Quadrate
Die A-Quadrate gehörten zu den besten Adressen in Mannheim – hier wohnte zum Beispiel Friedrich Engelhorn, der später die BASF gründete.
Außerdem befinden sich in diesen Quadraten Teile der Universität Mannheim und mit der historischen Sternwarte, der Jesuitenkirche und dem Palais Bretzenheim einige der wenigen Gebäude, die aus der Kurfürstenzeit übrig blieben.

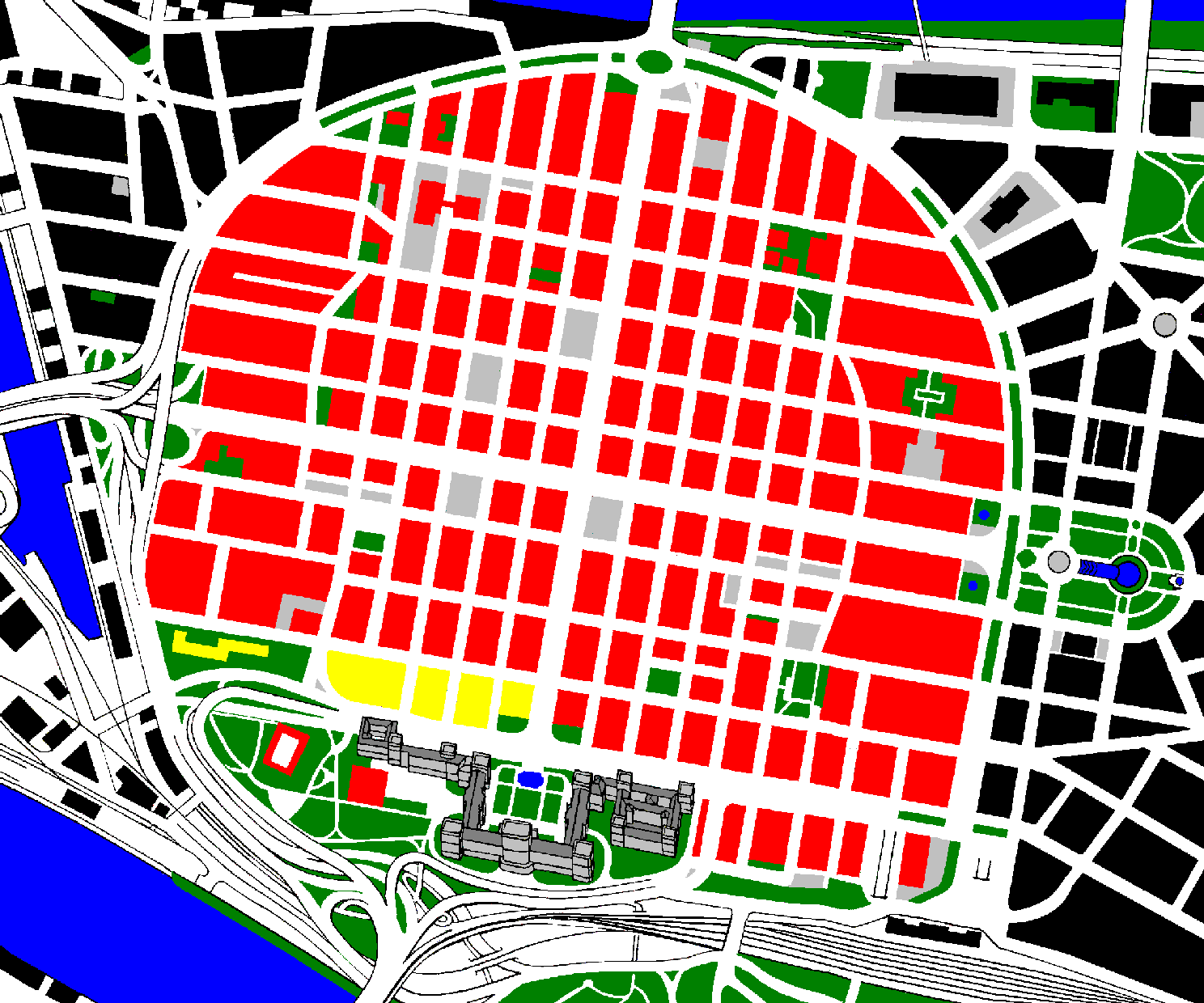
A-Quadrate (gelb)
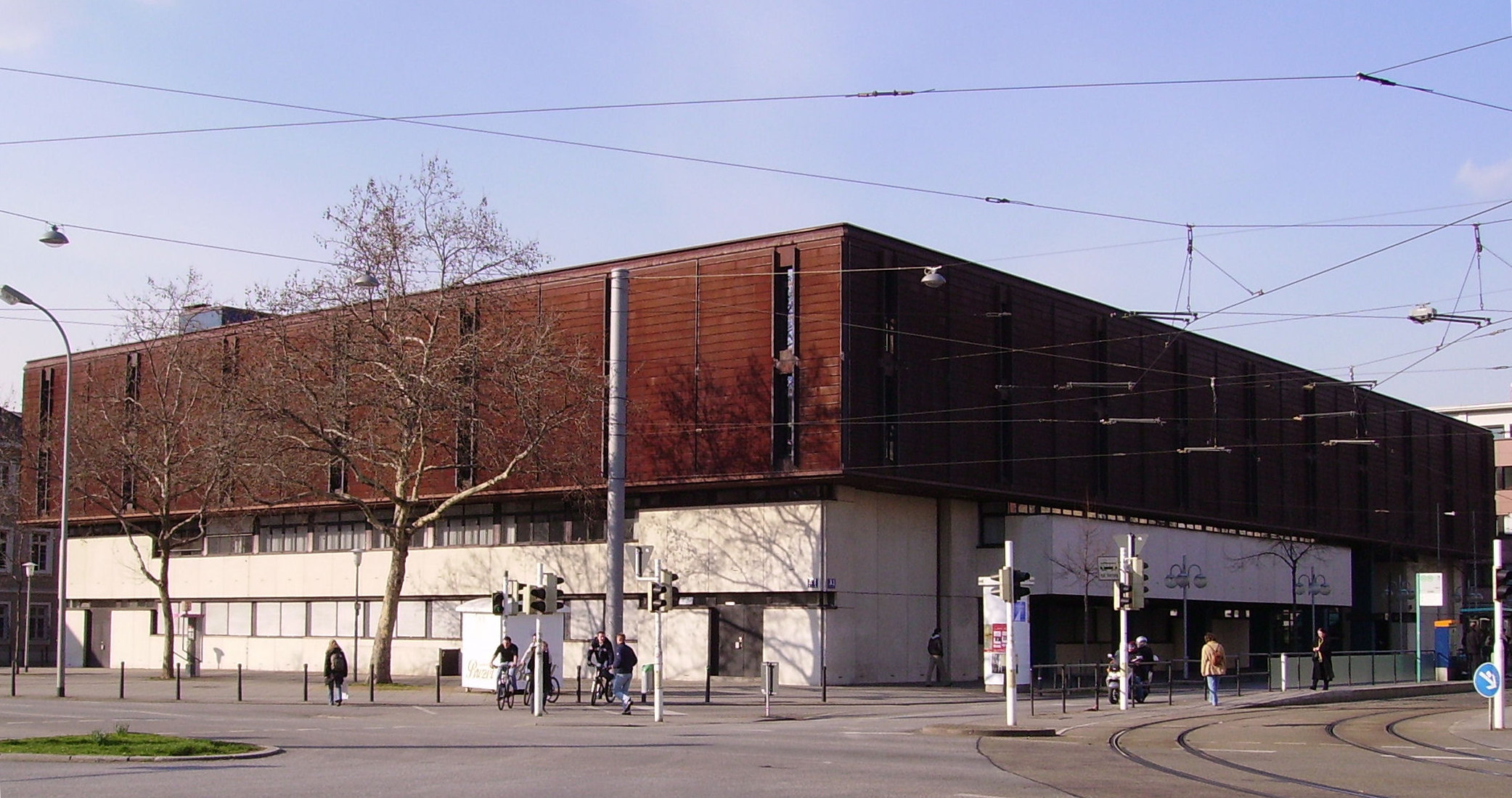
Landgericht in A 1
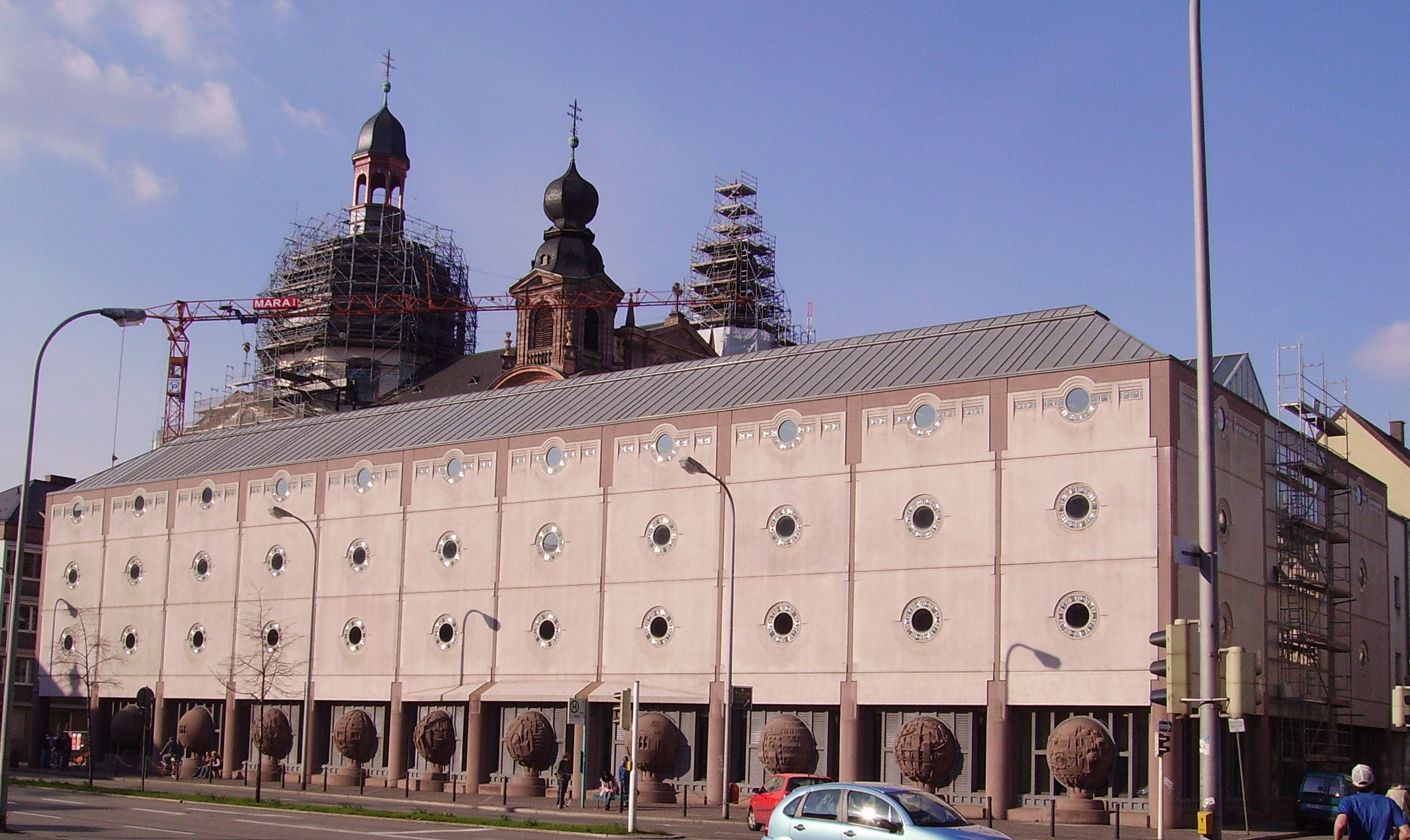
Gebäude der Universität mit Audimax, dahinter die Jesuitenkirche
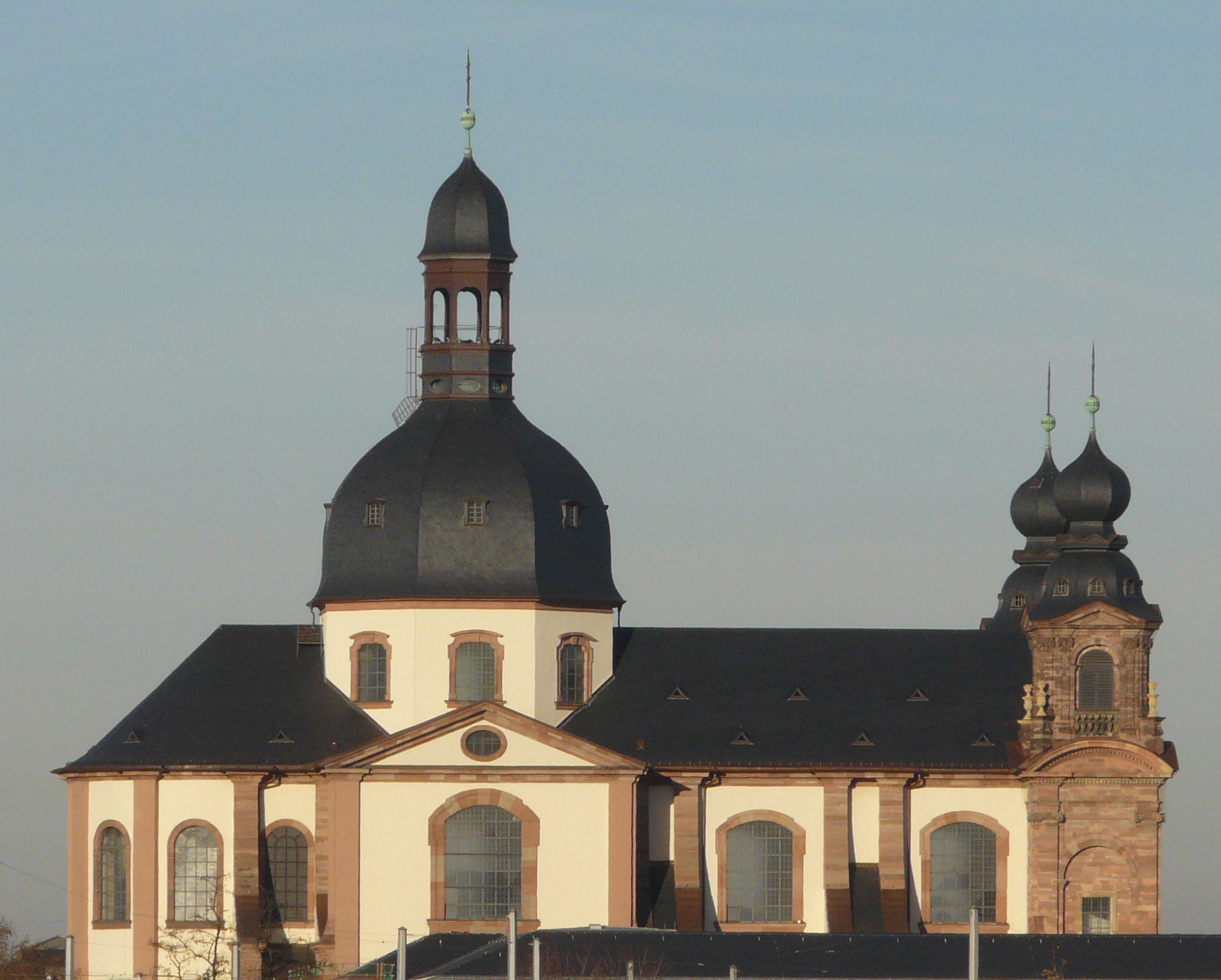
Jesuitenkirche

| Bis 1733/ 1735 | 1735 – 1774 | 1774 Karg | 1774 – 1794 | 1794 – 1811 | 1811 – 1850 | 1850 – 1870 | 1870 – heute | Anmerkungen |
| -------------- | ----------- | --------- | ----------- | ----------- | ----------- | ----------- | ------------ | --- |
| EE             | 104         | 85        | 93          | A 1         | A 1         | A 1         | A 1          | Das bekannteste Gebäude des Quadrats war das Engelhornsche Palais in A 1, 2–3 im italienischen Palazzo-Stil. Es war das Wohnhaus des Großindustriellen Friedrich Engelhorn, des Begründers der BASF. Anfang des 20. Jahrhunderts übernahm die Mannheimer Sparkasse das Gebäude und nutzte es bis ins Jahr 1954, bevor sie in das Quadrat D 1 umzog. Obwohl im Zweiten Weltkrieg kaum beschädigt, wurde das Gebäude abgerissen, um Platz für einen Neubau des Mannheimer Landgerichts zu machen, der den gesamten bebauten Bereich von A 1 einnimmt. Der Bau des Architekten Helmut Striffler fällt durch seine rostbraune COR-TEN-Stahl-Verkleidung der Obergeschosse auf. Es war das erste Mal, dass in Deutschland ein Architekt Roststahl zur Verkleidung von Gebäuden einsetzte.                                       |
| FF             | 105         | 86        | 94          | A 2         | A 2         | A 2         | A 2          | Das Palais Bretzenheim in A 2, 1 – direkt gegenüber dem Schloss – ist eines der wichtigsten historischen Mannheimer Adelshäuser und wurde 1782 bis 1788 nach Plänen des Hofarchitekten Peter Anton von Verschaffelt errichtet. In diesem Gebäude hatte der Kurfürst Carl Theodor seine Maitresse, die Tänzerin Josepha Seyffert-Heydeck und ihre vier gemeinsamen Kinder untergebracht, denen Wolfgang Amadeus Mozart hier Klavierunterricht erteilte. Im Gebäude A 2, 5 ermordete der Student Karl Ludwig Sand am 23. März 1819 den russischen Staatsrat August von Kotzebue. Dieses Haus gehörte später der Familie Heinrich Lanz. Danach ging es in den Besitz der Niederbronner Schwestern über, die hier die Sankt-Hedwigsklinik eröffneten, ein Krankenhaus mit Entbindungsheim.                                     |
| GG             | 106         | 87        | 95          | A 3         | A 3         | A 3         | A 3          | A 3, 1–8 steht die 1986–1988 erbaute Universitätsbibliothek Mannheim von Gottfried Böhm und Jürgen Minkus. Das Bibliotheksgebäude mit Lesesaal und Hörsaal steht auf einem Grundstück, das bis zur Zerstörung im Zweiten Weltkrieg mit der ehemaligen Sodalitätskirche bebaut war. Auffallende Details sind die in Beton gegossenen Baumskulpturen, die als sichtbare Stützen Architektur- und Stadtmotive zeigen. |
| HH             | 107         | 88        | –           | A 4         | A 4         | A 4         | A 4          | In A 4 stehen die Jesuitenkirche, die Mannheimer Sternwarte und das Ursulinen-Gymnasium. Die Jesuitenkirche (A 4, 3) ist heute eine katholische Pfarrkirche, die den Heiligen Ignaz und Franz Xaver geweiht ist und 1738–1760 unter dem Hofbaumeister Alessandro Galli da Bibiena gebaut wurde. Die monumentale Kirche mit Doppelturmfassade wird immer wieder als die bedeutendste Barockkirche in Südwestdeutschland bezeichnet. Das kann aber auch ein Hinweis darauf sein, dass es in Südwestdeutschland nicht so viele bedeutende Barockkirchen gibt. Die ehemalige Sternwarte in A 4, 6 entstand auf Betreiben des Jesuitenpaters und Hofastronomen Christian Mayer im Auftrag Kurfürst Karl Theodors. Das Gebäude ist exakt nach den vier Himmelsrichtungen orientiert und steht deshalb schräg zur Jesuitenkirche. |
| –              | –           | –         | –           | –           | –           | –           | A 5          | A 5, das jüngste „Quadrat“, wurde erst um 1960 durch die Straßenführung vom Schlossgarten abgetrennt, als die Auffahrt zur Konrad-Adenauer-Brücke großflächig neu gestaltet und die Bismarckstraße vom Schloss geradeaus weitergeführt wurde. Hier wurden die Bibliothek und Seminargebäude der Universität Mannheim als Teil des Campus in räumlicher Nähe zu den Universitätseinrichtungen im Schloss errichtet. Seit 2006 befindet sich im Quadrat A 5 auch das Mannheimer Zentrum für Europäische Sozialforschung, welches sich bislang gemeinsam mit dem Zentrum für Europäische Wirtschaftsforschung im Quadrat L 7 befand. |

### B-Quadrate

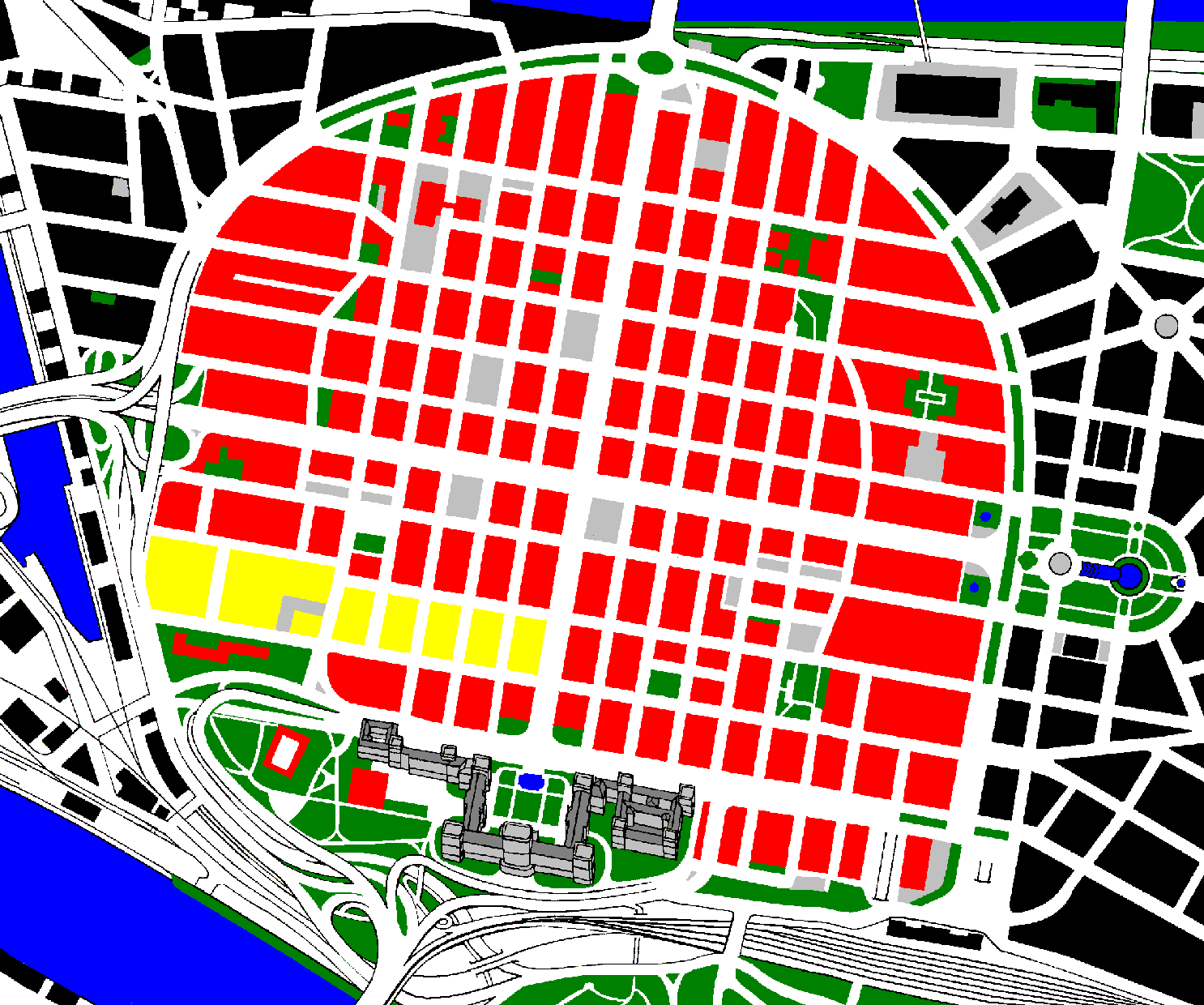
B-Quadrate (gelb)
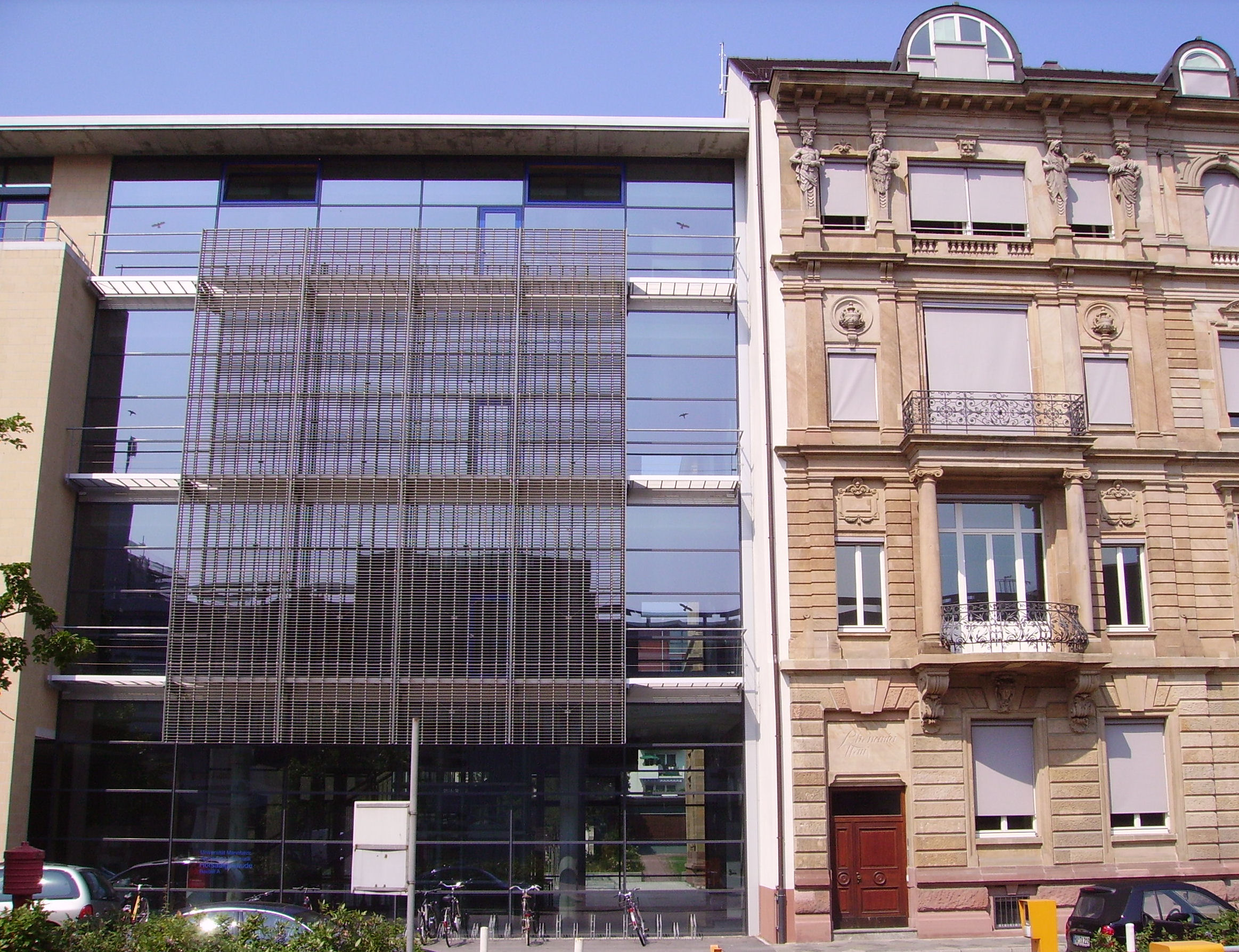
Gebäude des Instituts für Technische Informatik der Ruprecht-Karls-Universität Heidelberg, B 6
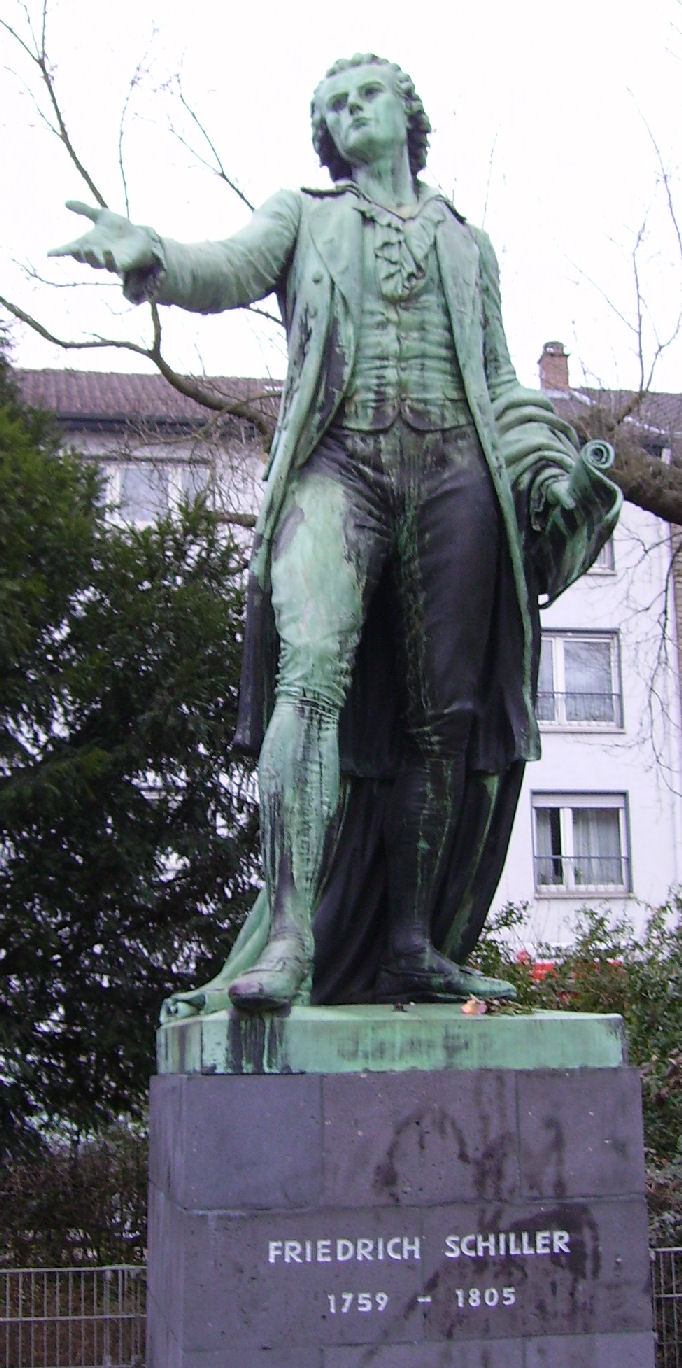
Schiller-Denkmal am Standort des alten Nationaltheaters
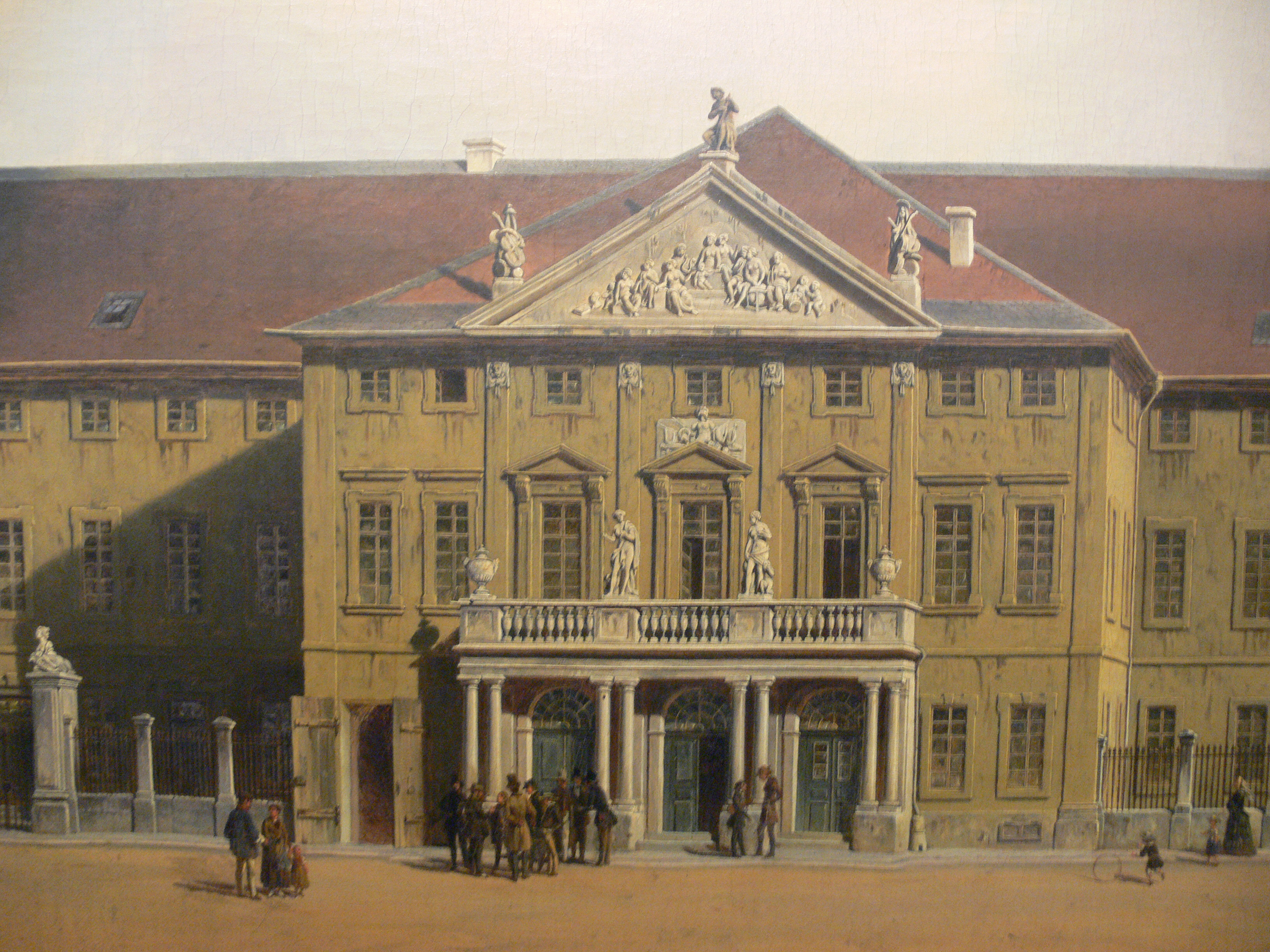
Historische Ansicht des alten Nationaltheaters

| Bis 1733/ 1735 | 1735 – 1774 | 1774 Plan Karg | 1774 – 1794 | 1794 – 1811 | 1811 – 1850 | 1850 – 1870 | 1870 – heute | Anmerkungen |
| -------------- | ----------- | -------------- | ----------- | ----------- | ----------- | ----------- | ------------ | --- |
| W              | 94          | 80             | 89          | B 1         | B 1         | B 1         | B 1          | In B 1 stand das „Heckerhaus“ (im Zweiten Weltkrieg durch Bomben zerstört), in dem der Revolutionär Friedrich Hecker als Obergerichtsadvokat und badischer Landtagsabgeordneter wohnte. Er hatte dort auch Besuch von August Heinrich Hoffmann von Fallersleben. Mit seinem wilden Bart und seinem „Heckerhut“ war er die Symbolfigur des Volksaufstandes von 1848. Hecker floh in die Schweiz und später in die Vereinigten Staaten, dennoch wurde weiterhin das Heckerlied gesungen. |
| X              | 95          | 81             | 90          | B 2         | B 2         | B 2         | B 2          | In B 2 wohnte Wolfgang Amadeus Mozart, als er im Jahr 1763 als Siebenjähriger vor dem Kurfürsten in Schwetzingen spielte. In B 2, 1 steht die Darleihkasse, in B 2, 12 eines der wenigen Mannheimer Barockhäuser. Zwischen den beiden Barockhäusern in B 2, 12 und B 2, 14, auf einem nur 7,5 Meter breiten Trümmergrundstück errichtete der Architekt Helmut Striffler Anfang der 1970er-Jahre das Wohn- und Geschäftshaus eines privaten Bauherren. |
| Y              | 96          | 82             | –           | B 3         | B 3         | B 3         | B 3          | In B 3 am Schillerplatz wurde 1775–1776 der ehemalige kurfürstliche Frucht- und Kornspeicher in ein Theater umgebaut, das alte Nationaltheater, wo 1782 Die Räuber von Friedrich Schiller uraufgeführt wurde. Hier spielten die Schauspieler Albert Bassermann und August Wilhelm Iffland. Als Intendanten wirkten hier Wilhelm Furtwängler und Eugen Jochum. Beim nächtlichen Luftangriff des 5./6. September 1943, während einer Vorstellung von Carl Maria von Webers Freischütz, wurde es durch die Royal Air Force bombardiert und brannte völlig aus. Auf dem Schillerplatz steht außer einer Schillerstatue auch ein Mahnmal für die Arbeit der Trümmerfrauen beim Wiederaufbau der Stadt.                         |
| Z              | 97          | 83             | 91          | B 4         | B 4         | B 4         | B 4          | Im Eckhaus B 4, 1 wohnte im Jahre 1810 Carl Maria von Weber. B 4, 1–5 ist heute eine moderne Wohnanlage. Aloysia Weber, die Cousine des Komponisten, die in den A-Quadraten wohnte, bekam oft Besuch von Wolfgang Amadeus Mozart. Als er nicht mehr für die musikalische Ausbildung nötig war, konnte er gehen. Mozart heiratete später Aloysias Schwester Constanze. In B 4, 9 und B 4 10–10a stehen ehemalige Tresor- und Bürogebäude der Rheinischen Kreditbank, die von Albert Friedrich Speer im Jahr 1905 geplant wurden. Der Anbau ist heute Depot der Reiss-Engelhorn-Museen. |
| –              | 98          | 84             | 92          | B 5         | B 5         | B 5         | B 5          | In B 5, 7 befindet sich das Museum Schillerhaus der Reiss-Engelhorn-Museen. Während seiner Zeit von 1783 bis 1785 in Mannheim lebte Friedrich Schiller an verschiedenen Orten. Seine letzte Wohnung befand sich im Hölzelschen Haus in B 5, 8, das allerdings heute nicht mehr erhalten ist. Als im Jahr 1784 Schillers Vertrag am Mannheimer Theater nicht verlängert wird und seine Stuttgarter Gläubiger ihn bedrängen, drohte ihm ein Prozess. In dieser Zwangslage kratzt sein Vermieter, Anton Hölzel, sein Erspartes zusammen und streckt ihm die benötigte Summe vor. Die Familie Hölzel war ihm nämlich dankbar dafür, dass der gelernte Mediziner Schiller ihren Sohn von einer schweren Krankheit geheilt hat. |
| –              | 86          | –              | –           | C 8         | C 8         | B 6         | B 6          | In B 6, 26–29 befindet sich seit Mai 2005 das Gebäude des Instituts für Technische Informatik der Universität Mannheim, seit 2008 zur Universität Heidelberg gehörend. Das komplett sanierte denkmalgeschützte Rhenania-Gebäude aus dem 19. Jahrhundert wird dabei von zwei Neubauten flankiert, dem Hörsaalgebäude und dem Laborgebäude. |
| –              | –           | –              | –           | –           | –           | –           | B 7          | Im Quadrat B 7 befindet sich heute das gleichnamige Studentenwohnheim mit ca. 100 Wohnplätzen. |

### C-Quadrate

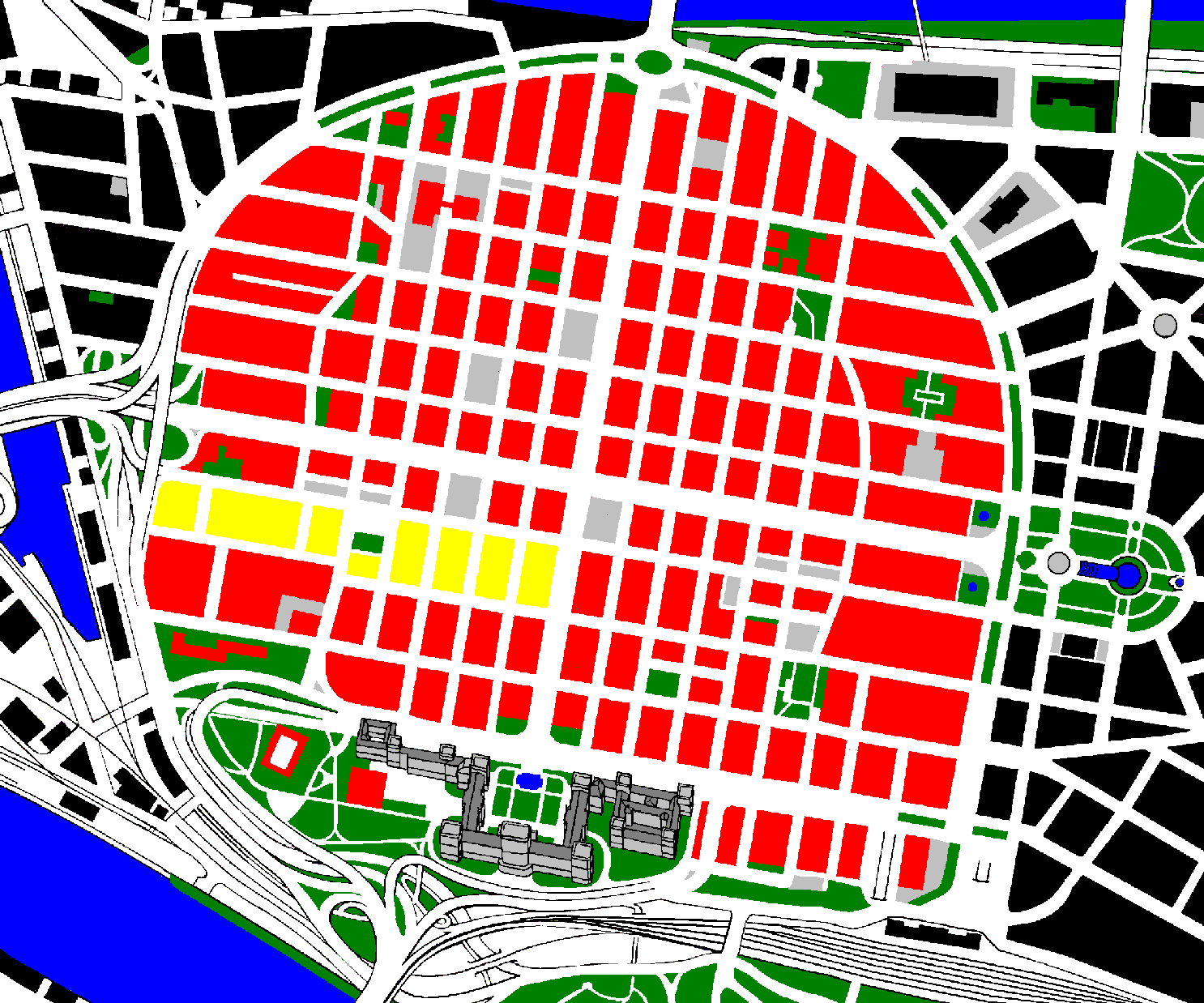
C-Quadrate (gelb)
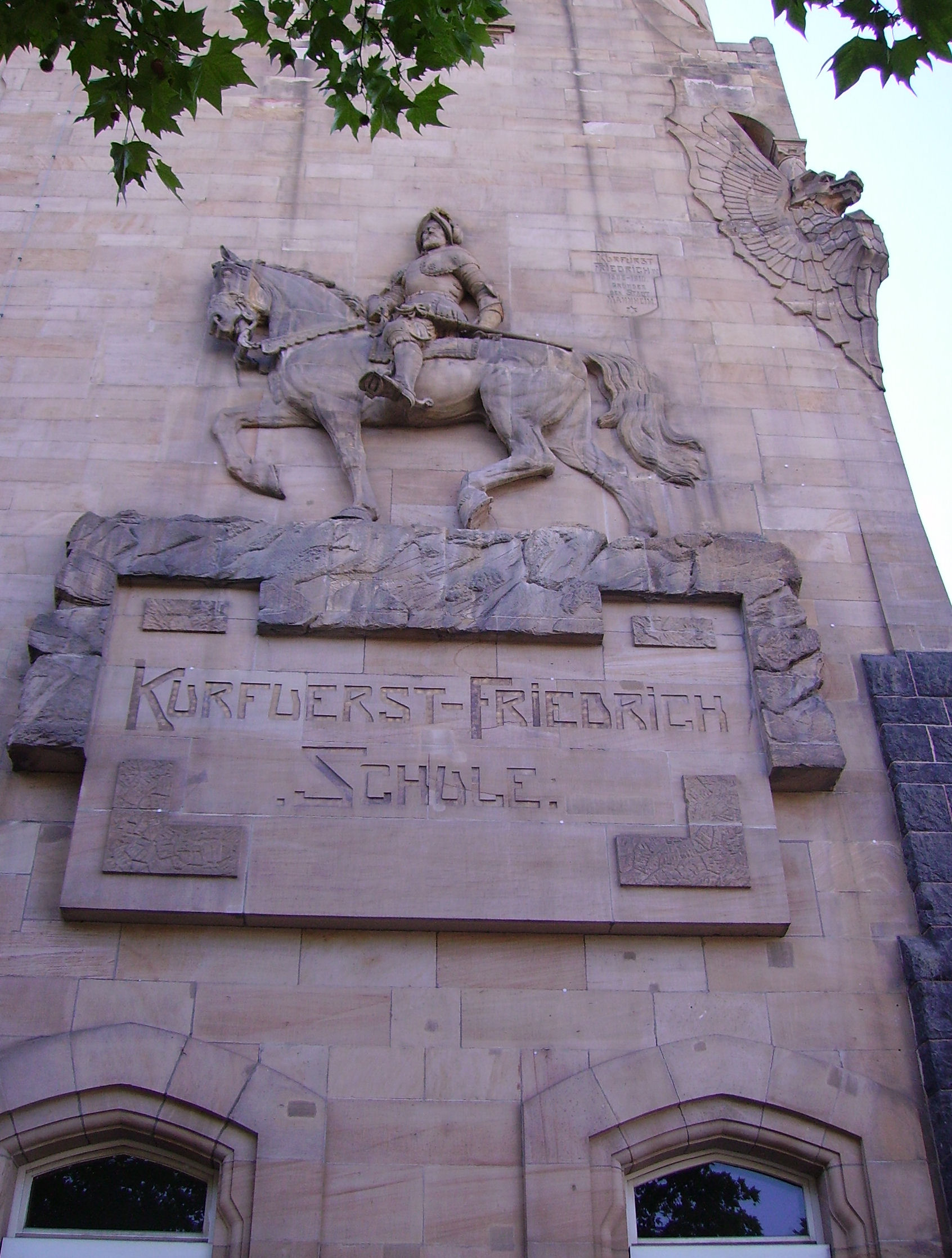
List-Schule mit Reiterfigur des Stadtgründers Friedrich I.
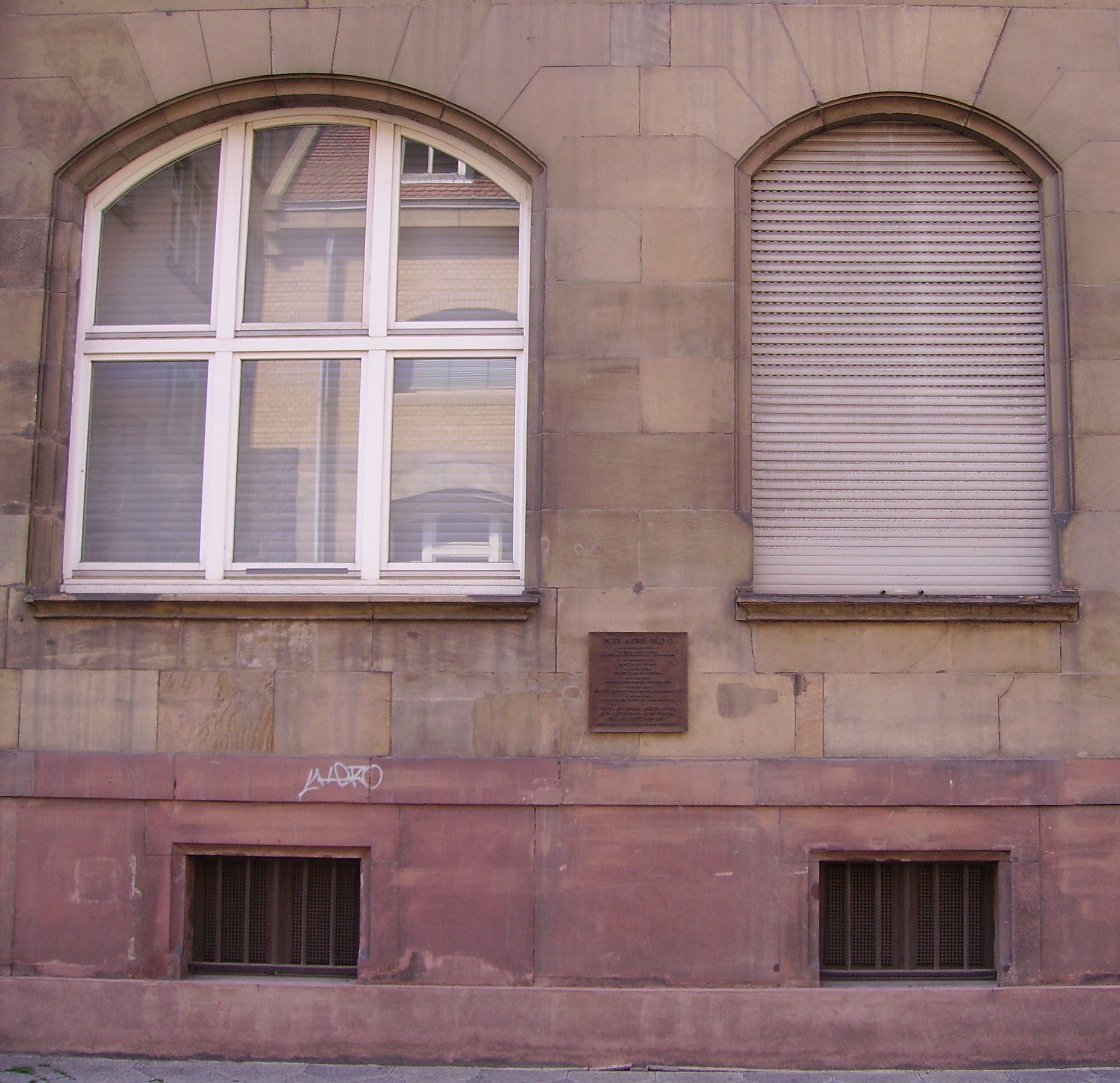
Geburtshaus Alfred Delps
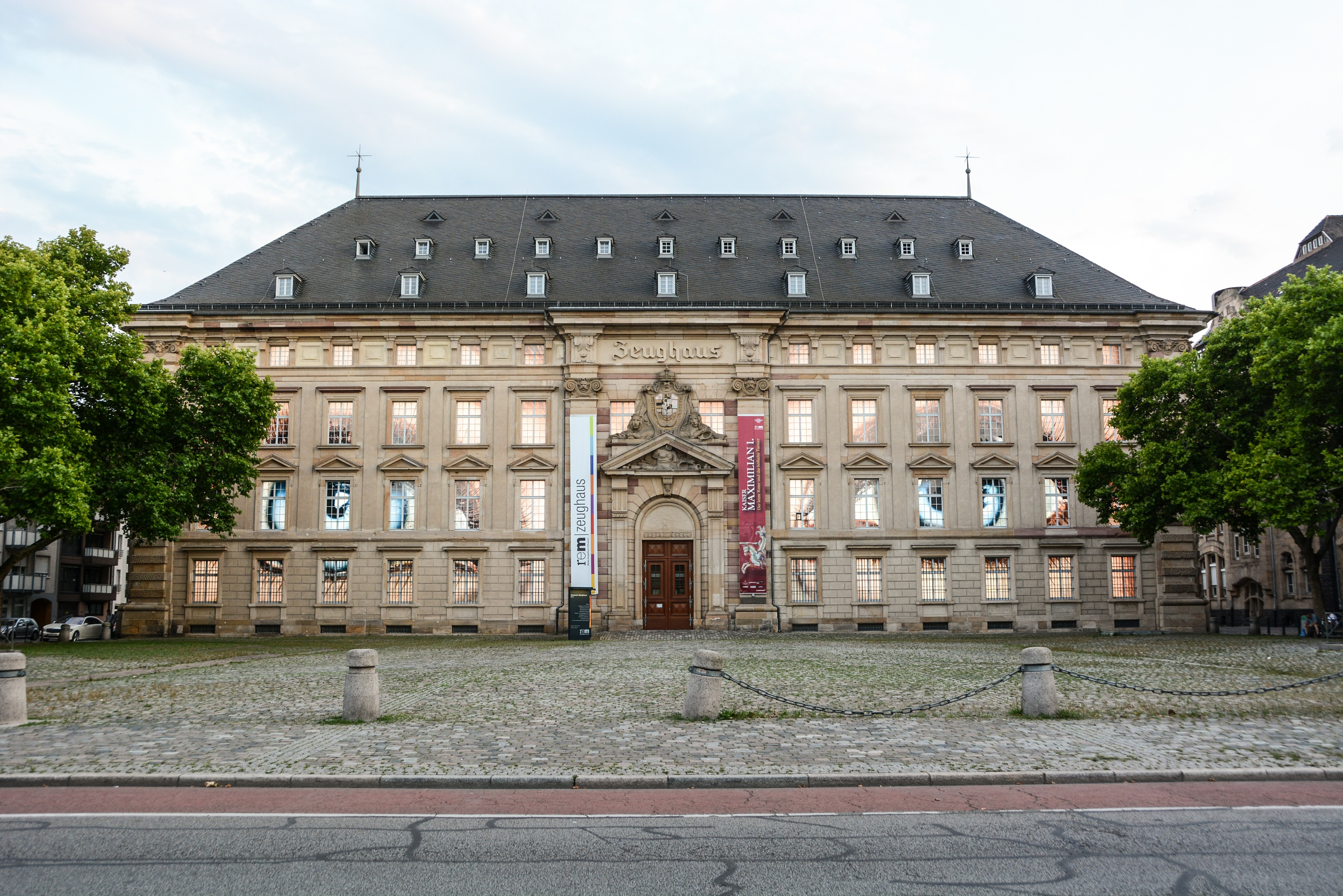
Reiss-Engelhorn-Museen im Zeughaus

| Bis 1733/ 1735 | 1735 – 1774 | 1774 Karg | 1774 – 1794 | 1794 – 1811 | 1811 – 1850 | 1850 – 1870 | 1870 – heute | Anmerkungen |
| -------------- | ----------- | --------- | ----------- | ----------- | ----------- | ----------- | ------------ | --- |
| N              | 62          | 75        | 74          | C 1         | C 1         | C 1         | C 1          | In C 1, 2 an der Breiten Straße wohnte von 1795 bis 1829 die ehemalige Fürstin Katharina unter dem Titel Gräfin von Ottweiler. Sie war eine Mätresse gewesen, die Fürst Ludwig von Nassau-Saarbrücken zu seiner zweiten Ehefrau machte und sie nacheinander zur Freifrau von Ottweiler, Reichsgräfin von Ottweiler und bis in den Fürstenstand zur Herzogin von Dillingen erheben ließ. Sie war als verschrobene Person bekannt. Sie umgab sich mit einer großen Zahl von Katzen, weshalb sie auch den Beinamen „Katzengräfin“ erhielt. Im gleichen Quadrat, C 1, 6–7, direkt am Paradeplatz befindet sich heute die Buchhandlung Thalia (ehemals Kober und Löffler Fachbuch), deren Besonderheit die zweimal jährlich veranstaltete Lesenacht ist, bei der die Besucher bis spät in die Nacht in den Büchern stöbern können. |
| O              | 69          | 76        | 75          | C 2         | C 2         | C 2         | C 2          | |
| P              | 70          | 77        | 76          | C 3         | C 3         | C 3         | C 3          | Viele Gasthäuser in den B- und C-Quadraten behaupten, dass Friedrich Schiller bei ihnen eingekehrt sei, so das Weinhaus Hunzinger (Fliegender Holländer) in C 3, 20. Mit den Getränken dort scheint er sehr zufrieden gewesen zu sein: „A feins Weinle“ soll seine Äußerung über die Weinkarte gewesen sein. |
| Q              | 77          | 78        | 77          | C 4         | C 4         | C 4         | C 4          | In C 4, 9b steht das Palais Cunzmann. Das Haus diente seit 1873 als Gaststätte in der Nähe des ehemaligen Nationaltheaters. Daher hat es den bis heute erhaltenen Namen „Zwischenakt“. Später war es Sitz der Volksbank, heute befindet sich dort das Institut für internationale Kunst- und Kulturgeschichte der Reiss-Engelhorn-Museen. In C 4, 12 gab es das jüdische Restaurant Kaufmann, das zeitweise auch als Betsaal genutzt wurde. |
| -              | 78          | –         | –           | C 5         | C 5         | C 5         | C 5          | In C 5 befindet sich das Museum Zeughaus für Kunst-, Stadt- und Theatergeschichte der Reiss-Engelhorn-Museen. Das 1778 von Peter Anton von Verschaffelt errichtete Zeughaus war Ausrüstungskammer der kurpfälzischen Armee, später Kaserne, dann Ausstellungshalle des Gewerbevereins und zuletzt Pfandhaus. Nach der Zerstörung im Zweiten Weltkrieg wurde es im Jahr 1957 wieder hergestellt und beherbergte als Carl-Reiß-Museum die Mannheimer stadtgeschichtlichen und völkerkundlichen Sammlungen. Grundlage war die Stiftung des Mannheimer Mäzens Carl Reiß und seiner Schwester, die der Stadt im Jahr 1913 sechs Millionen Mark vermachten. Auf dem Toulonplatz (benannt nach der Partnerstadt Toulon) vor dem Zeughaus ist der Grundriss der ehemaligen Garnisonskirche im Pflaster markiert.                      |
| LXI            | 85          | –         | –           | C 6         | C 6         | C 6         | C 6          | In C 6, 1 befindet sich die Friedrich-List-Schule, eine kaufmännische Schule, die früher Kurfürst-Friedrich-Schule hieß. Obwohl der Bau des Gebäudes schon 1906 abgeschlossen war, erfolgte die Einweihung erst 1907, zum 300. Stadtjubiläum Mannheims. Bei diesem Anlass wurde auch das Fassadenrelief mit der Reiterfigur des Stadtgründers Kurfürst Friedrich enthüllt, nach dem die Schule ihren früheren Namen hatte. Ein städtebaulicher Akzent ist der fünfgeschossige turmförmige Eckbau an den Zeughausplanken. |
| –              | –           | –         | –           | C 7         | C 7         | C 7         | C 7          | Am Haus C 7, dem ehemaligen Wöchnerinnenasyl Luisenheim wurde am 15. September 2003, dem 97. Geburtstag Alfred Delps, der hier geboren wurde, eine Gedenktafel enthüllt, auf der es unter anderem heißt: Es sollen einmal andere glücklicher leben dürfen, weil wir gestorben sind! Dies waren die Worte, die Delp niederschrieb, nachdem im Januar 1945 das Todesurteil gegen ihn verkündet worden war. |
| –              | –           | –         | –           | –           | –           | C 7         | C 8          | Dieses Quadrat ist – außer in den L-Quadraten – das einzige, das eine Nummer höher als 7 hat. |

### D-Quadrate

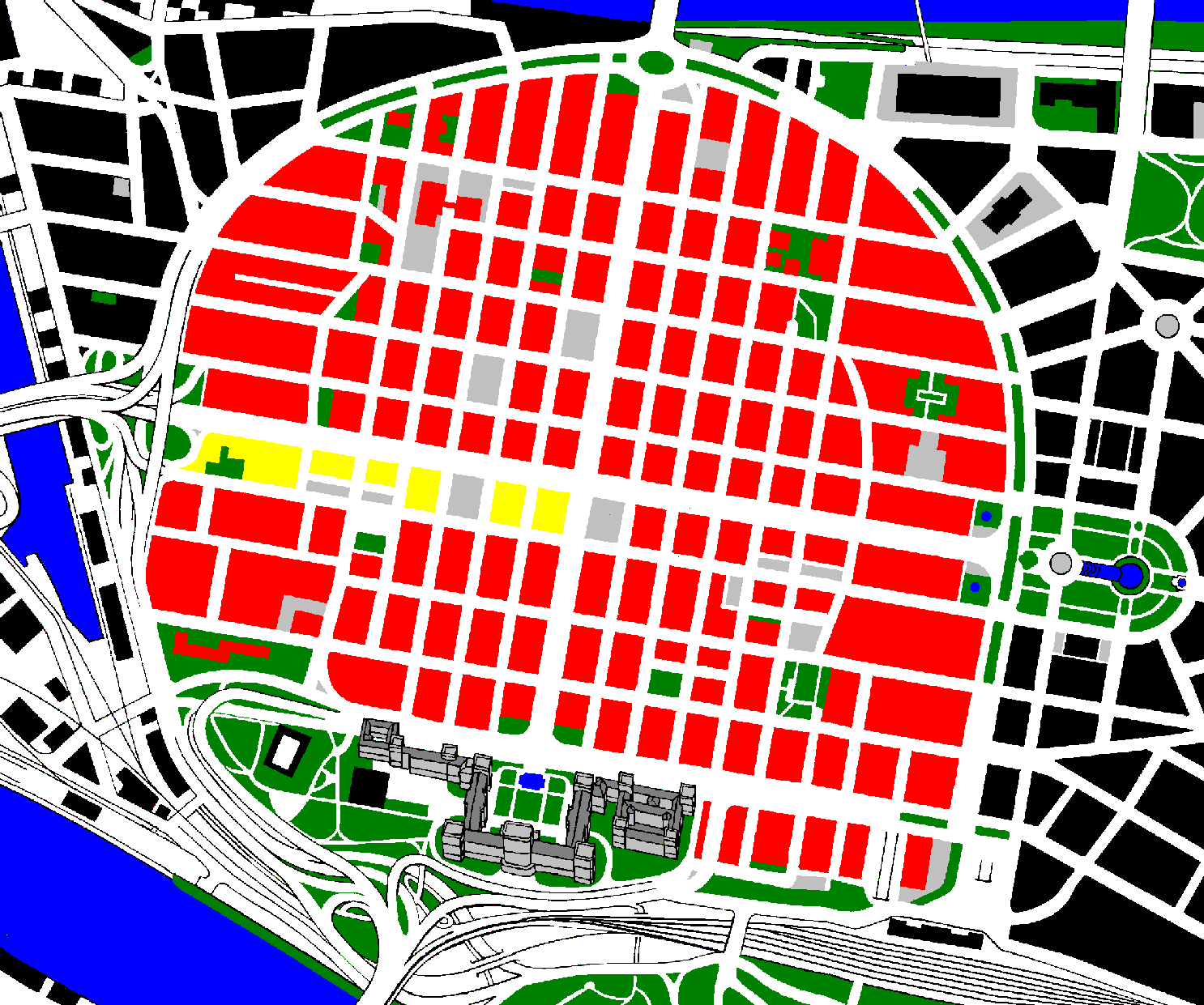
D-Quadrate (gelb)
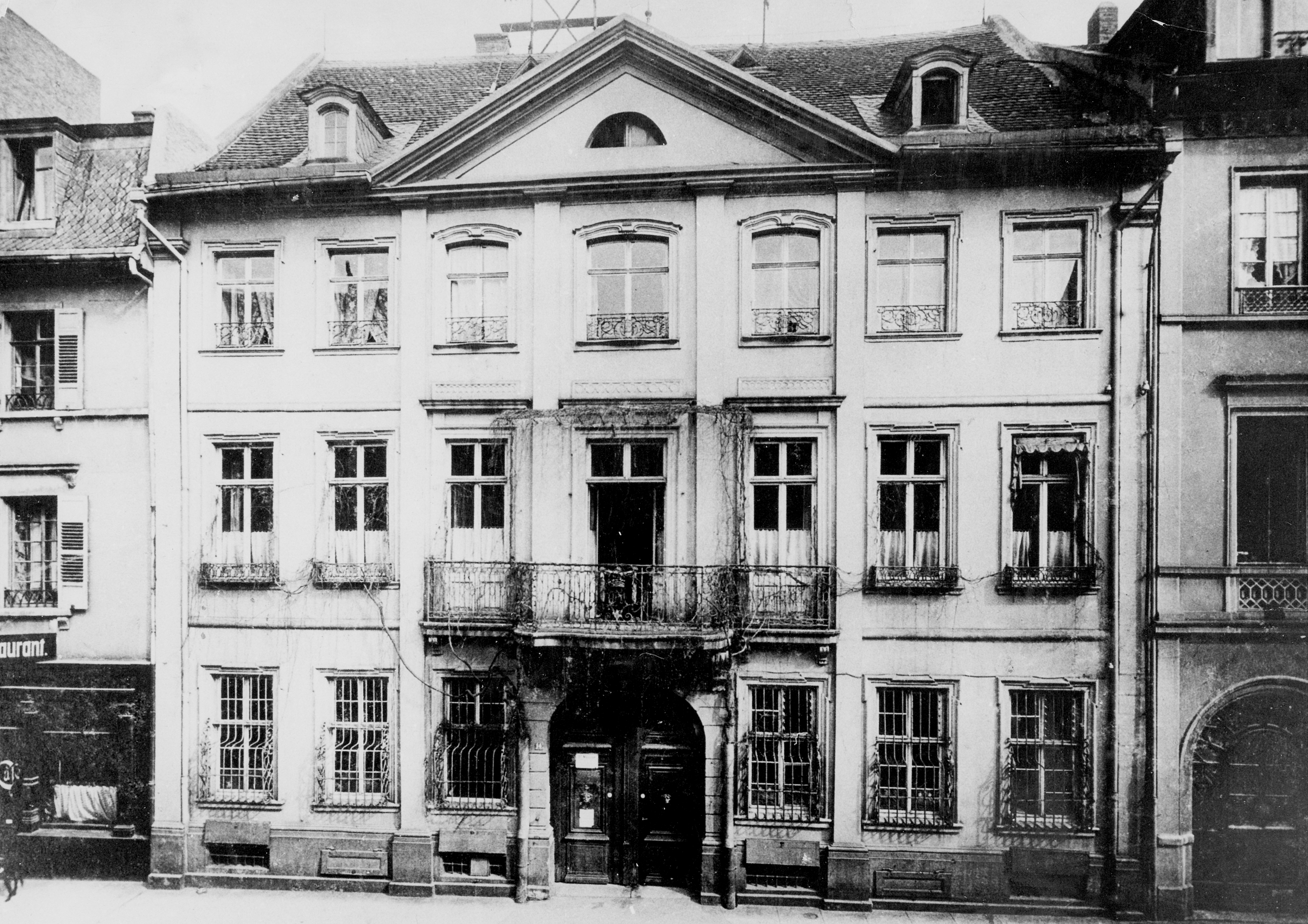
Bankhaus Ladenburg in D 3, 12
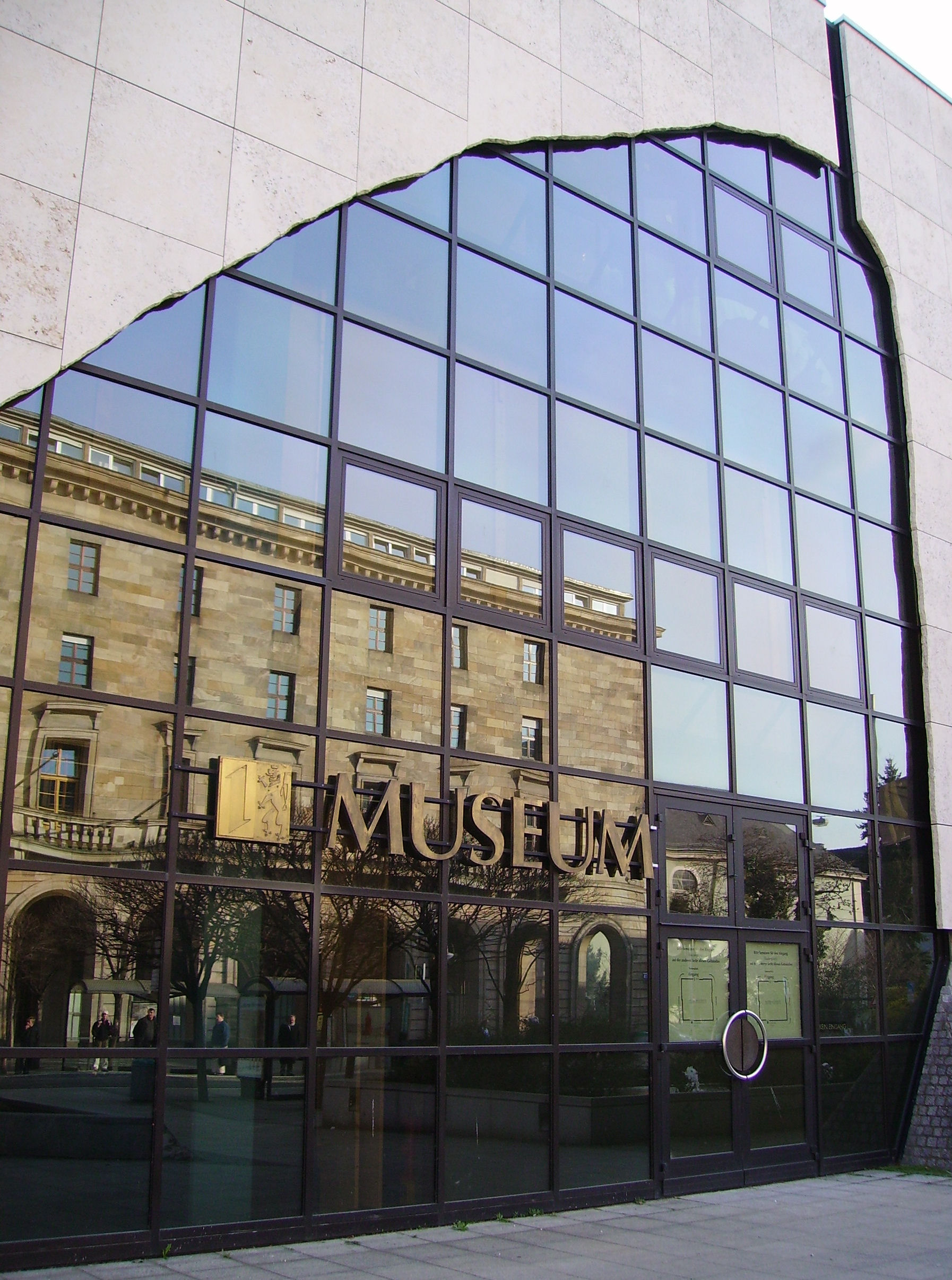
Reiss-Engelhorn-Museen
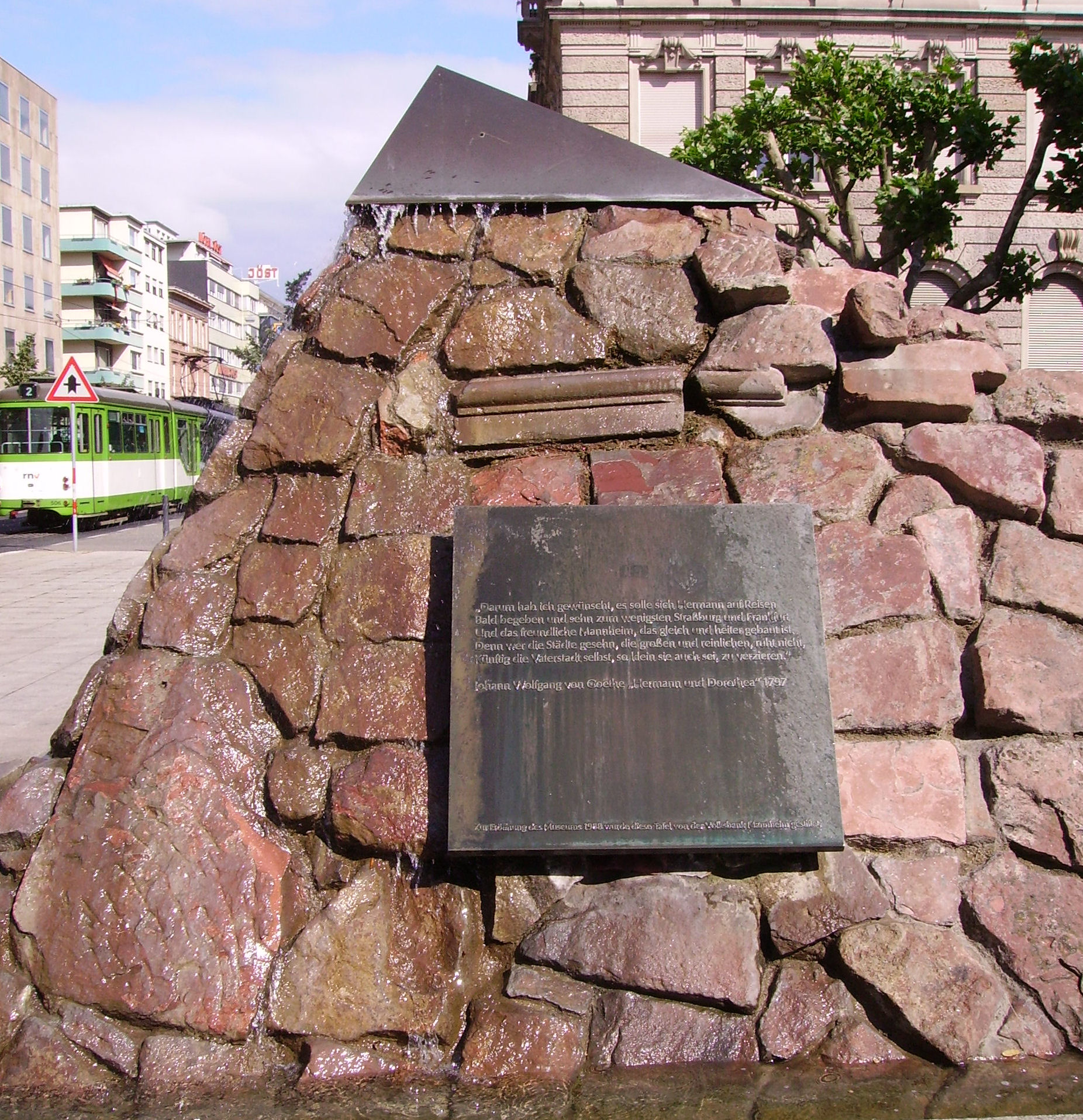
Pyramide vor dem Reiss-Museum

| Bis 1733/ 1735 | 1735 – 1774 | 1774 Karg | 1774 – 1794 | 1794 – 1811 | 1811 – 1850 | 1850 – 1870 | 1870 – heute | Anmerkungen |
| -------------- | ----------- | --------- | ----------- | ----------- | ----------- | ----------- | ------------ | --- |
| E              | 63          | 69        | 68          | D 1         | D 1         | D 1         | D 1          | Die D-Quadrate beginnen an der Ecke zum Paradeplatz. Hier stand der Pfälzer Hof, eines der ersten Hotels der Stadt, zu dessen prominenten Gästen Zar Paul I. zählte, der hier noch als Kronprinz im Jahr 1782 übernachtete. Wolfgang Amadeus Mozart wohnte mit seiner Mutter im Pfälzer Hof, bis der Aufenthalt dort für die beiden zu teuer wurde. Sie saßen oft frierend im Zimmer, weil sie für das Brennholz extra zahlen mussten. Der Flötist Johann Baptist Wendling vermittelte ihnen eine neue Unterkunft bei Serrarius, wo Mozart, sein Logisgeld verdienen konnte, indem er der Tochter des Hauses Klavierunterricht erteilte. In D 1, 1–3 befindet sich der Sitz der Sparkasse Rhein Neckar Nord. In D 1, 4–8 steht das Gebäude des Bekleidungs-Kaufhauses C&A. |
| F              | 68          | 70        | 69          | D 2         | D 2         | D 2         | D 2          | Im Quadrat D 2 befand sich die Buchhandlung Schwan, die neben Löffler als Erste Friedrich Schillers Stück Räuber druckte (Erstausgabe: Mannheim: Schwan'sche Buchhandlung, 1782). |
| G              | 71          | 71        | 70          | D 3         | D 3         | D 3         | D 3          | Im Quadrat D 3 absolvierte Friedrich Engelhorn seine Lehre als Goldschmied. Im Bankhaus Ladenburg W. H. Ladenburg & Söhne, einem Vorgänger der Deutschen Bank schloss Engelhorn 30 Jahre später mit dem Bankier Ladenburg und einigen anderen Persönlichkeiten den Gesellschaftsvertrag, der zur Gründung der BASF führte. |
| H              | 76          | 72        | 71          | D 4         | D 4         | D 4         | D 4          | In D 4, 9–10 befindet sich das Städtische Leihamt Mannheim, das bereits im Jahr 1809 mit Genehmigung des Großherzogs Carl Friedrich von Baden gegründet wurde. Das Leihhaus sollte dem wucherischen Treiben der privaten Pfandleiher entgegenwirken und damit „dem Besten der bedürftigen Volksklasse dienen“. Es ist derzeit das einzige kommunale Leihamt in Deutschland von ehemals 35. |
| LI             | 79          | 72        | 72          | D 5         | D 5         | D 5         | D 5          | In D 5 befindet sich das Museum für Archäologie und Kulturen der Welt der Reiss-Engelhorn-Museen. Hier finden auch wechselnde Sonderausstellungen statt. Vor dem Museum steht ein Kunstwerk mit eingemauerten Fundstücken aus den Trümmern des Zweiten Weltkriegs. Hier ist auch eine Tafel eingelassen, auf der das in Mannheim gern zitierte Goethe-Zitat aus dem Epos Hermann und Dorothea steht: „Darum hab ich gewünscht, es solle sich Hermann auf Reisen Bald begeben und sehn zum wenigsten Straßburg und Frankfurt Und das freundliche Mannheim, das gleich und heiter gebaut ist.“ |
| LX             | 84          | 74        | 73          | D 6         | D 6         | D 6         | D 6          | In D 6 befinden sich das Curt-Engelhorn-Zentrum Archäometrie gGmbH und die Curt-Engelhorn-Stiftung des Reiß-Engelhorn-Museums. Das Curt-Engelhorn-Zentrum Archäometrie befasst sich mit Archäometrie, einer Disziplin der naturwissenschaftlichen Archäologie zur Klärung von archäologischen sowie kunst- und kulturgeschichtlichen Fragen mit Methoden der Naturwissenschaft. In D 6, 3 befindet sich die Klapsmühl’ am Rathaus, ein lokales Kabarett-Theater. In der Gaststätte Silberner Schlüssel in D 6, 11 wurde der Mannheimer Bürgermeister Heinrich Christian Diffené geboren und im Jahr 1840 die Mannheimer Liedertafel gegründet, bei der nur Mitglied werden konnte, wer ein Lied entweder dichten, komponieren oder singen konnte. |
| –              | –           | –         | –           | –           | D 7         | D 7         | D 7          | Auf dem heutigen Quadtat D 7 stand zwischen 1725 und 1863 vor D 6 das Rheintor als Teil der Stadtbefestigung. In D 7, 5 befindet sich das Haus Schott, in D 7, 8 das Elisabeth-Gymnasium. Das „Elisabeth“ wurde 1863 von fortschrittlichen Mannheimer Bürgern gegründet und ist seit dem Jahr 1905 in einem Gebäude untergebracht, das von dem Stadtbaumeister Richard Perrey gebaut wurde. Es ist benannt nach Catharina Elisabeth Goethe, der Mutter Johann Wolfgang von Goethes. In D 7, 8 ?? stand das spätklassizistische Bassermannsche Haus aus der Zeit vor 1840, das 1902/03 zu Gunsten einer höheren Mädchen- und Mädchenrealschule abgebrochen wurde. Das Bassermannsche Haus wurde 1829 von Jacob Friedrich Dyckerhoff für Friedrich und Wilhelmine Bassermann erbaut, wofür drei alte Häuser abgerissen werden mussten. Friedrich Daniel Bassermann zog im Jahr 1848 als Abgeordneter in die Frankfurter Paulskirche ein. |

## Von den Planken bis zum Neckar (links)
Die Quadrate zwischen den Planken und dem Neckar (links) bilden als nordwestlicher Innenstadt-Quadrant den Stadtbezirk Westliche Unterstadt (E–K).

### E-Quadrate

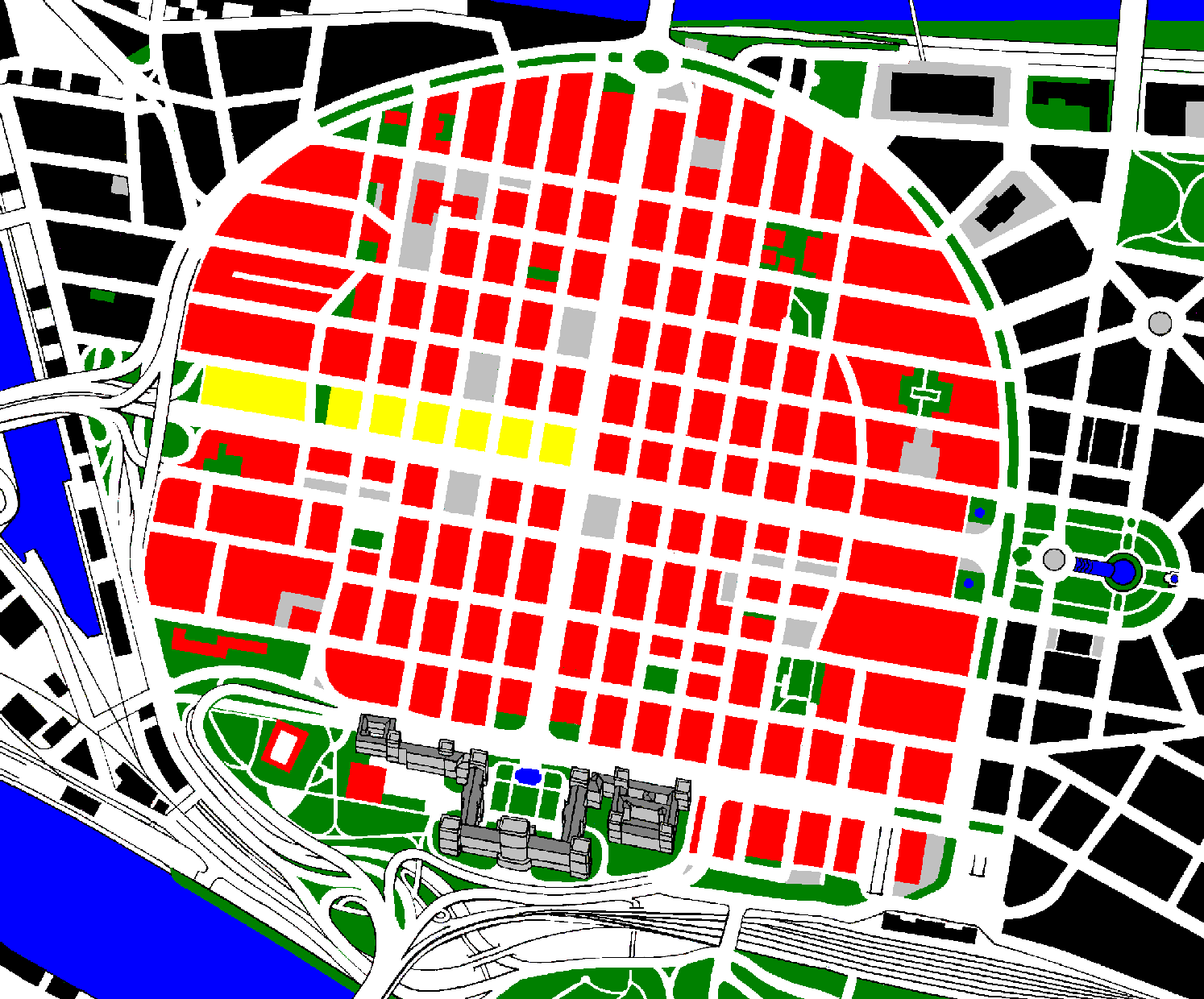
E-Quadrate (gelb)
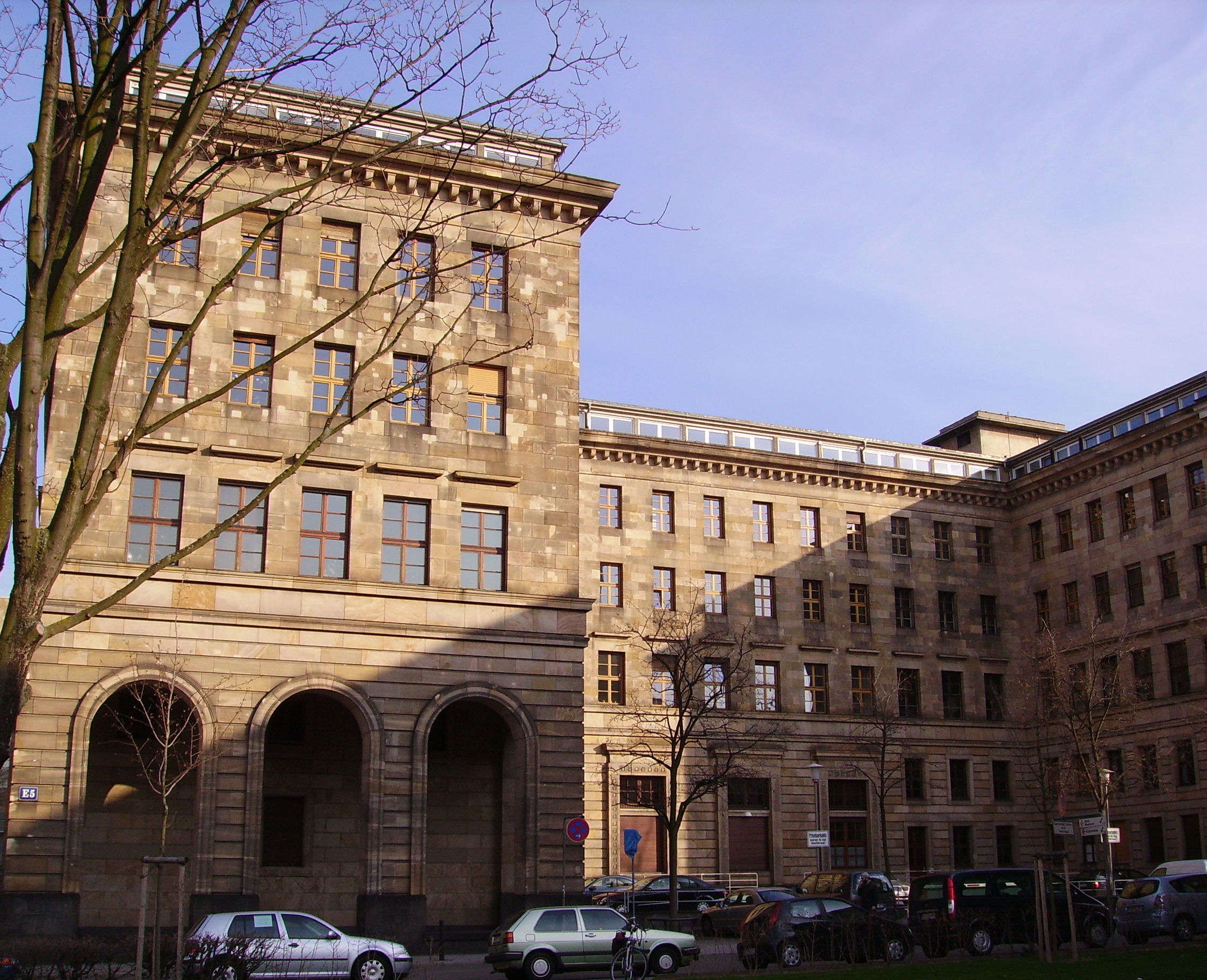
Das Rathaus in E 5
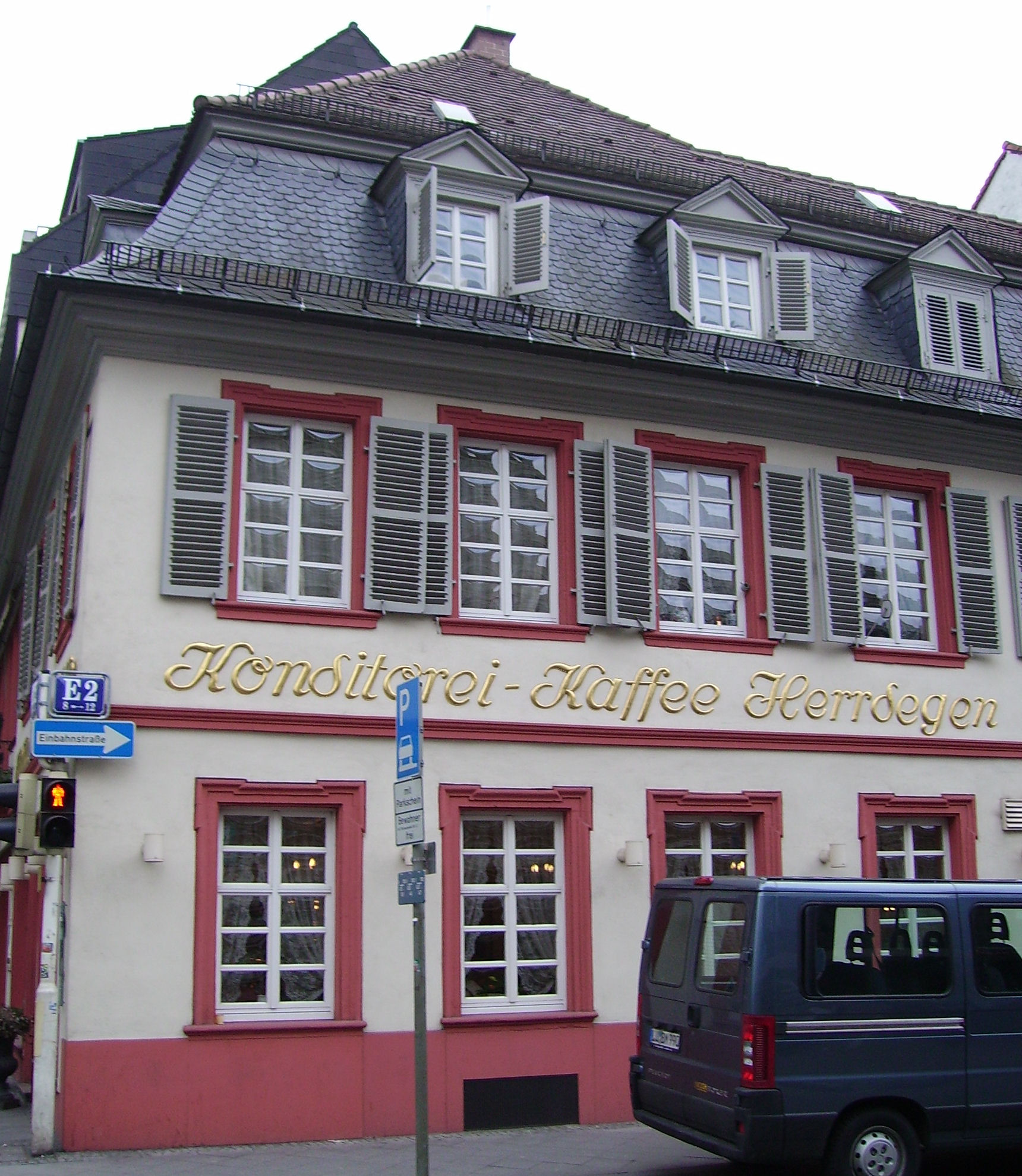
Café Herrdegen
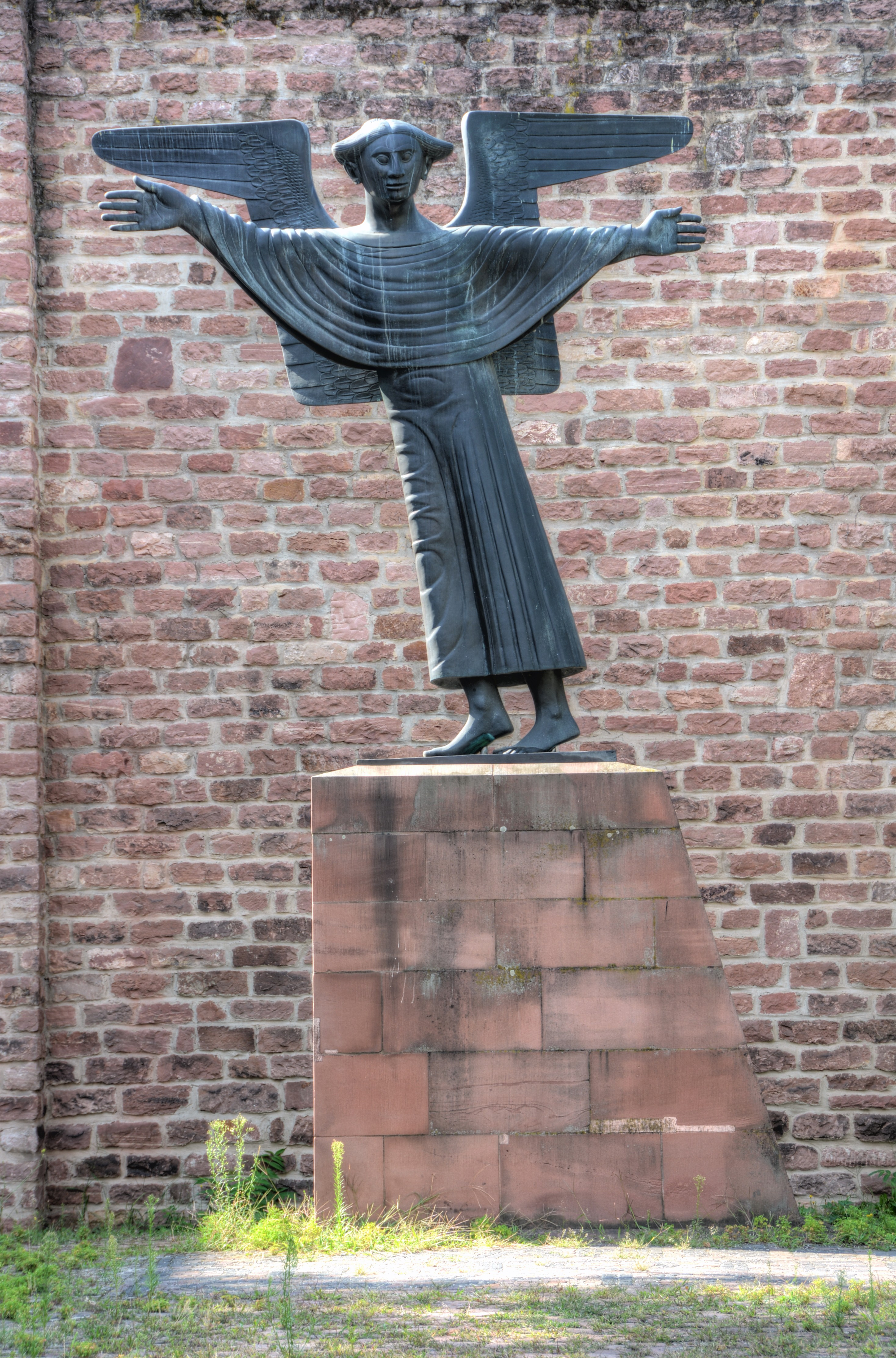
Mannheimer Friedensengel von Gerhard Marcks
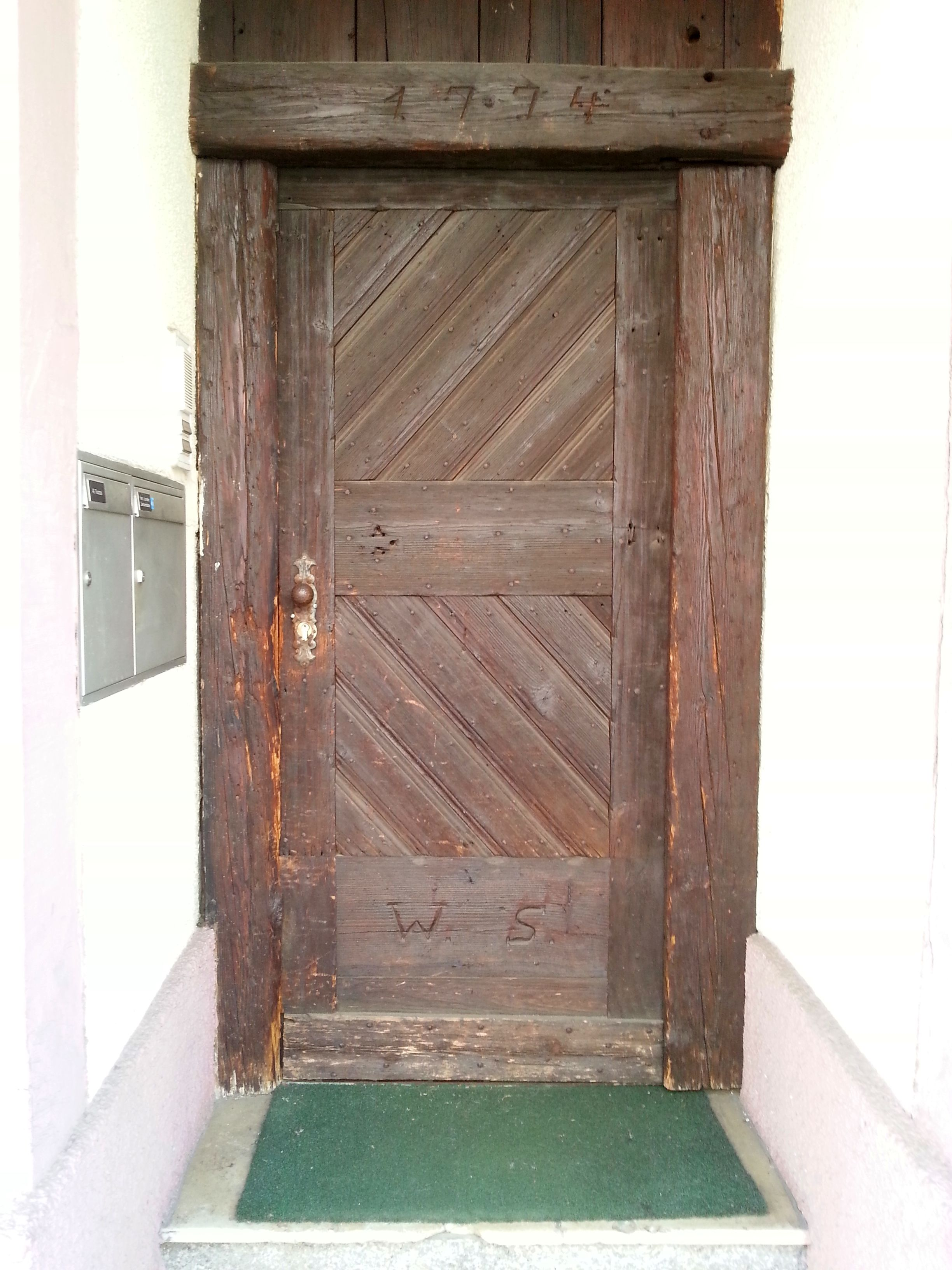
Holztür mit der Jahresinschrift 1774 in E 3, 9

| Bis 1733/ 1735 | 1735 – 1774 | 1774 Karg | 1774 – 1794 | 1794 – 1811 | 1811 – 1850 | 1850 – 1870 | 1870 – heute | Anmerkungen |
| -------------- | ----------- | --------- | ----------- | ----------- | ----------- | ----------- | ------------ | --- |
| XXXII          | 64          | 62        | 61          | E 1         | E 1         | E 1         | E 1          | Im Quadrat E 1 stand das jüdische Kaufhaus Wronker, das sich gegen den Diebstahl seiner Bestecke im Erfrischungsraum zu schützen versuchte, indem es auf den Griffen die Aufschrift „Gestohlen bei Wronker“ eingravieren ließ. 1934 übernahm Kaufhaus Hansa (Hertie) das Geschäft und nahm später sogar das ganze Quadrat E 1 ein. Als Hertie 1994 von der Karstadt AG übernommen wurde, bedeutete dies das Ende des Kaufhauses. Es wurde 1995 geschlossen. Das Gebäude wurde entkernt, teilweise abgebrochen und als Geschäfts- und Bürohaus wieder aufgebaut. Heute befinden sich in E 1 die Geschäfte H&M, Esprit, Deichmann und Rossmann. |
| XL             | 67          | 63        | 62          | E 2         | E 2         | E 2         | E 2          | In E 2, 8 befindet sich die Konditorei Herrdegen, die nach überliefertem Rezept seit dem 19. Jahrhundert den Mannemer Dreck herstellt. Im Haus Zum goldenen Leuchter in E 2, 5 gründete Tobias Löffler im Jahr 1766 seine heute noch bestehende Buchhandlung. |
| XLI            | 72          | 64        | 63          | E 3         | E 3         | E 3         | E 3          | E 3, 16 ist ein denkmalgeschütztes gründerzeitliches Bankgebäude. |
| L              | 75          | 65        | 64          | 65          | E 4         | E 4         | E 4          | Die Grundstücke E 4, 12–16 nimmt die Börse ein. Die 1862 gegründete Mannheimer Börse hatte über drei Jahrzehnte kein eigenes Versammlungslokal und musste deshalb mehrfach den Standort wechseln, bevor sie hier ihren eigenen Bau errichtete. Die eigens gegründete Börsenbau-AG erwarb vier Grundstücke und ließ die hier stehenden Gebäude, darunter den Großen Mayerhof und das Hotel Portugal abreißen, um einen repräsentativen Großbau der Zeit um 1900 zu errichten. |
| LII            | 80          | 66        | 65          | E 5         | E 5         | E 5         | E 5          | Das Rathaus in E 5 wurde 1936 in dem beim Plankendurchbruch niedergelegten Quadrat E 5 errichtet und zeigt Merkmale der neuklassizistischen Repräsentationsbauten des Nationalsozialismus. Der Grundriss des Rathauses hat die Form des Buchstabens „H“. Für einen Bezug zum Namen „Hitler“ gibt es keine Belege. Der Architekt Josef Zizler selbst sprach von einem doppelten „T“. Nach Kriegsbeschädigung des noch nicht fertiggestellten Baus haben seit 1951 städtische Hauptverwaltung und Oberbürgermeister ihren Sitz in dem Gebäude. |
| LIX            | 83          | 67        | 66          | C 8         | C 8         | E 6         | E 6          | In E 6 befindet sich das katholische Bürgerhospital mit der von Johann Faxlunger und Peter Anton von Verschaffelt erbauten Spitalkirche. Das 1775 als Armen- und Nothaus gegründete Hospital ist seit 1784 hier ansässig. Laut Statut galt es „der Pflege katholischer armer Kranker und Notleidenden“. In den Anfangsjahren gab es Notleidende erster, zweiter und dritter Klasse. Zur ersten gehörten die Insassen „aus dem dahiesigen Bürgerstand“, zur zweiten diejenigen aus der Dienerschaft und zur dritten „Insassen aus der Klasse der Dienstboten katholischer Bürger sowohl als auch katholischer öffentlicher Diener“. In den 1930er-Jahren stand das Bürgerhospital der Verbreiterung der Planken im Wege und entstand in den Jahren 1937–1939 um mehrere Meter versetzt neu. Ebenfalls in E 6, hinter der Kirche des Bürgerhospitals, steht der Friedensengel, eine Plastik des Bildhauers Gerhard Marcks, die im Jahr 1983 von ihrem Standort in B 4 am Eingang der „Kalten Gass“ bei der Jesuitenkirche hierher verlegt wurde. Vor der Einrichtung des kath. Bürgerhospitals fanden sich im 17. Jh. in E 6 ein Bruderhof der täuferischen Hutterer und Gemeindegebäude der antitrinitarischen Unitarier, letztere waren großteils Religionsflüchtlinge aus Polen (Polnische Brüder), beiden radikal-reformatorischen Gemeinden hatte Kurfürst Karl Ludwig religiöse Toleranz zugesichert. |
| LIX½           | 87          | 68        | 67          | E 7         | E 7         | E 7         | E 7          | In E 7, 20 stand die Reiß'sche Villa, in der Konsul Carl Reiß mit seiner Schwester Anna wohnte. Die Villa gelangte 1915 durch testamentarische Verfügung in den Besitz der Stadtgemeinde und wurde für einige Jahre die Dienstvilla des Mannheimer Oberbürgermeisters. E 7, 23–24 sind zwei Jugendstilhäuser. 18 Jahre nach Errichtung seines Wohn- und Atelierhauses in E 7, 7 schuf Carlfried Mutschler zusammen mit Joachim Langner auf dem benachbarten Eckgrundstück in E 7, 5 ein zweites Wohn- und Bürohaus. |

### F-Quadrate

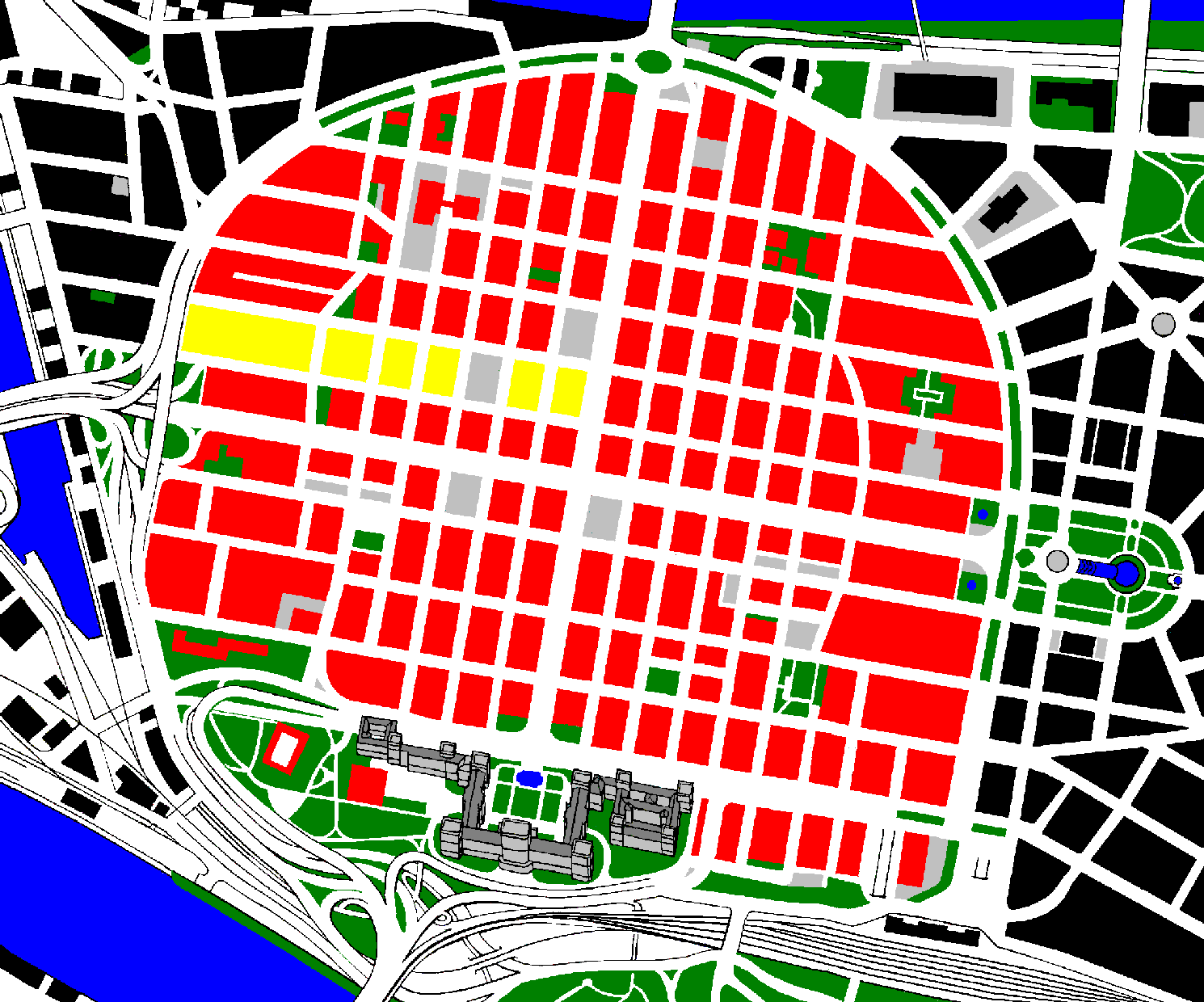
F-Quadrate (gelb)
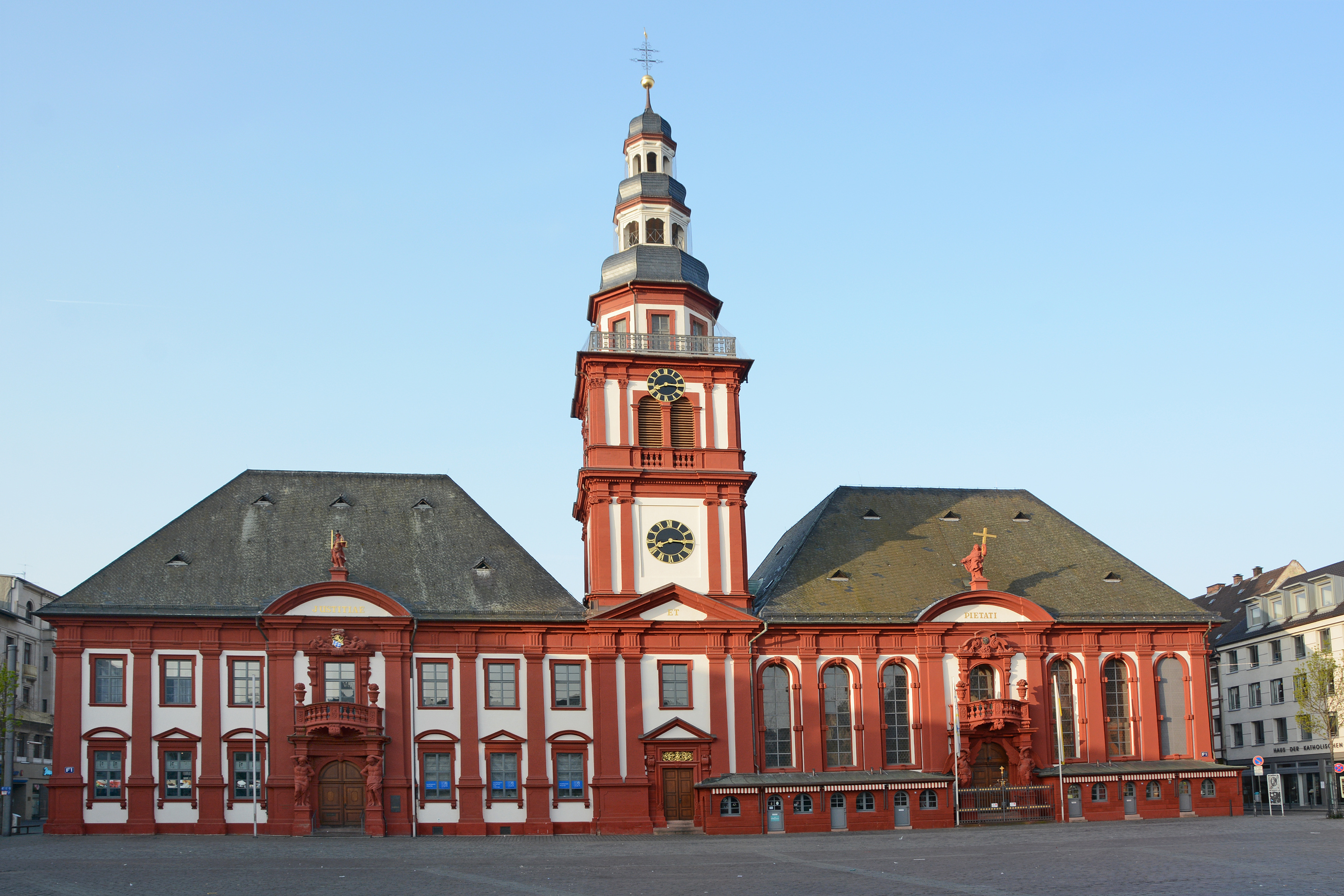
Altes Rathaus und St. Sebastian-Kirche
Alte Hauptsynagoge, 1855
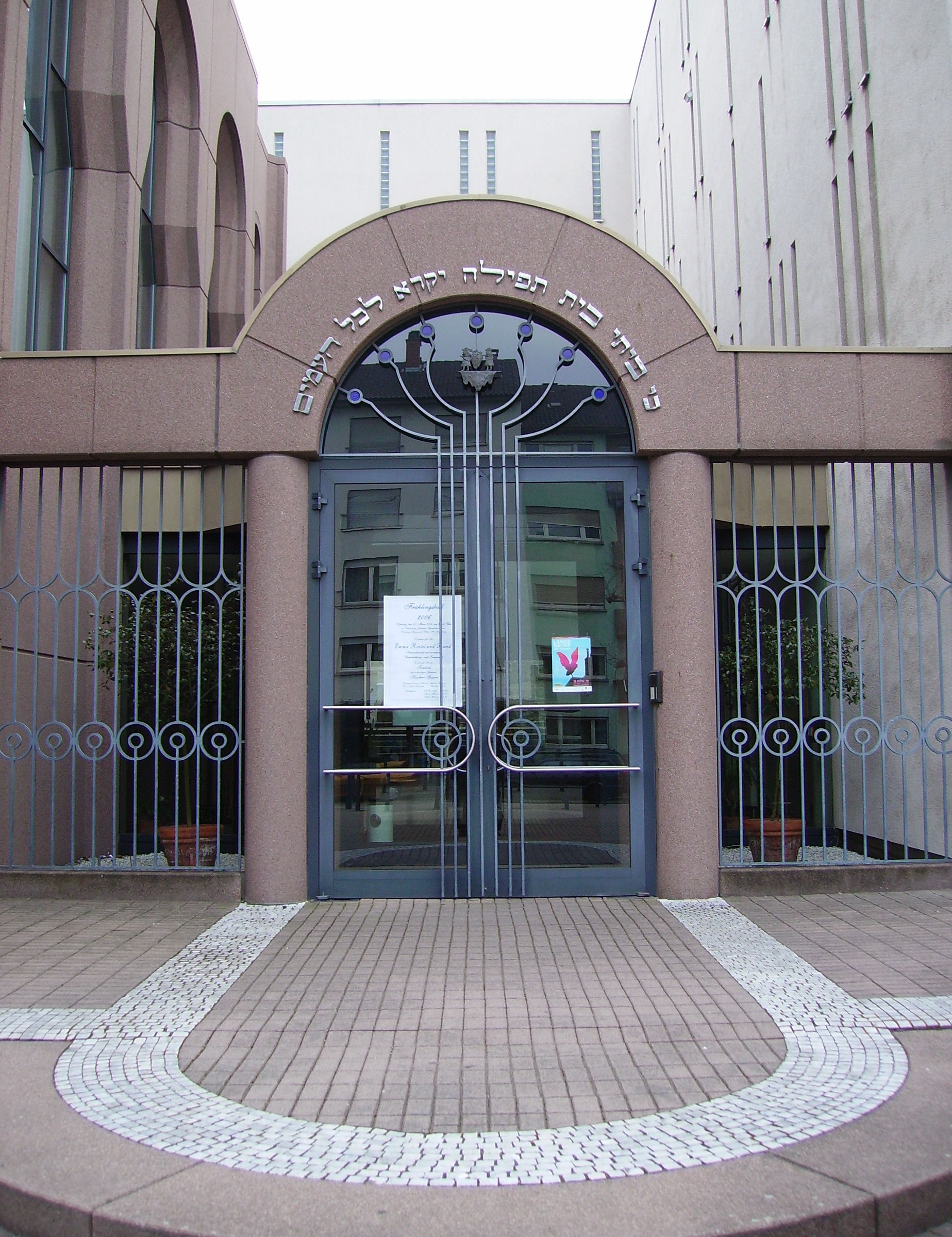
Neue Mannheimer Synagoge
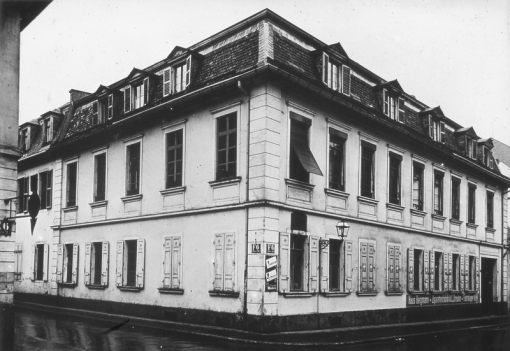
Zeichnungsakademie

| Bis 1733/ 1735 | 1735 – 1774 | 1774 Karg | 1774 – 1794 | 1794 – 1811 | 1811 – 1850 | 1850 – 1870 | 1870 – heute | Anmerkungen |
| -------------- | ----------- | --------- | ----------- | ----------- | ----------- | ----------- | ------------ | --- |
| XXXIII         | 65          | 55        | 54          | F 1         | F 1         | F 1         | F 1          | F 1, 5–6 nehmen die beiden zusammengebauten Gebäude des Alten Rathauses und der katholischen St. Sebastian-Kirche ein. Das ab 1700 errichtete Rathaus wurde auf Wunsch des Kurfürsten mit der katholischen Sebastianskirche verbunden, und zeigte somit den Wechsel vom protestantischen zum katholischen Zweig der Kurfürsten architektonisch an. Der repräsentativen Gestaltung entsprach, dass Rathaus und Kirche die für Mannheim charakteristische Mittelturmfassade erhielten. Neben der Hauptsynagoge besaß Mannheim so genannte Klausen, jüdische Lehrhäuser, die dem Tora- und Talmud-Studium dienten. Die bedeutendste war die nach ihrem Gründer benannte Lemle-Moses-Klaussynagoge in F 1, 11. In F 1, 5a befindet sich die Marktplatzwache des Kommunalen Ordnungsdienstes der Stadt Mannheim.                               |
| XXXIX          | 66          | 56        | 55          | F 2         | F 2         | F 2         | F 2          | An der Ecke von F 2 stand die Mannheimer Hauptsynagoge, die während der Novemberpogrome 1938 niedergebrannt wurde. Die 1670 erstmals erwähnte Hauptsynagoge in F 2, 13 sowie die Klaus-Synagoge in F 1, 11 diente Anfang der 1930er-Jahre einer jüdischen Gemeinde von 6.500 Personen als religiöser Mittelpunkt. |
| XLII           | 73          | 57        | 56          | F 3         | F 3         | F 3         | F 3          | Im Haus des Hofkammerrats Anton Joseph Serrarius, in F 3, 5 wohnte vom 10. Dezember 1777 bis zur Abreise nach Paris im März 1778 Wolfgang Amadeus Mozart mit seiner Mutter. Statt Mietzahlungen unterrichtet er dessen Stieftochter Therese Pierron am Klavier. Hier schrieb Mozart die meisten seiner Mannheimer Kompositionen. Einen großen Teil des Quadrats F 3 nimmt heute die neue Mannheimer Synagoge und das jüdische Gemeindezentrum ein. Der Wunsch der Stadt nach einer Wiederbelebung des brach liegenden Viertels und der Schaffung preisgünstiger Wohnungen führte dazu, dass das Bauprogramm um Ladengeschäfte, Kindergärten Alten-, Studenten- und Sozialwohnungen erweitert wurde. Die an der Nordseite des Quadrats stehende Synagoge ist von einem fünf Stockwerke hohen Wohn- und Geschäftshaus U-förmig umschlossen. |
| XLIX           | 74          | 58        | 57          | F 4         | F 4         | F 4         | F 4          | Hier befindet sich das 4-Sterne Hotel Wyndham Mannheim. |
| LIII           | 81          | 59        | 58          | F 5         | F 5         | F 5         | F 5          | F 5, 19 war im Zusammenhang mit der Revolution von 1848 bedeutsam. Hier wurde in der Druckerei von Moritz Hähner (1803–1877) die „Mannheimer Abendzeitung“ gedruckt, ein demokratisches Blatt, das auch überörtliche Verbreitung und Beachtung fand. |
| LIII           | 82          | 60        | 59          | F 6         | F 6         | F 6         | F 6          | F 6, 1 von 1758 bis 1804 Mannheimer Zeichnungsakademie im Kunstakademiegebäude, zerstört im 2. Weltkrieg. |
| LVIII          | 88          | 61        | 60          | F 7         | F 7         | F 7         | F 7          | In F 7 befand sich seit 1661 der ehemalige jüdische Friedhof. Im Jahr 1839, als sich Stadt und Synagogenrat auf die Gründung eines neuen Friedhofs im Anschluss an den in Planung befindlichen städtischen Hauptfriedhof einigten, wurde auch der jüdische Friedhof verlegt. |

### G-Quadrate

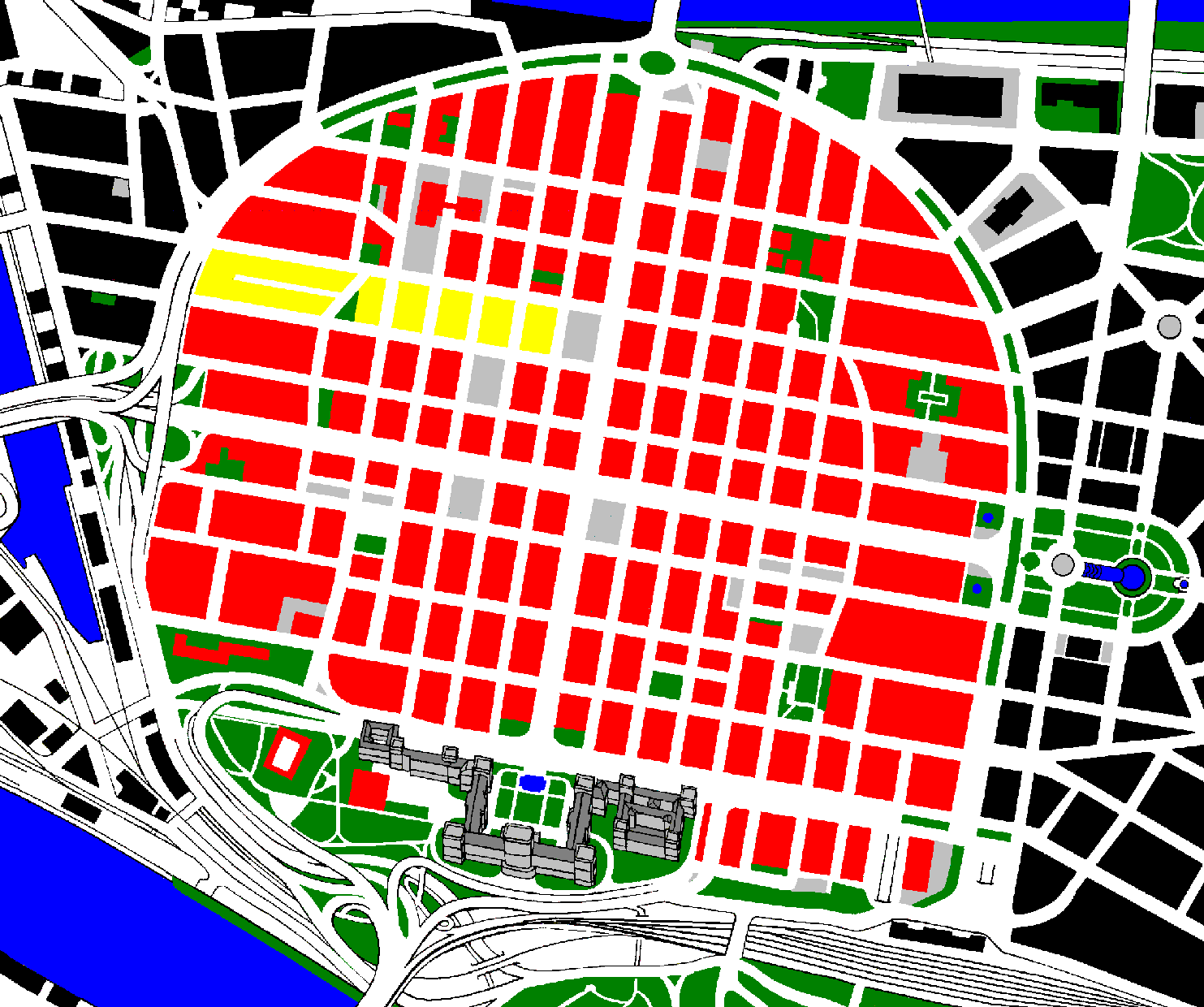
G-Quadrate (gelb)
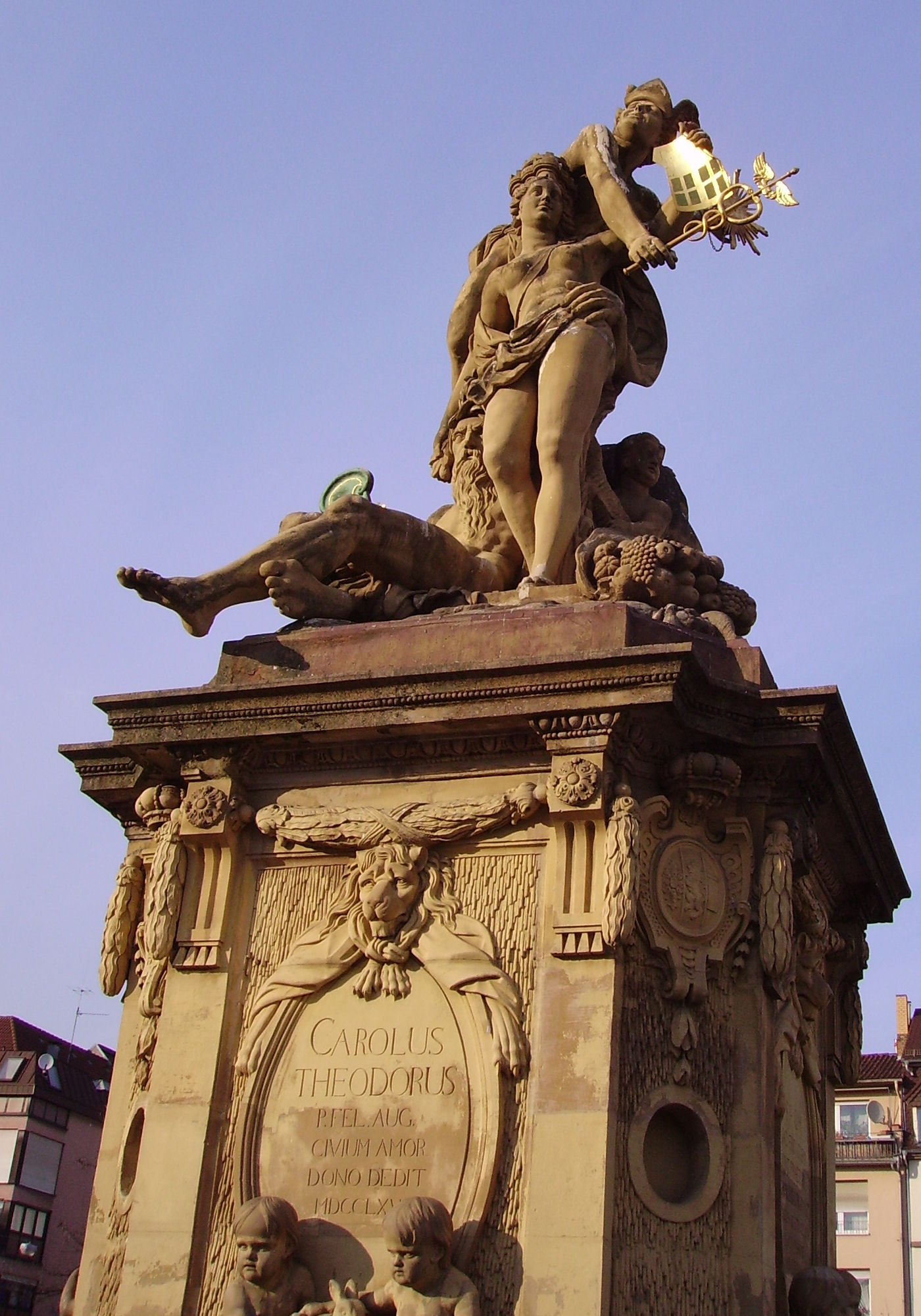
Marktplatzbrunnen
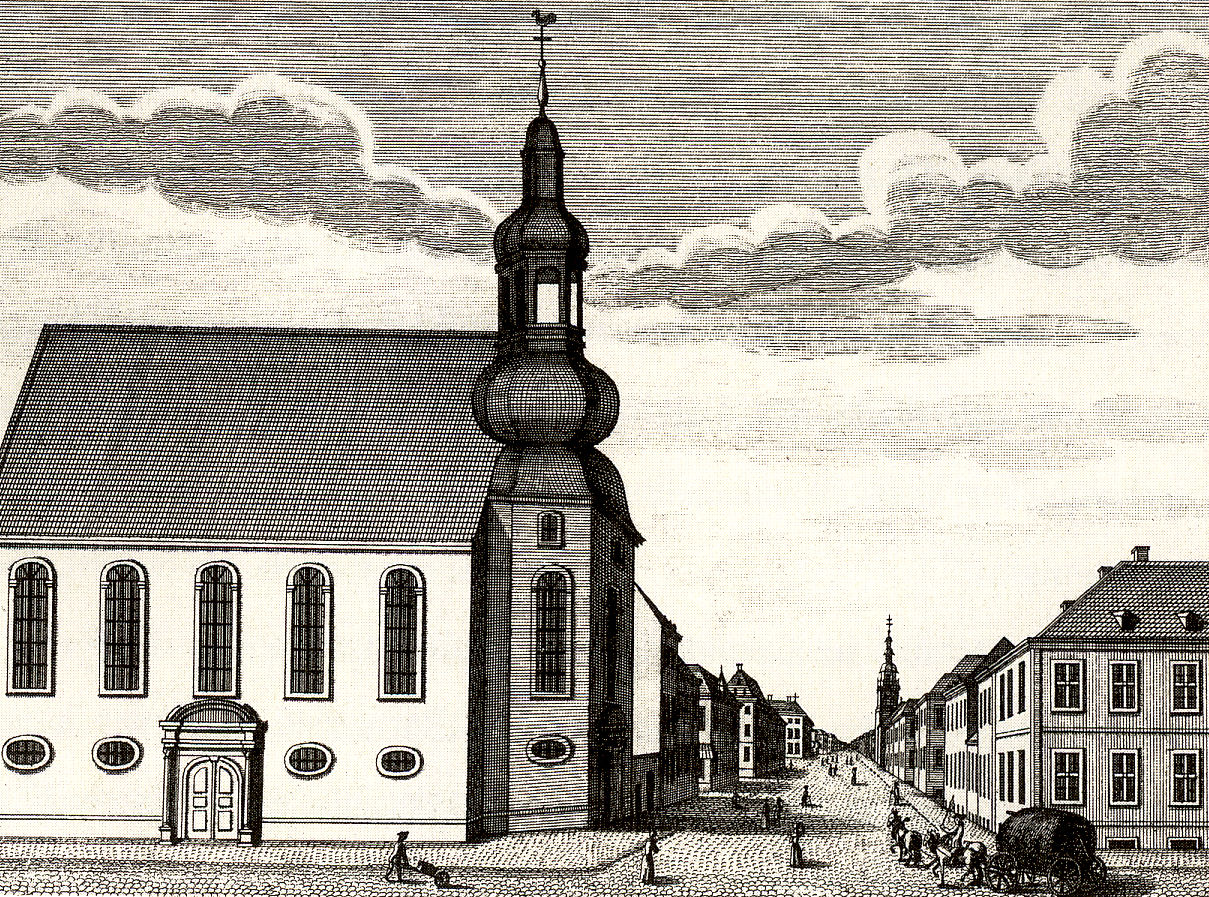
Alte Trinitatiskirche
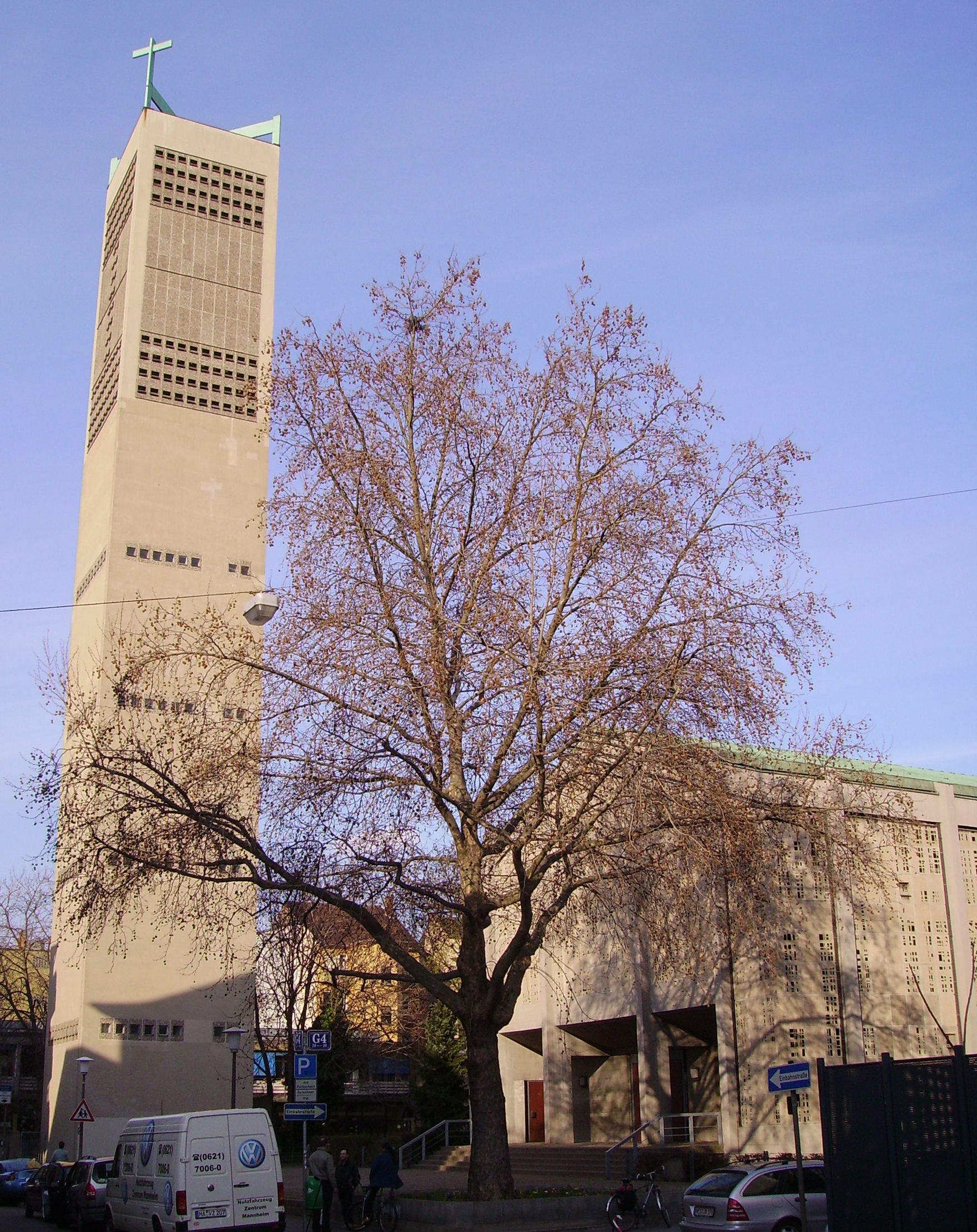
Neue Trinitatiskirche

| Bis 1733/ 1735 | 1735 – 1774 | 1774 Karg | 1774 – 1794 | 1794 – 1811 | 1811 – 1850 | 1850 – 1870 | 1870 – heute | Anmerkungen |
| -------------- | ----------- | --------- | ----------- | ----------- | ----------- | ----------- | ------------ | --- |
| XXXIII½        | 43          | –         | –           | G 1         | G 1         | G 1         | G 1          | Auf dem Marktplatz, G 1, stand früher der Galgen. Am 10. Mai 1933 nahmen die Nationalsozialisten hier ihre Bücherverbrennung vor. Heute findet an gleicher Stelle der Mannheimer Markt statt. Beim Wiederaufbau ab 1700 verlor der Marktplatz durch die Ausdehnung der Stadt nach Süden seine zentrale Lage, neues Zentrum wurde der Paradeplatz in O 1. Der Brunnen in der Mitte des Marktplatzes wurde der Stadt Mannheim im Jahr 1767 von Kurfürst Karl Theodor geschenkt. Die Brunnenfiguren aus dem Jahr 1719 waren allerdings ursprünglich nicht für Mannheim gedacht, sondern für den Heidelberger Schlossgarten. Für die Aufstellung in Mannheim wurden sie überarbeitet und ergänzt. Der Bildhauer und Restaurator Hans-Volker Dursy restaurierte 1978–1981 den Marktplatzbrunnen und ersetzte die Originalfiguren durch Nachbildungen aus Epoxidharz.                                     |
| XXXVIII        | 48          | 50        | 36          | G 2         | G 2         | G 2         | G 2          | In der Gastwirtschaft Drei Könige stieg am 30. September 1815 Johann Wolfgang von Goethe bei seinem siebten Besuch der Stadt Mannheim zusammen mit seinem Gönner Großherzog Carl August ab. |
| XLIII          | 49          | 51        | 37          | G 3         | G 3         | G 3         | G 3          | |
| XLVIII         | 56          | 52        | 38          | G 4         | G 4         | G 4         | G 4          | Die ehemals lutherische Trinitatiskirche in G 4, 1–4 aus den Jahren 1704–1706 war neben dem alten Rathaus und der katholischen Kirche am Marktplatz eines der ältesten Gebäude der Stadt. Überfüllt war die Kirche bei den Gottesdiensten von Pfarrer Erwin Eckert, der den „Religiösen Sozialisten“ angehörte und später Kommunist wurde. Bis zu ihrer Zerstörung im Zweiten Weltkrieg war sie im Unterschied zum heutigen Bau nach Norden ausgerichtet, mit einem gedrungenen Glockenturm. Nachdem sie 1943 bis auf Reste der Umfassungsmauer zerstört worden war, sollte eine gänzlich neue Kirche entstehen. Der Architekt Helmut Striffler schuf eine konsequent moderne Kirche, die von Architekturkritikern hoch gelobt wurde aber von der Kirchengemeinde wenig geliebt wird. Der 57 Meter hohe Turm ist weithin sichtbar. Das Kirchengebäude wird nicht mehr für den Gottesdienst genutzt. |
| LIV            | 57          | 53        | 39          | G 5         | G 5         | G 5         | G 5          | Die Wohnanlagen der Gemeinnützigen Baugesellschaft in G 5 / G 6 entstanden als parallel gestellte Zeilen. |
| LVII           | 61          | 54        | 40          | G 6         | G 6         | G 6         | G 6          | In G 6 stand das Apollotheater. Es wurde im Jahr 1897 errichtet und im Jahr 1935 im Rahmen der Altstadtsanierung abgerissen. Hier gastierte unter anderem der Jongleur Enrico Rastelli, die Filmschauspielerin Asta Nielsen, der Humorist Otto Reutter und der Sänger Richard Tauber. An Stelle der alten Häuser traten Blockrandbauten mit Innenhöfen. 1935 musste das „Apollo“ der nationalsozialistischen Stadtplanung weichen. Unter dem Slogan „Auflockerung, Auflichtung und Gesundung der Altstadt“ wurde in den Jahren 1933 bis 1937 das gesamte Quadrat G 6 abgerissen und neu bebaut. |
| –              | –           | –         | –           | –           | –           | G 7         | G 7          | G 7 wird als einziges Quadrat durch eine in das Quadrat führende Sackgasse mit Wendeschleife fast in zwei Hälften aufgeteilt. In G 7 befanden sich um 1900 zahlreiche Tabakfirmen, in denen Arbeiterinnen Zigaretten herstellten. In G 7, 18 unterhielt der Islamische Bund Mannheim seit dem Jahr 1972 eine Hinterhaus-Moschee. Als die Stadt Mannheim das Quadrat 1984 zum Sanierungsgebiet erklärte, musste ein Ersatz gefunden werden, was letztlich zum Bau der Yavuz-Sultan-Selim-Moschee im gegenüber liegenden Stadtviertel Jungbusch führte. |

### H-Quadrate
Die H- und I-Quadrate, sowie die S- und T-Quadrate lagen zur Kurfürstenzeit im Schatten der Festungsmauer, die damals noch Mannheim umgab.

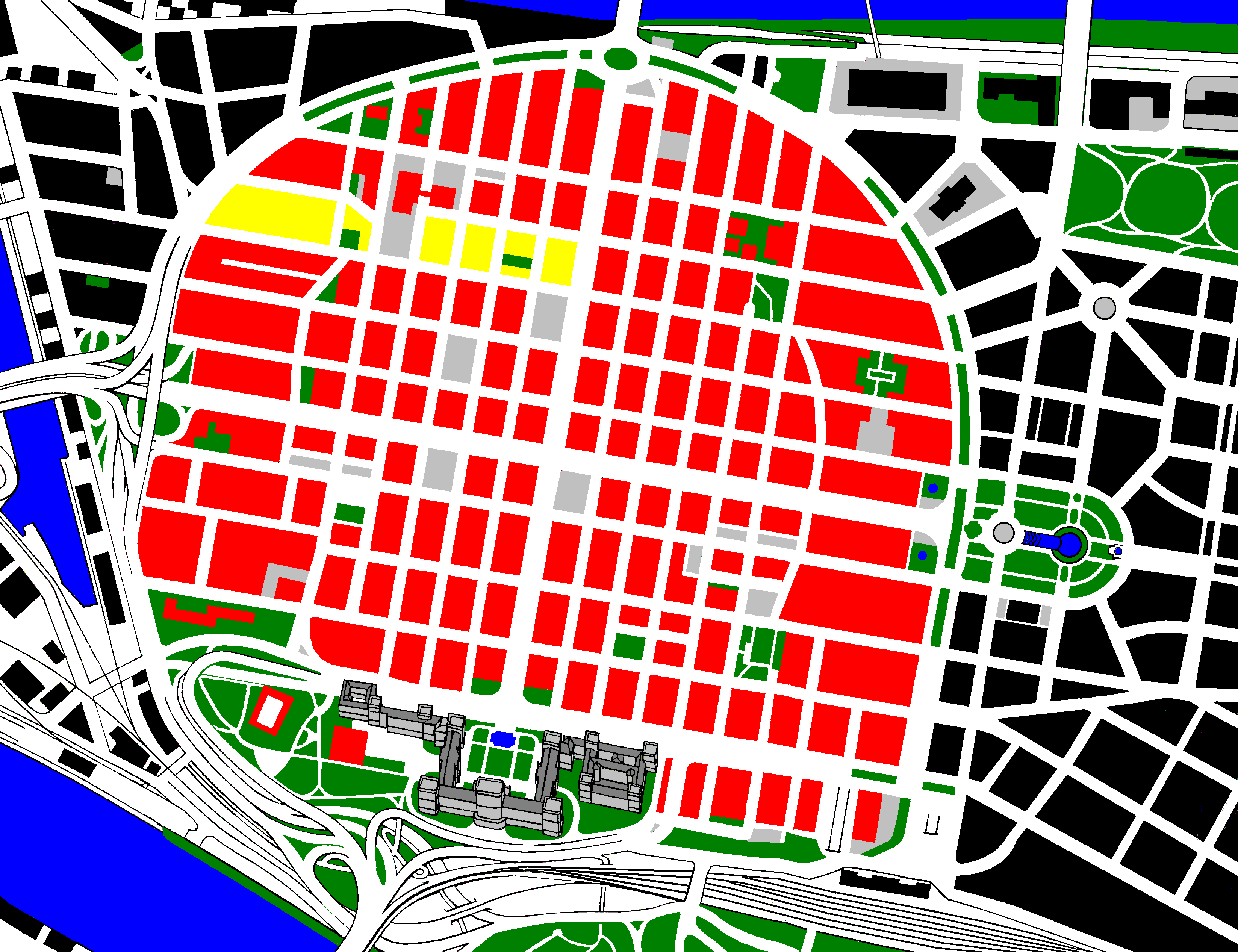
H-Quadrate (gelb)
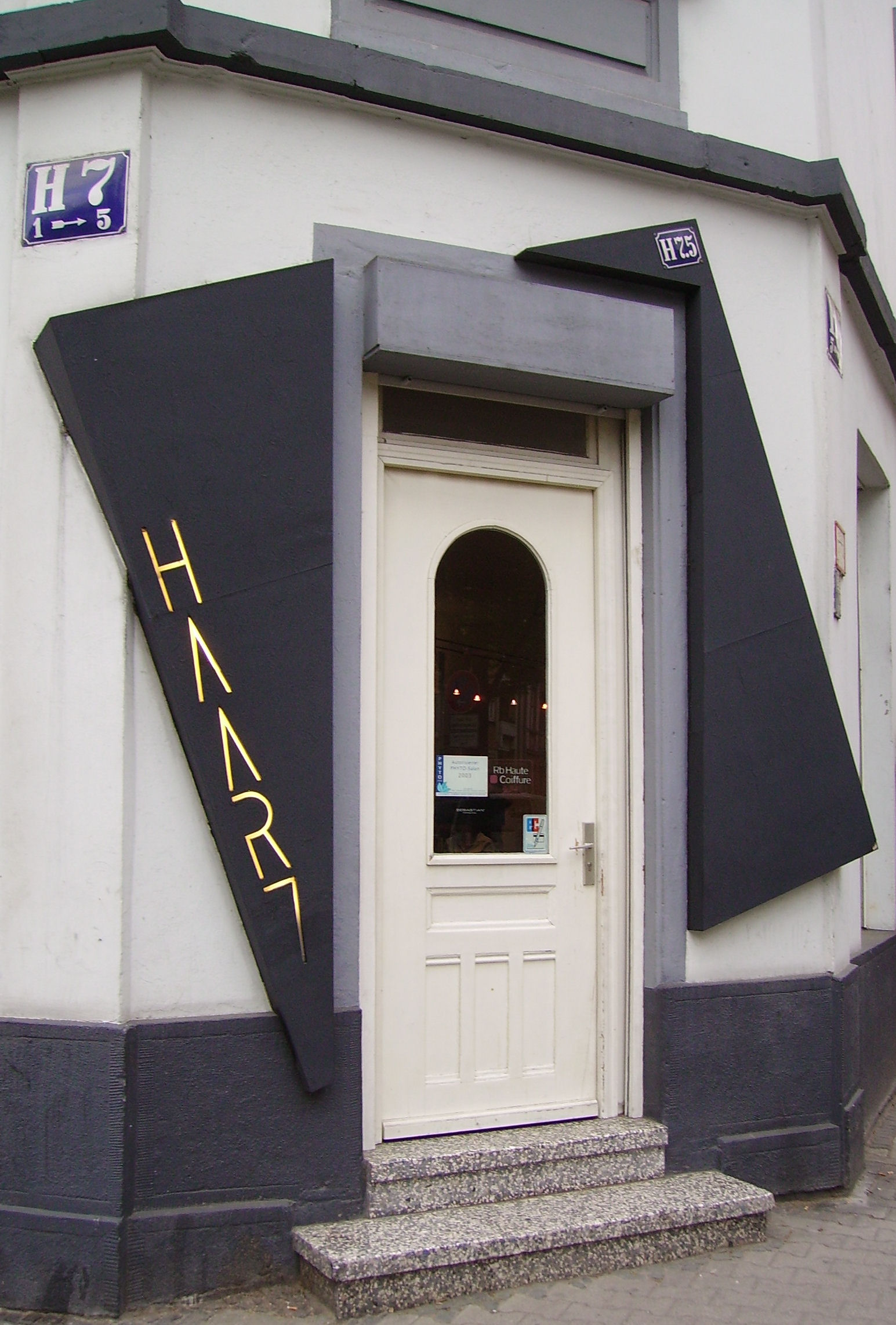
Friseurladen in H 7: Haar Sieben
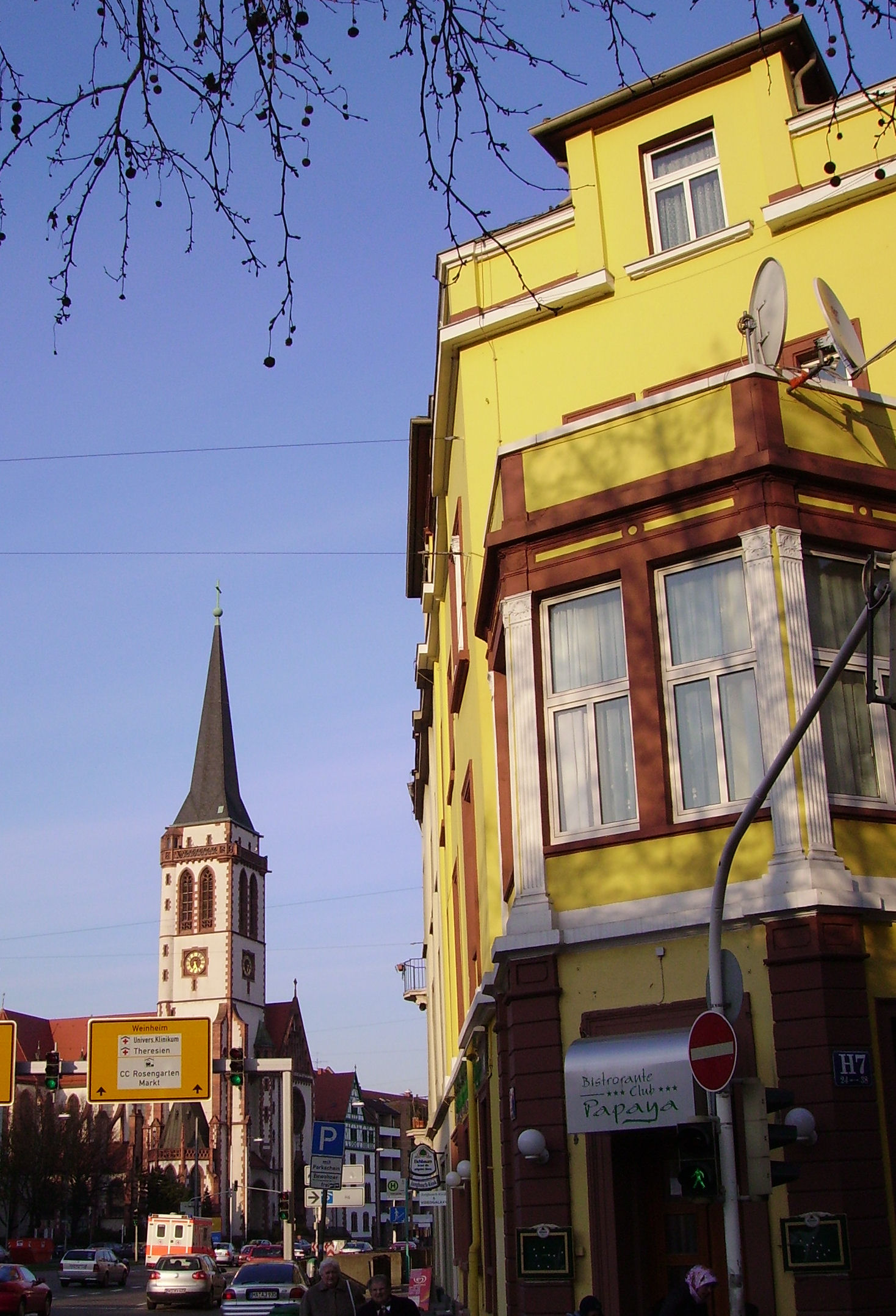
H 7 mit Blick auf die Liebfrauenkirche

| Bis 1733/ 1735 | 1735 – 1774 | 1774 Karg | 1774 – 1794 | 1794 – 1811 | 1811 – 1850 | 1850 – 1870 | 1870 – heute | Anmerkungen |
| -------------- | ----------- | --------- | ----------- | ----------- | ----------- | ----------- | ------------ | --- |
| XXXIV          | 44          | 43        | 41          | H 1         | H 1         | H 1         | H 1          | Die zum Marktplatz liegenden Häuser in G 2 und H 1 stammen aus der Kurfürstenzeit und bilden zusammen mit dem Marktplatz sowie dem Rathaus und der St. Sebastianskirche eine architektonische Einheit. |
| XXXVII         | 47          | 44        | 42          | H 2         | H 2         | H 2         | H 2          | |
| XLIV           | 50          | 45        | 43          | H 3         | H 3         | H 3         | H 3          | |
| XLVII          | 55          | 46        | 44          | H 4         | H 4         | H 4         | H 4          | Die Gebäude in H 4 wurden – ebenso wie in J 5 und J 4 in den 1970er-Jahren – abgerissen, um „ungesunde Nutzungsstrukturen“ zu beseitigen. In H 4, 1 befindet sich seit 1982 das im Volksmund auch „H4-Wache“ genannte Polizeirevier Mannheim-Innenstadt, dessen Dienstsitz früher als „1. Polizeirevier“ in F 1, 5 am Marktplatz war. |
| LV/LV½         | 58/59       | 47/48     | 45/47       | H 5         | H 5         | H 5         | H 5          | In H 5, 9 stand bis in die 1970er-Jahre das „Henkerhaus“, das zweitälteste Baudenkmal der Innenstadt, das einem Neubau weichen musste. |
| LVI            | 60          | 49        | 46          | H 6         | H 6         | H 6         | H 6          | Einen großen Teil des Quadrats H 6 nimmt der Swanseaplatz ein, der nach Swansea, der walisischen Partnerstadt Mannheims benannt ist. Diesem etwas verwahrlosten, aber größten Kinderspielplatz in der Innenstadt mussten etliche Gründerzeit-Häuser weichen.                                                                          |
| –              | –           | –         | –           | –           | –           | H 7         | H 7          | 1977 wurde das Quadrat H 7 als Teil der westlichen Unterstadt zum Sanierungsgebiet erklärt. In H 7, 1 schuf der Architekt Theo Seiler ein modernes Geschäftshaus, das ein Beispiel für die Rezeption der Architektur der 1950er-Jahre im postmodern geprägten Bauen der 1980er-Jahre ist.                                             |

### I-Quadrate
Im lateinischen Alphabet wurde lange nicht zwischen dem Lauten I und J unterschieden, besonders die Großbuchstaben wurden in Deutschland bis ins 19. Jahrhundert und teilweise noch länger gleich geschrieben. Das große I auf den Schildern ist kein J, J(ot)-Quadrate gibt es nicht. Auswärtige sind irritiert durch diese Schreibweise, wie das folgende Zitat zeigt:
„Die Quadrate reichen von A bis U. J (Jot) gibt es nicht. Wenn jemand statt ‚I fünf‘ ‚Jot fünf‘ sagt, lacht der Einheimische. Natürlich fehlen Ä, Ö, Ü, ß.“
Zitiert aus: Thomas Baumann: Quadratschädel. Ein Leitfaden für Mannheim und den Rest

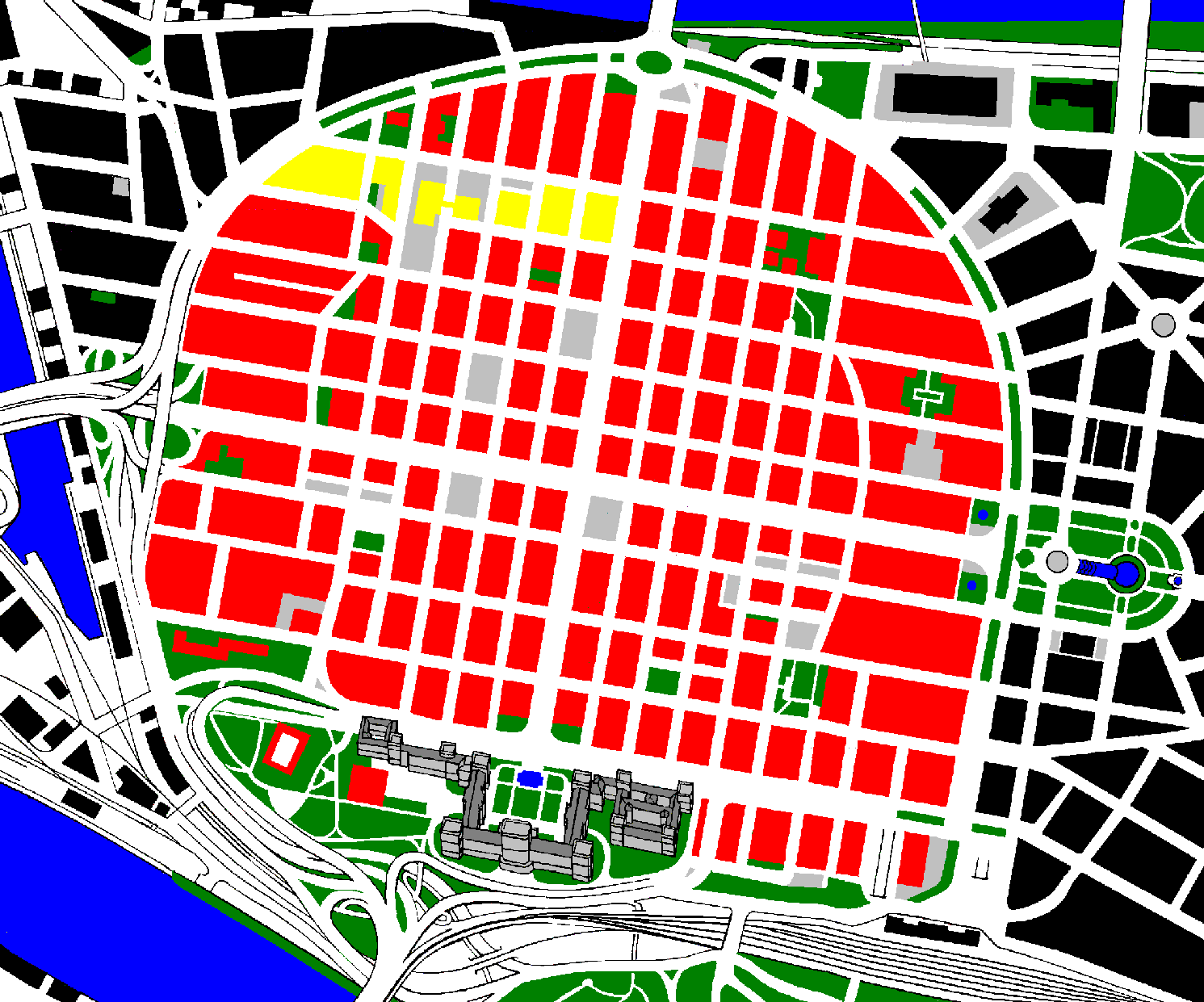
I-Quadrate (gelb)
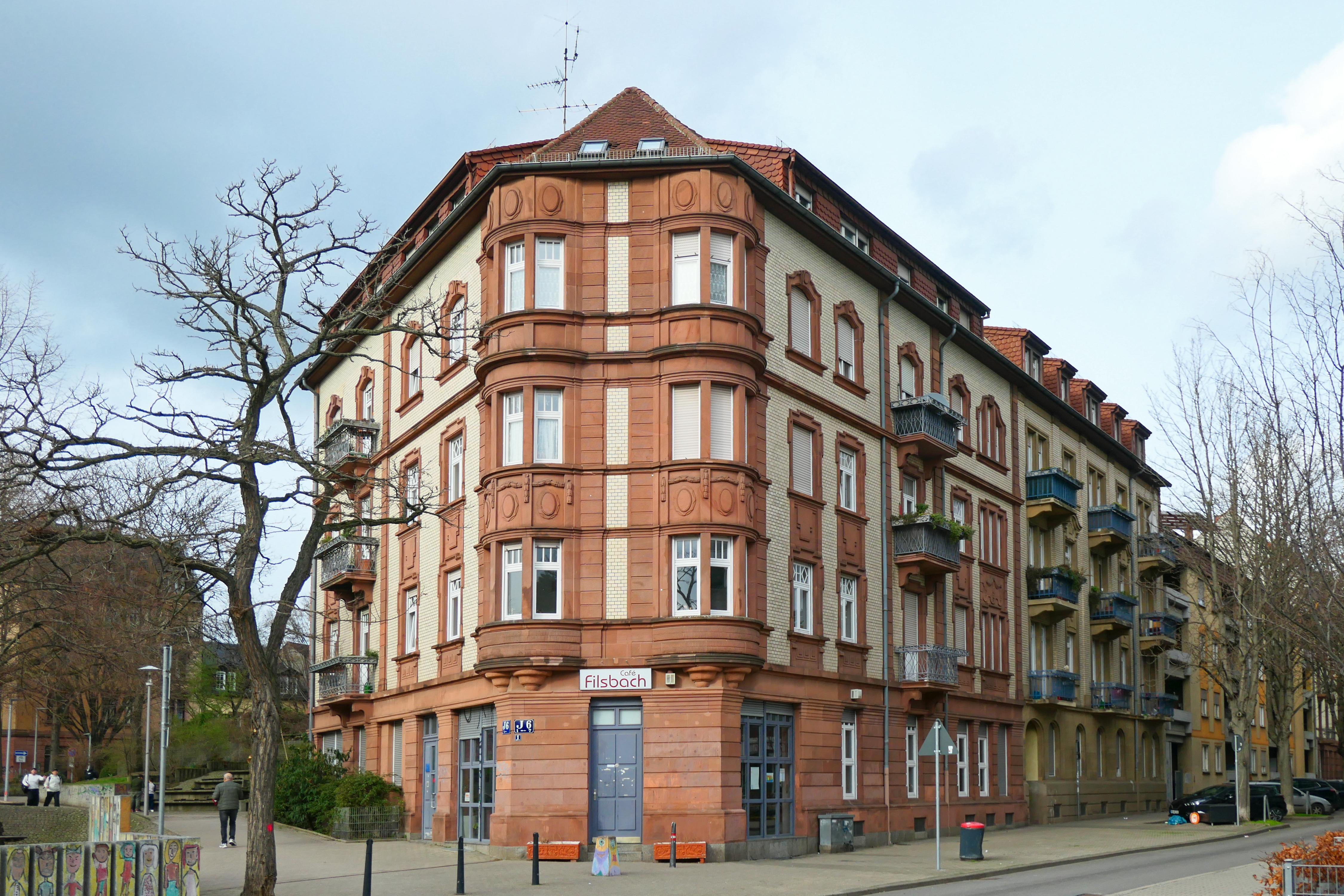
Café Filsbach am Swanseaplatz
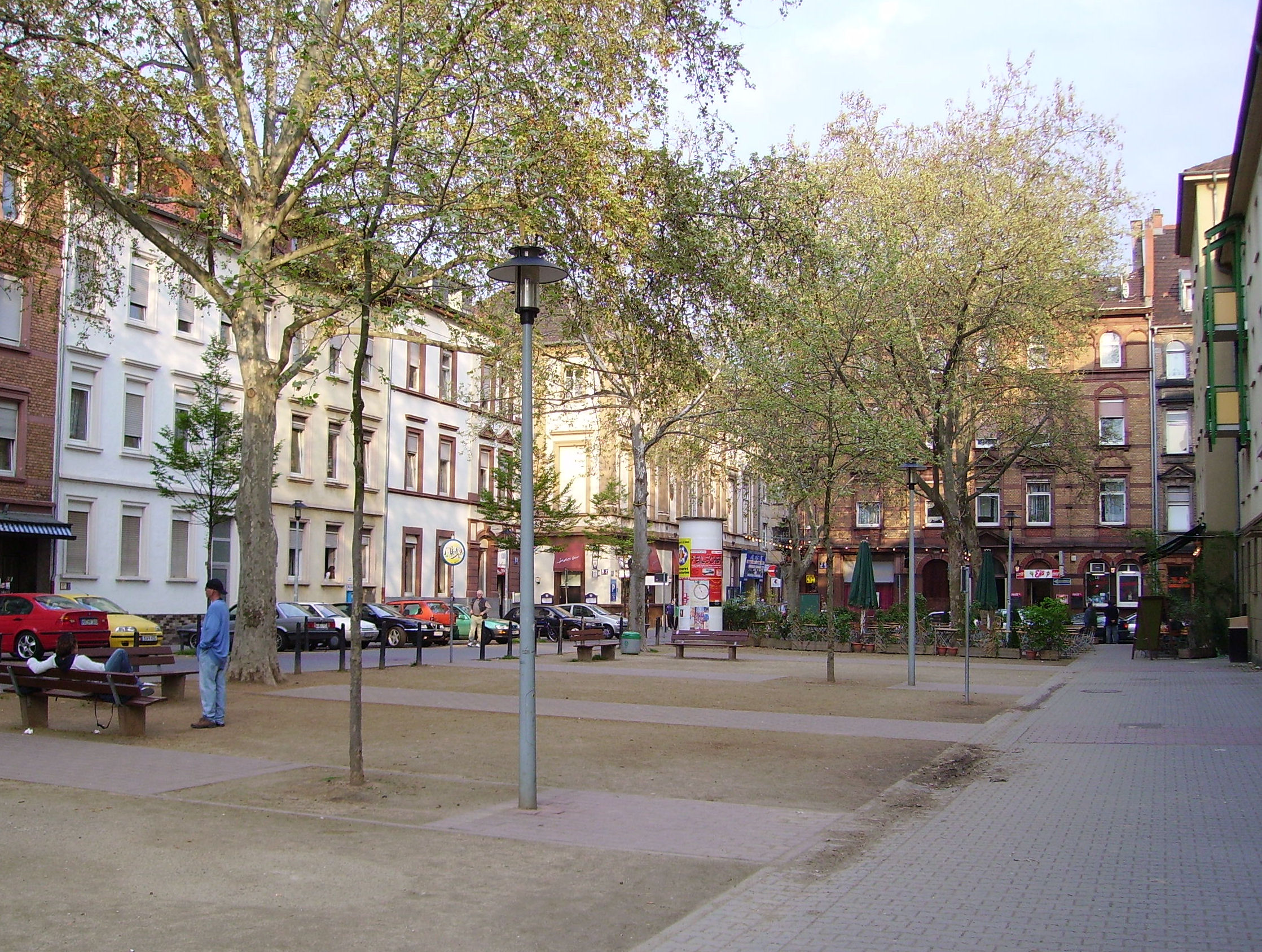
Spielstraße in I 3
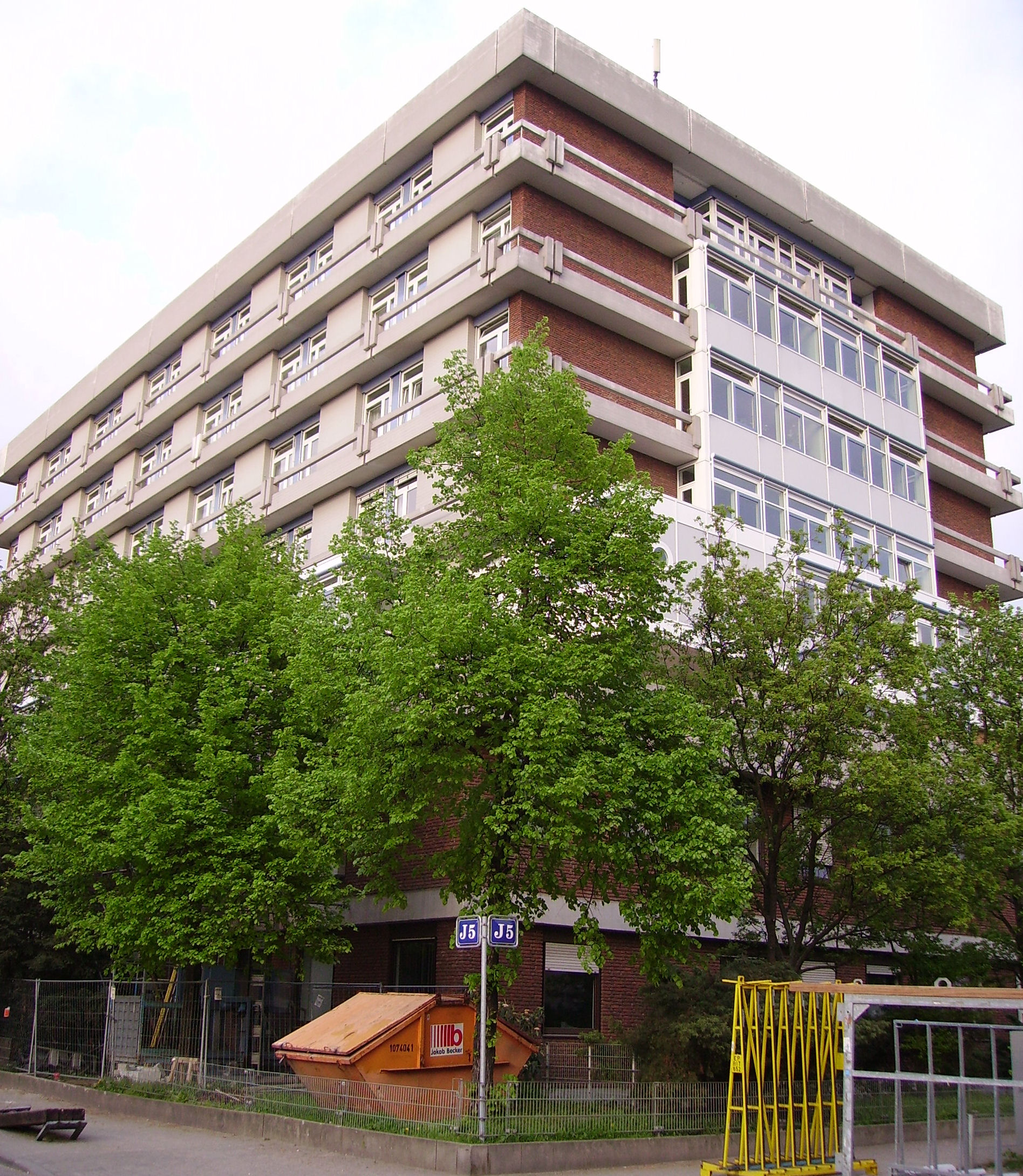
ZI (Zentralinstitut für Seelische Gesundheit)

| Bis 1733/ 1735 | 1735 – 1774 | 1774 Plan Karg | 1774 – 1794 | 1794 – 1811 | 1811 – 1850 | 1850 – 1870 | 1870 – heute | Anmerkungen |
| -------------- | ----------- | -------------- | ----------- | ----------- | ----------- | ----------- | ------------ | --- |
| XXXV           | 45          | 37             | 48          | I 1         | I 1         | I 1         | I 1          | I 1 gehörte wie K 1 zum Bereich des ehemaligen Neckartors, des größten der drei Stadttore, das schon im Jahr 1723 errichtet wurde. |
| XXXVI          | 46          | 38             | 49          | I 2         | I 2         | I 2         | I 2          | |
| XLV / XLV½     | 52 / 51     | 39 / 40        | 50 / 53     | I 3 / K 2   | I 3 / K 2   | I 3 / I 3 a | I 3          | Durch die „Schiefe Gasse“, welche I 3 und I 4 schräg durchschnitt, entstanden dreieckige Quadrate, die die Namen I 3a und I 4a erhielten. |
| XLVI / XLVI½   | 54 / 53     | 41 / 42        | 51 / 52     | I 4 / K 3   | I 4 / K 3   | I 4/ I 4 a  | I 4          | In I 4 und I 5 befindet sich das Zentralinstitut für Seelische Gesundheit, eine renommierte psychiatrische Klinik mit angeschlossenem Forschungsinstitut. Das Quadrat I 4 war vorher durch eine Gasse in I 4 und I 4a aufgeteilt. Der Standort innerhalb der Mannheimer Quadrate wurde gewählt, um die Patienten besser in die soziale Umwelt zu integrieren. Die Stadtverwaltung verband mit der Errichtung des Instituts das Ziel, die westliche Unterstadt aufzuwerten. Nach Abriss von zwanzig Häusern entstand ein Hochhaus mit acht Stockwerken, das über beide Quadrate greift, denn die Stadtplaner versuchten, die Struktur des Stadtgrundrisses aufzulösen.                                                                 |
| –              | –           | –              | –           | K 4         | K 4         | I 5         | I 5          | In I 5, 6 wurden 1970 die vermutlich letzten Beispiele für die typische Mannheimer Hofanlage mit Holzgalerien abgerissen. |
| –              | –           | –              | –           | –           | –           | I 6         | I 6          | Bereits in den 1920er-Jahren nahm der stehende und ruhende Verkehr so stark zu, dass nach Möglichkeiten der Entlastung gesucht wurde. 1928 wurde die von einem privaten Unternehmen geführte Jungbusch-Garage in I 6, 5 eröffnet, die damals so ungewöhnlich war, dass die Lokalpresse sie einer Erwähnung wert fand: „Seit einigen Tagen ist eine architektonisch wie technische mustergültige Hochbau-Garage, die erste in Deutschland, die Boxen über einander angeordnet enthält, dem Betrieb übergeben worden.“ Das heute nicht mehr erhaltene zweistöckige Parkhaus mit getrennter Ein- und Ausfahrt bot 400 Automobilen Platz, die nicht über Rampen in das nächste Stockwerk gefahren, sondern mit Aufzügen befördert wurden. |
| –              | –           | –              | –           | –           | –           | I 7         | I 7          | |

### K-Quadrate
Die Quadrate K und U waren zur Kurfürstenzeit noch nicht vorhanden, denn über sie zogen sich die Mauern der Festung hinweg. Auch nach der Schleifung der Mauer im Jahr 1799 dauerte es lange, bis hier die ersten Häuser errichtet wurden, denn der Stadtgraben war noch nicht zugeschüttet, was an heißen Tagen für die Gesundheit riskant war. Die ersten Häuser wurden in den K-Quadraten nach 1850 erbaut und zwar in K 1 und K 4. Der Hauptteil der Bebauung erfolgte erst zwischen 1881 und 1890.

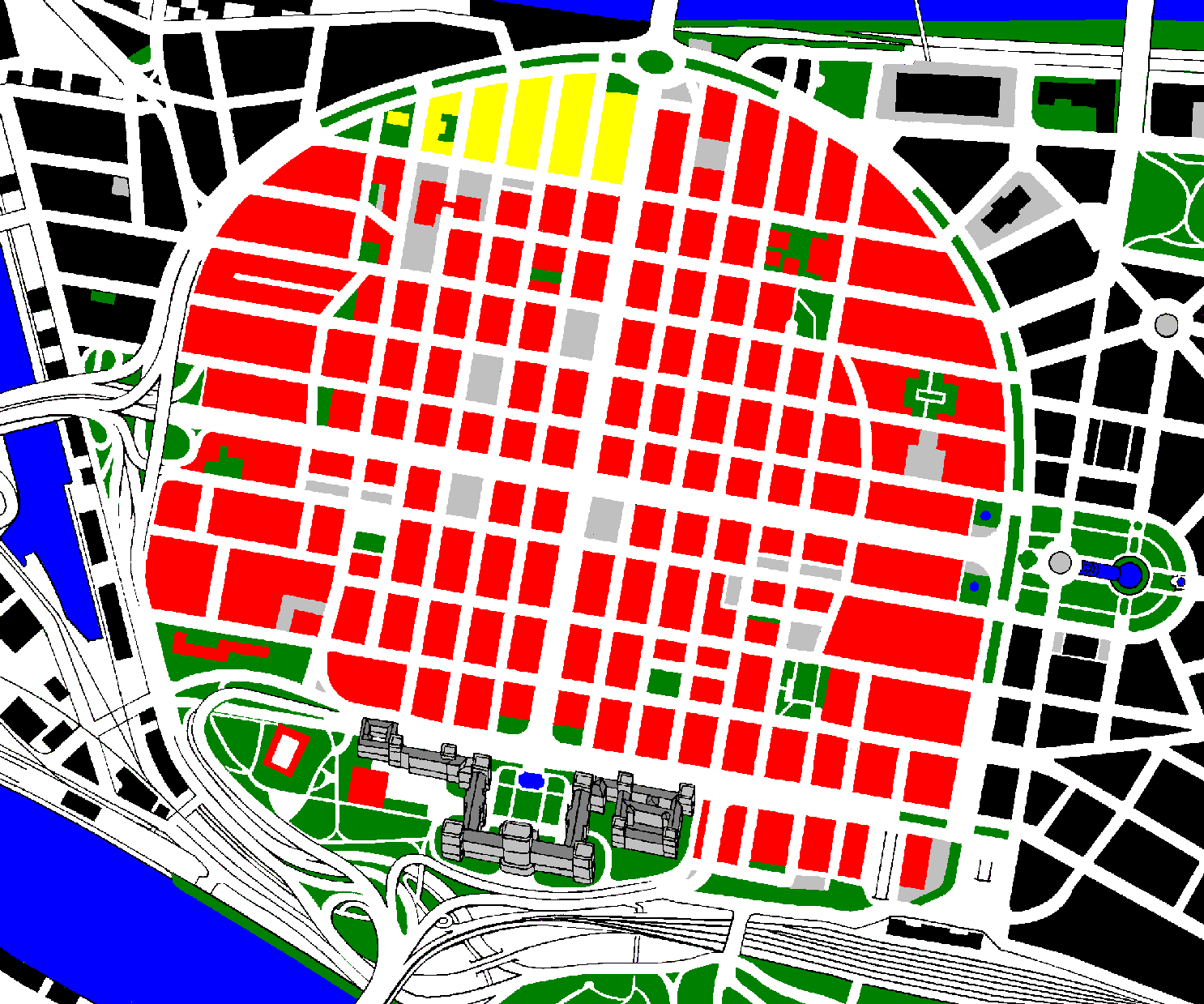
K-Quadrate (gelb)
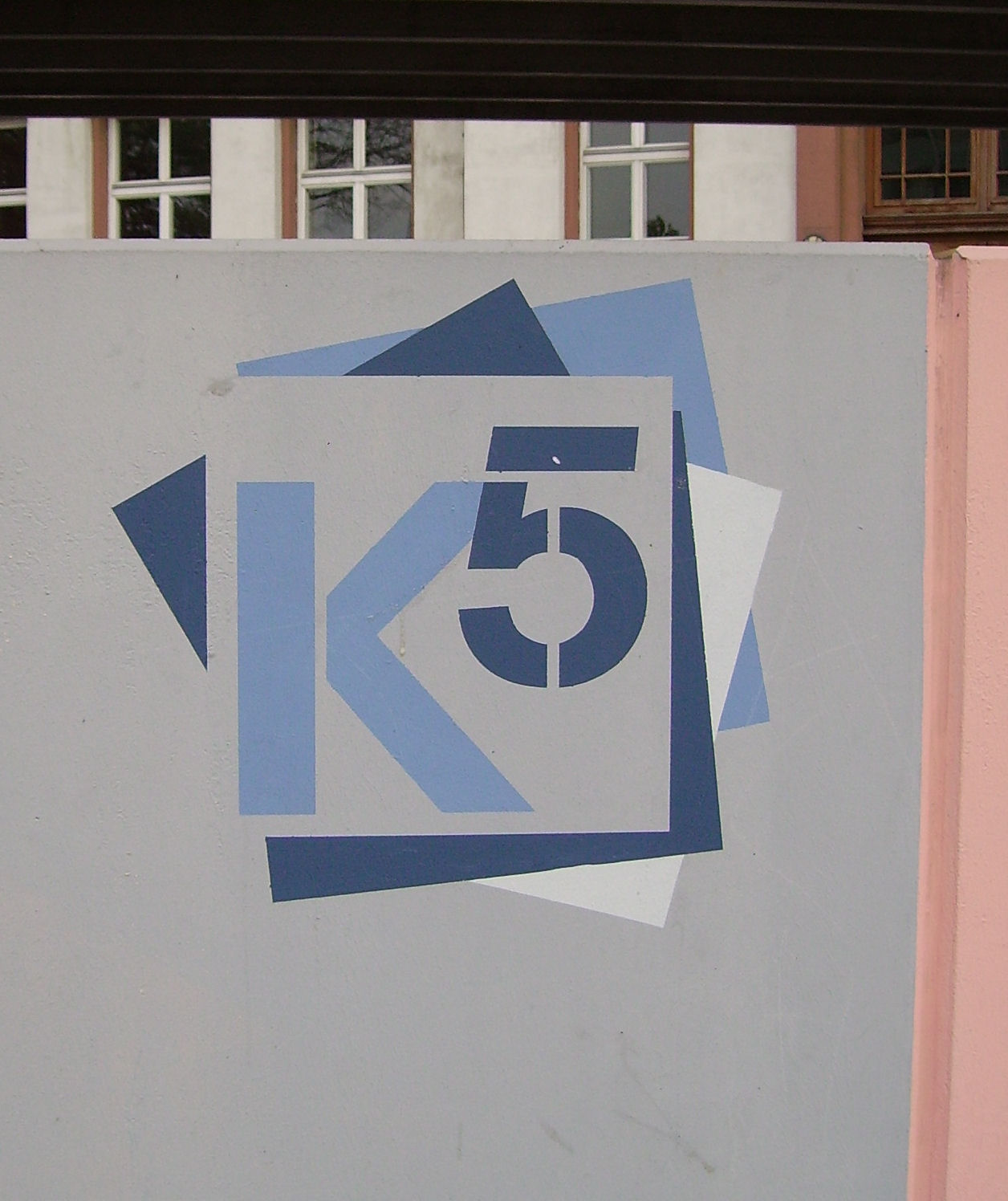
Quadrat K 5
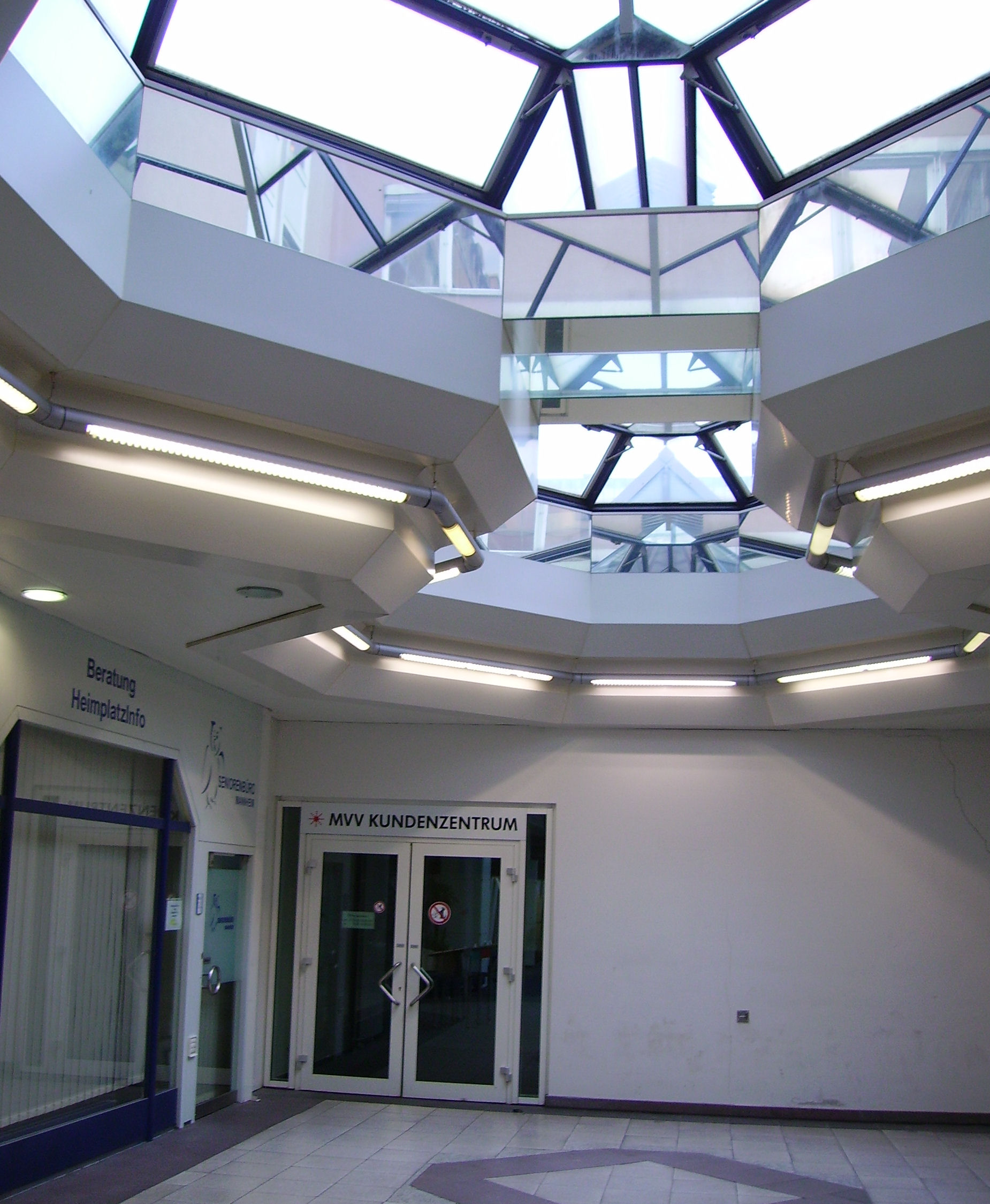
Kurpfalzpassage mit in K 1
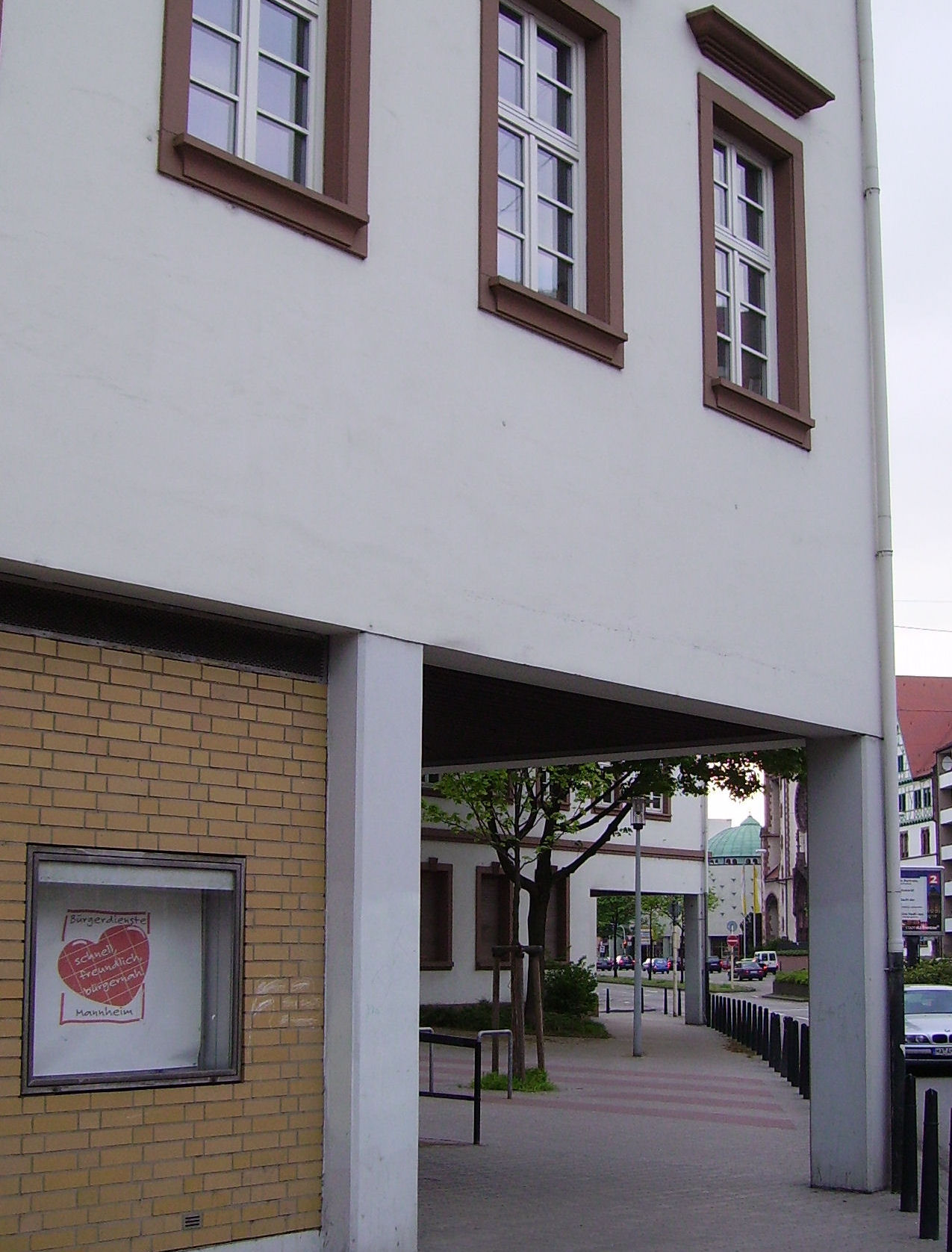
Stadtverwaltung in K 7 mit Durchblick auf die Moschee

| Bis 1733/ 1735 | 1735 – 1774 | 1774 Karg | 1774 – 1794 | 1794 – 1811 | 1811 – 1850 | 1850 – 1870 | 1870 – heute | Anmerkungen |
| -------------- | ----------- | --------- | ----------- | ----------- | ----------- | ----------- | ------------ | --- |
| –              | –           | –         | –           | K 1         | K 1         | K 1         | K 1          | In K 1, 5–6 ist der Bernardushof. Durch K 1, 7 zieht sich die Kurpfalzpassage. Hier befand sich das Kundenzentrum der MVV GmbH, der Mannheimer Versorgungs- und Verkehrsgesellschaft mbH. Die Errichtung dieses Kunden- und Informationszentrums wurde als Chance zur Aufwertung der nordwestlichen Unterstadt gesehen und gab Anlass, die Planung auszuweiten, um am nördlichen Eingang zur Innenstadt ein repräsentatives Wohn- und Geschäftshaus zu errichten. Mit dem Entwurf wurden die Mannheimer Architekten Karl Schmucker und Andreas Plattner betraut. In der Nachkriegszeit fand in der Schauburg, einem ehemaligen Kino, das Nationaltheater ein Ausweichquartier, bis der Neubau bezugsfertig war. |
| –              | –           | –         | –           | –           | –           | K 2         | K 2          | In K 2, 6 befand sich die ehemalige jüdische Schule. In K 2, im Winkel einer vorspringenden Bastion, gab es früher einen katholischen Friedhof. |
| –              | –           | –         | –           | –           | –           | K 3         | K 3          | |
| –              | –           | –         | –           | –           | –           | K 4         | K 4          | |
| –              | –           | –         | –           | –           | –           | K 5         | K 5          | In K 5, in einem dreistöckigen denkmalgeschützten Altbau, steht die Johannes-Kepler-Schule inmitten eines multikulturell geprägten Stadtviertels. Von K 5 bis zur Weststadt zog sich der „Pestbuckel“ hinüber. Als die Pest im Jahr 1666 ausbrach, wurden hier die Toten in einem Massengrab begraben. Auf diesen Pestbuckel errichtete später Friedrich Engelhorn im Jahr 1848 eine Gasfabrik. |
| –              | –           | –         | –           | –           | –           | K 6         | K 6          | |
| –              | –           | –         | –           | –           | –           | –           | K 7          | In K 7 befindet sich im ehemaligen Verwaltungsgebäude der Wasser-, Gas- und Elektrizitätswerke das Ordnungsamt der Mannheimer Stadtverwaltung. Die Verwaltung der städtischen Wasser-, Gas- und Elektrizitätswerke wurde 1922–1926 errichtet und in der Neuen Mannheimer Zeitung vom 19. Oktober 1929 als würdige Repräsentantin eines kommunalen Großbetriebs bezeichnet, die raumtechnisch und in Bezug auf die Innenausstattung allen berechtigten Bedürfnissen Rechnung trage. K 7 ist, wie U 6, eines der beiden Quadrate, die keine vier Ecken, sondern eine Dreiecksform haben. |

## Vom Schloss bis zu den Planken (rechts)
Die Quadrate zwischen dem Schloss und den Planken (rechts) bilden als südöstlicher Innenstadt-Quadrant den Stadtbezirk Östliche Oberstadt (L–O), die L-Quadrate südlich der Bismarckstraße liegen im Stadtbezirk Schlossgebiet (L 5–15).

### L-Quadrate
Die L-Quadrate liegen im Südosten der Innenstadt beiderseits der Bismarckstraße und sind damit die einzigen Quadrate, die über den Innenstadtring hinausreichen. Ab L 4 liegen nur die Quadrate mit geraden Nummern nördlich der Bismarckstraße auf der Innenstadtseite, die mit ungeraden südlich davon und reichen am Hauptbahnhof bis L 15. Sie überschreiten damit die Nummerierung der anderen Quadrate deutlich.
Ursprünglich bestand nur eine Zeile der L-Quadrate bis einschließlich L 6 (damals noch als L 5 benannt), das bis 1893 teilweise schräg mit den Stallungen der Dragonerkaserne überbaut war. Richtung Kaiserring folgten die großherzoglichen Baumschulgärten. Im Zusammenhang mit dem Bau der Bismarckstraße durch die Baumschulgärten wurden nach 1880 auch diese parzelliert und die Bebauung der neuen Quadrate begonnen. Anfänglich waren sie als Villengegend begehrt, nach wenigen Jahren allerdings wurde die Bismarckstraße, wie geplant, am Schloss entlang verlängert und entwickelte sich schnell zu einer verkehrsreichen Straße.

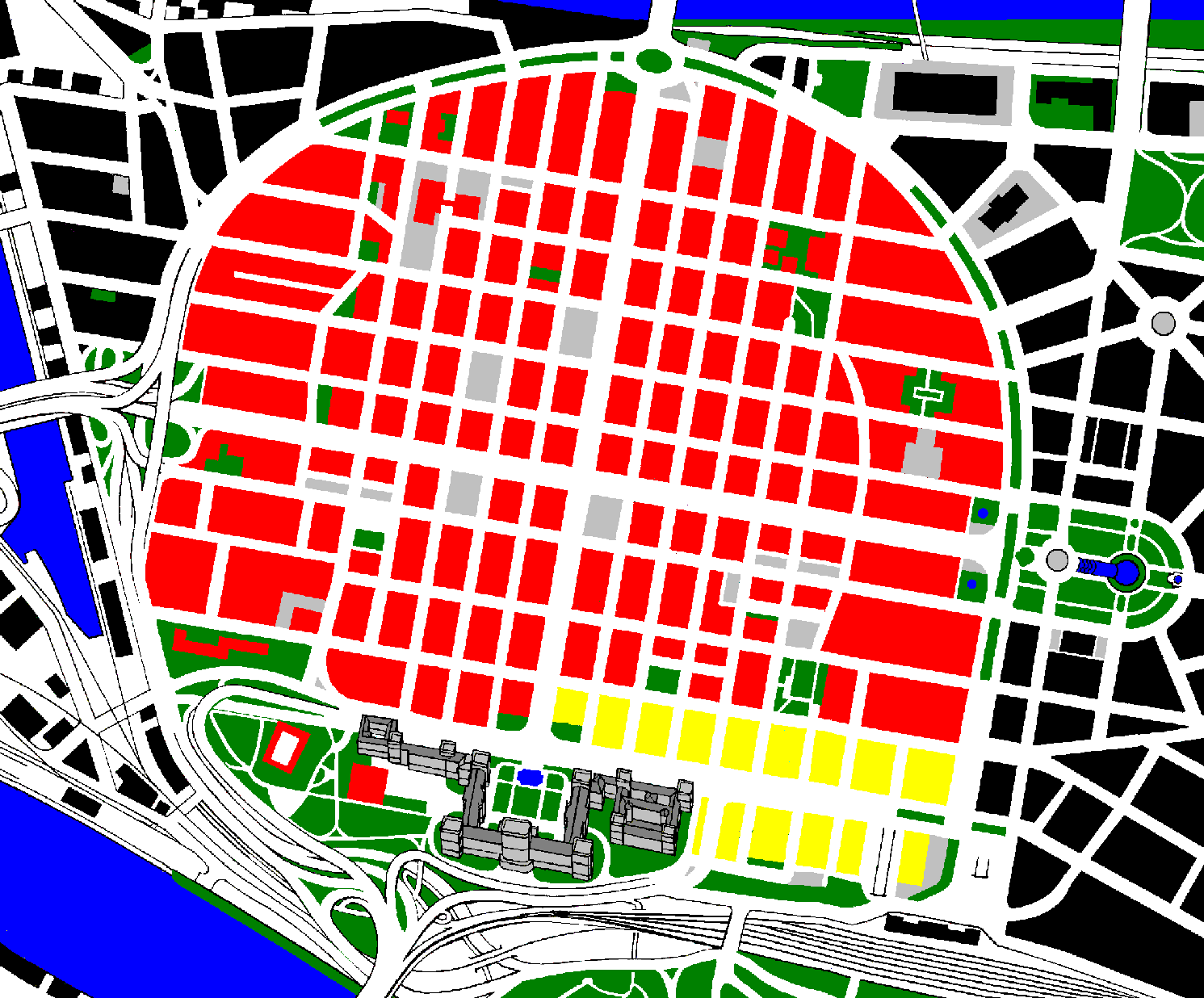
L-Quadrate (gelb)
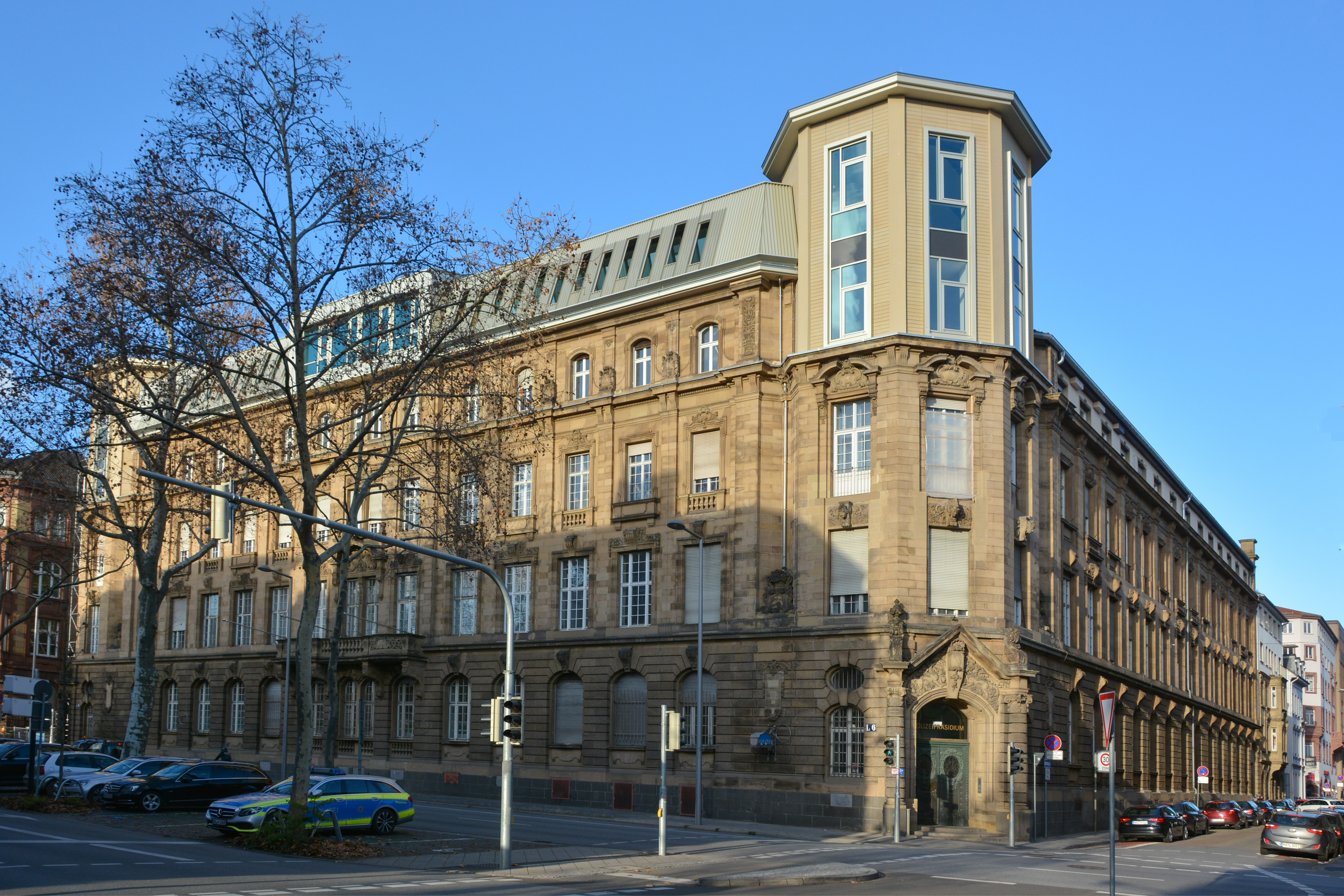
Hauptdienstgebäude des Polizeipräsidiums in L 6
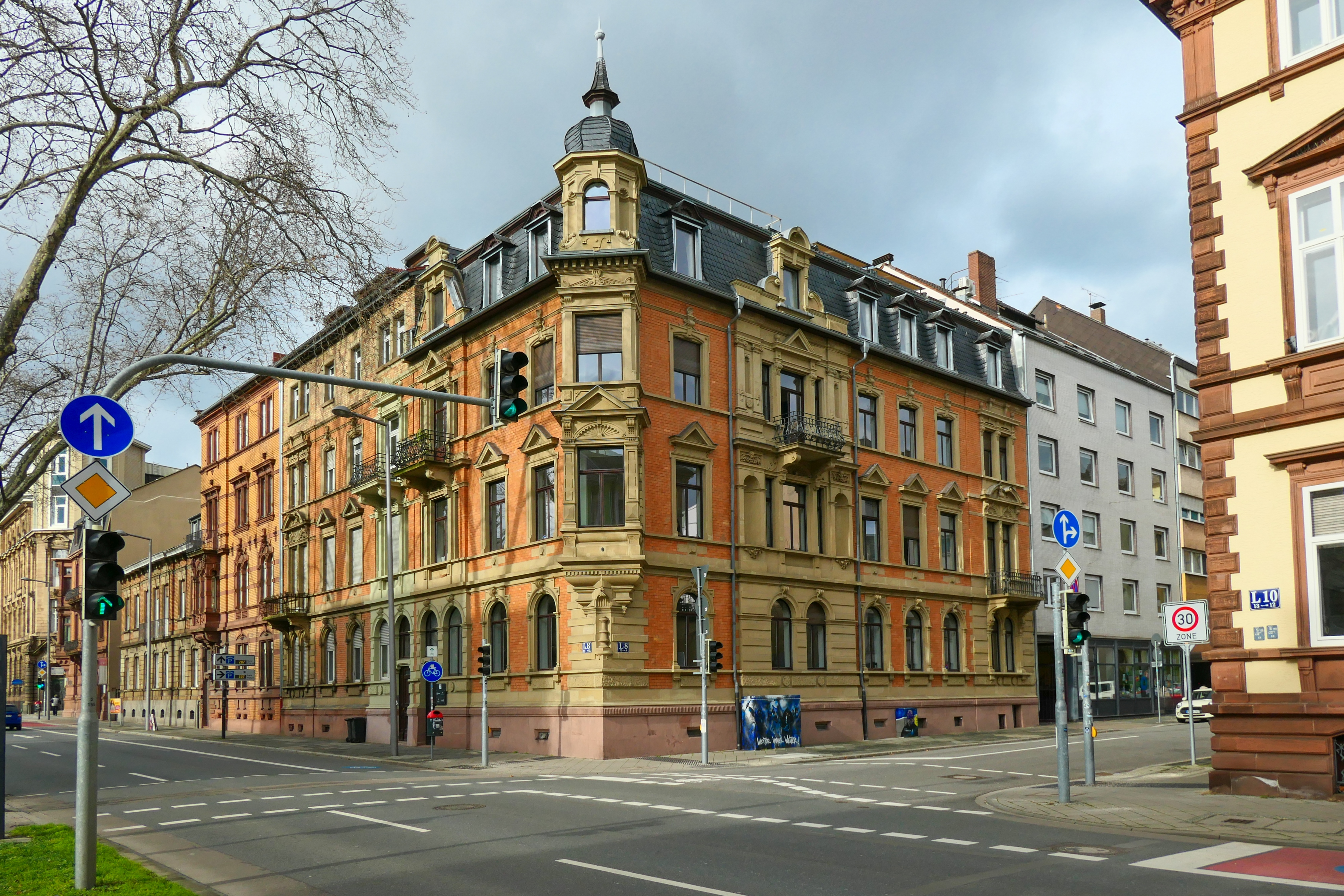
L 8, 12, Bismarckstraße
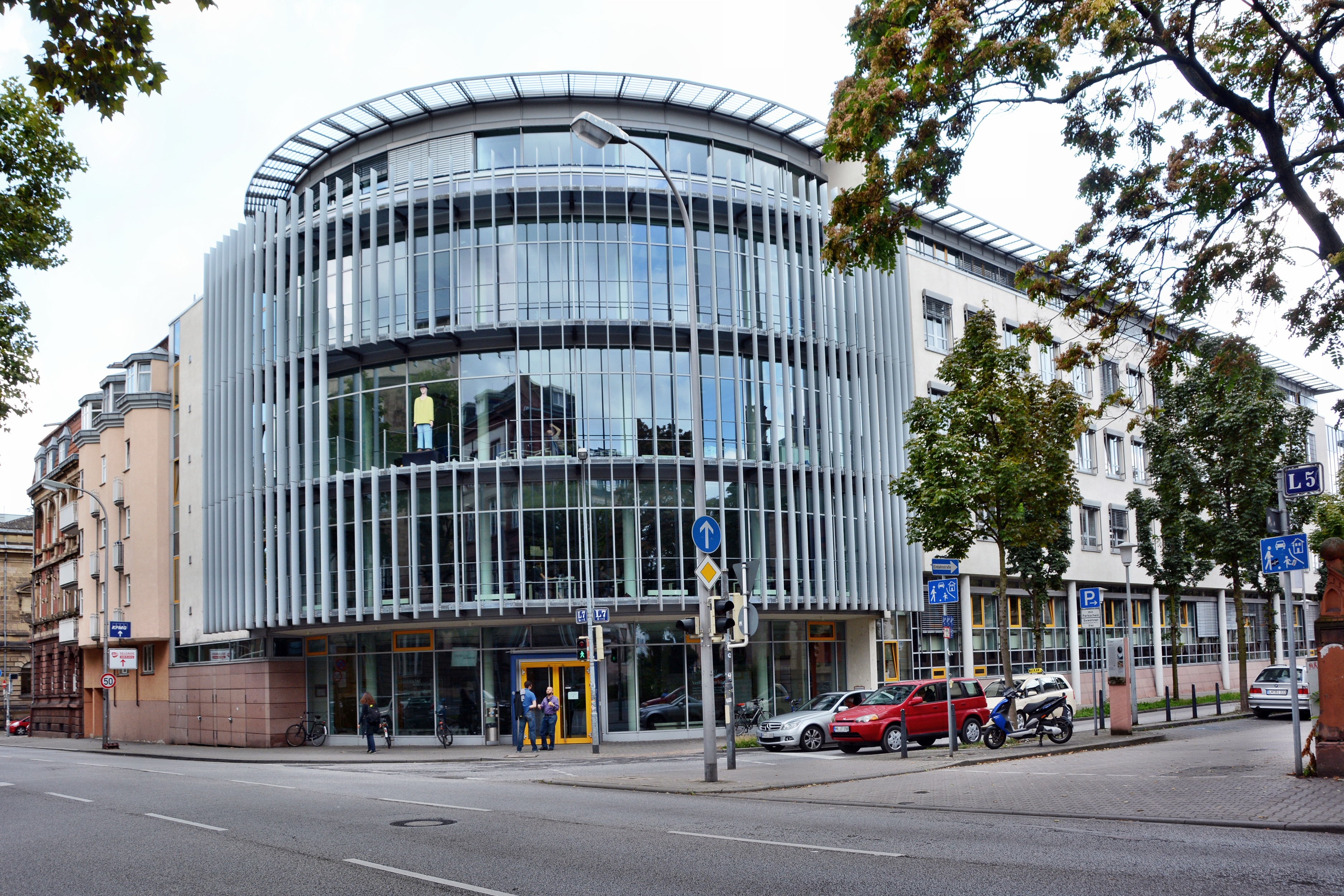
Verfügungsgebäude der Universität in L 7
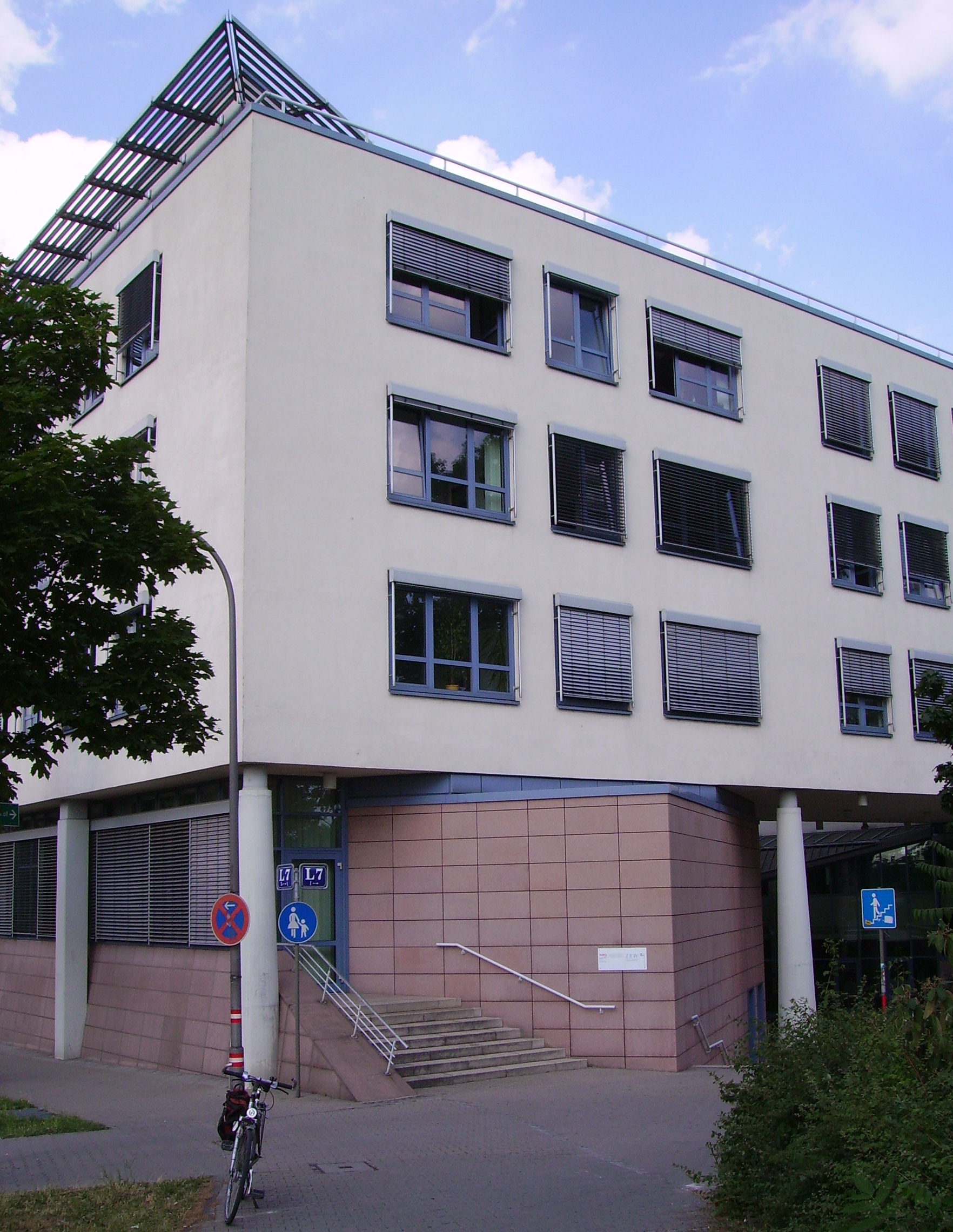
ZEW in L 7

| Bis 1733/ 1735 | 1735 – 1774 | 1774 Karg | 1774 – 1794 | 1794 – 1811 | 1811 – 1850 | 1850 – 1870 | 1870 – heute | Anmerkungen |
| -------------- | ----------- | --------- | ----------- | ----------- | ----------- | ----------- | ------------ | --- |
| DD             | 103         | 94        | A 5         | A 5         | L 1         | L 1         | L 1          | In L 1 gegenüber dem Schloss stand die Klosterkirche der Augustinerinnen, die hier Mädchen unterrichteten. Später wurde das Kloster in eine Volksschule umgewandelt. Von 1905 bis in die 1920er-Jahre waren hier die stadtgeschichtlichen Sammlungen untergebracht. In L 1, 2 hat die Industrie- und Handelskammer Rhein-Neckar ihren Sitz. |
| CC             | 102         | 95        | A 6         | A 6         | L 2         | L 2         | L 2          | Im Haus L 2, 2 lebte Johann Baptist Lingg von Linggenfeld mit seiner Familie von 1821 bis zu seinem Tode im Jahr 1842. Er kaufte das Haus im Jahr 1833 vom Hauptmann Freiherr von Beidenfeld für 9500 Gulden. 1842 ging es bei einer Versteigerung für 11.850 Gulden an den Herr Partikulier Nieser. Heute gehört dieses Gebäude der Universität (Internationales Begegnungszentrum der Wissenschaft). |
| BB             | 101         | 96        | A 7         | A 7         | L 3         | L 3         | L 3          | In L 3 befand sich das Karmeliterkloster mit einer Kirche. Insgesamt standen so dem Schloss gegenüber vier Kirchen: die Jesuitenkirche, die Sodalitätskirche, die Nonnenkirche und die Karmeliterkirche. Heute steht an dieser Stelle das Finanzamt. |
| AA             | 100         | 97        | A 8         | A 8         | L 4         | L 4         | L 4          | In L 4, 4 stand das Düringersche Palais, das Wohn- und Geschäftshaus des Küfers Heinrich Düringer. Nach dem Verkauf des Gebäudes im Jahr 1919 verfiel das Gebäude und musste in den 1950er Jahren dem funktionalistischen Neubau des Arbeitsgerichts weichen, das mittlerweile seinen Sitz in E 7 hat. Das noch existierende Eckhaus L 4, 15 ließ Heinrich Vögele zur Geldanlage errichten. Pro Etage hatte es eine Wohnung mit zwölf Räumen und gehobener Ausstattung, einschließlich Aufzug mit elektrischer Steuerung, Zentralheizung und Müllschlucker. |
| –              | –           | –         | –           | –           | –           | –           | L 5          | Das Quadrat L 5 ist – südlich der Bismarckstraße an den Ostflügel des Mannheimer Schlosses anschließend – das schmalste der L-Quadrate. Dort befanden sich bis 1893 die Schlossremisen, die im Zusammenhang mit dem Bau der Bismarckstraße abgerissen wurden. Das Quadrat wurde nach 1900 mit Villen bebaut und blieb von Zerstörungen im Zweiten Weltkrieg weitgehend verschont. Dort finden sich Universitätseinrichtungen. L 5, 1 ist auch als „Marketingvilla“ bekannt, da hier die deutschlandweit renommiertesten Universitätslehrstühle für Marketing ansässig sind. In L 5, 2 steht die Villa des Fabrikanten Konsul Alois Bender. In L 5, 3 steht die Villa des Fabrikanten Paul Giulini. In L 5, 4 steht die Villa des Bankiers Adolph Goldmann, in L 5, 5 die Villa des Beamten Georg Gelb. Den Abschluss der Villen bildet die neugotische Villa des Industriellen Heinrich Vögele in L 5, 6. |
| JJ             | 99          | 98        | A 9         | A 9         | L 5         | L 5         | L 6          | In L 6 befinden sich die Gebäude des Polizeipräsidiums Mannheim, in L 6, 1 das Hauptdienstgebäude, das 1903 als Badisches Bezirksamt errichtet wurde und seit 1938 als Polizeipräsidium genutzt wird. 1828 waren, schräg von L 8 über einen Teil des Quadrats verlaufend, Stallungen der Dragonerkaserne errichtet worden, die sich nebenan in M 3 a und M 4 a befand. Die Stallungen wurden ab 1893 zum Bau der Bismarckstraße abgerissen. In der Folge erhielt L 6, das bis dahin annähernd die Form eines Dreiecks hatte, seine rechteckige Form. |
| –              | –           | –         | –           | –           | –           | –           | L 7          | In L 7, 1 hat das Zentrum für Europäische Wirtschaftsforschung (ZEW), eines der führenden wirtschaftswissenschaftlichen Forschungsinstitute Deutschlands, seinen Sitz. Seine Schwerpunkte liegen in der mikroökonomischen und mikroökonometrischen Forschung insbesondere international vergleichender Fragestellungen. In L 7, 3–5 befindet sich an der Ecke zur Bismarckstraße das Verfügungsgebäude der Universität Mannheim. An der Stelle des ZEW stand einst die wohl bedeutendste und aufwändigste Villa der L-Quadrate. Der Bankier Gustav Ladenburg (1847–1902), Mitinhaber des Bankhauses Ladenburg, hatte sich die südliche Hälfte des Quadrats gesichert, indem er sechs Grundstücke aufkaufte, und ließ für über 350.000 Mark 1884/85 eine anspruchsvolle Villa im Renaissancestil mit großem Gartenbereich errichten.                                                                       |
| –              | –           | –         | –           | –           | –           | –           | L 8          | L 8 wurde erst Ende des 19. Jahrhunderts eingerichtet. Zuvor verliefen ab 1828 von dort schräg über L 6 Richtung Schloss die Dragoner-Stallungen, die 1893 für den Bau der Bismarckstraße abgerissen wurden. Die ausgesparte Ecke zum Quadrat M 5 bei L 8, 4 und L 8, 5 erinnert heute noch an den ehemaligen Verlauf der Gebäudefront. |
| –              | –           | –         | –           | –           | –           | –           | L 9          | L 9 war gegen Ende des 19. Jahrhunderts als Villengegend geplant und insgesamt von Friedrich Engelhorn erworben worden. Dieser veräußerte bis 1890 die Parzellen schrittweise an solvente Interessenten, die wiederum das Ziel hatten, sie gewinnbringend zu bebauen und weiterzuverkaufen. Beispielsweise soll Heinrich Lanz 1892 Besitzer des Grundstücks L 9, 10 gewesen sein. Noch erhalten ist die Villa des Bankiers Wilhelm Maast in L 9, 4-5. In L 9, 9 befindet sich das Mannheimer Logenhaus. |
| –              | –           | –         | –           | –           | –           | –           | L 10         | L 10 entstand mit der Bebauung der ehemaligen Baumschulgärten. Aus der Zeit steht in L 10, 1 an der Bismarckstraße noch die 1892 erbaute Villa von Felix Hecht, die im Vergleich zu anderen Villen der L-Quadrate äußerlich sehr zurückhaltend gestaltet wurde und auf schmückende Details verzichtete. |
| –              | –           | –         | –           | –           | –           | –           | L 11         | L 11, ebenfalls in den ehemaligen Baumschulgärten gelegen, wurde – im Gegensatz zu den Quadraten L 5 bis L 9 in derselben Reihe – nicht mehr vorwiegend auf Villen ausgerichtet, sondern in kleineren Parzellen angelegt. Die beiden, noch erhaltenen Häuser in L 11, 7 und L 11, 8 vermitteln einen Eindruck der ehemaligen Straßenzeilen. |
| –              | –           | –         | –           | –           | –           | –           | L 12         | Erst nach 1900 eingerichtet. |
| –              | –           | –         | –           | –           | –           | –           | L 13         | Erst nach 1900 südlich der Bismarckstraße eingerichtet. |
| –              | –           | –         | –           | –           | –           | –           | L 14         | Erst nach 1900 eingerichtet. |
| –              | –           | –         | –           | –           | –           | –           | L 15         | L 15 wurde erst nach 1900 südlich der Bismarckstraße am Bahnhofsvorplatz eingerichtet. Es ist das Mannheimer Quadrat mit der höchsten Nummer. Überragt wird es am Suezkanal vom Bürogebäude L 15, 1–6, das das Land Baden-Württemberg Ende 2002 von der Hamburg-Mannheimer Versicherung kaufte und in dem Einrichtungen der Universität Mannheim untergebracht sind. Der daran zum Hauptbahnhof anschließende Gebäudekomplex ist allerdings nicht mehr Teil von L 15, sondern zählt zum Willy-Brandt-Platz. |

### M-Quadrate
In den Jahren 1722 bis 1723 ließ hier Kurfürst Karl Philipp die Belderbusch-Kaserne erbauen, die nach dem Übergang an Baden den Namen Dragonerkaserne erhielt. In der Zeit des passiven Widerstandes gegen Frankreich war die Kaserne Auffanglager für Ausgewiesene, meist Eisenbahner. Gleichzeitig war hier die Ludwigshafener Eisenbahndirektion untergebracht. Im Dritten Reich wurde ein Teil der Dragonerkaserne umgebaut und als Hauptquartier der SA benutzt.

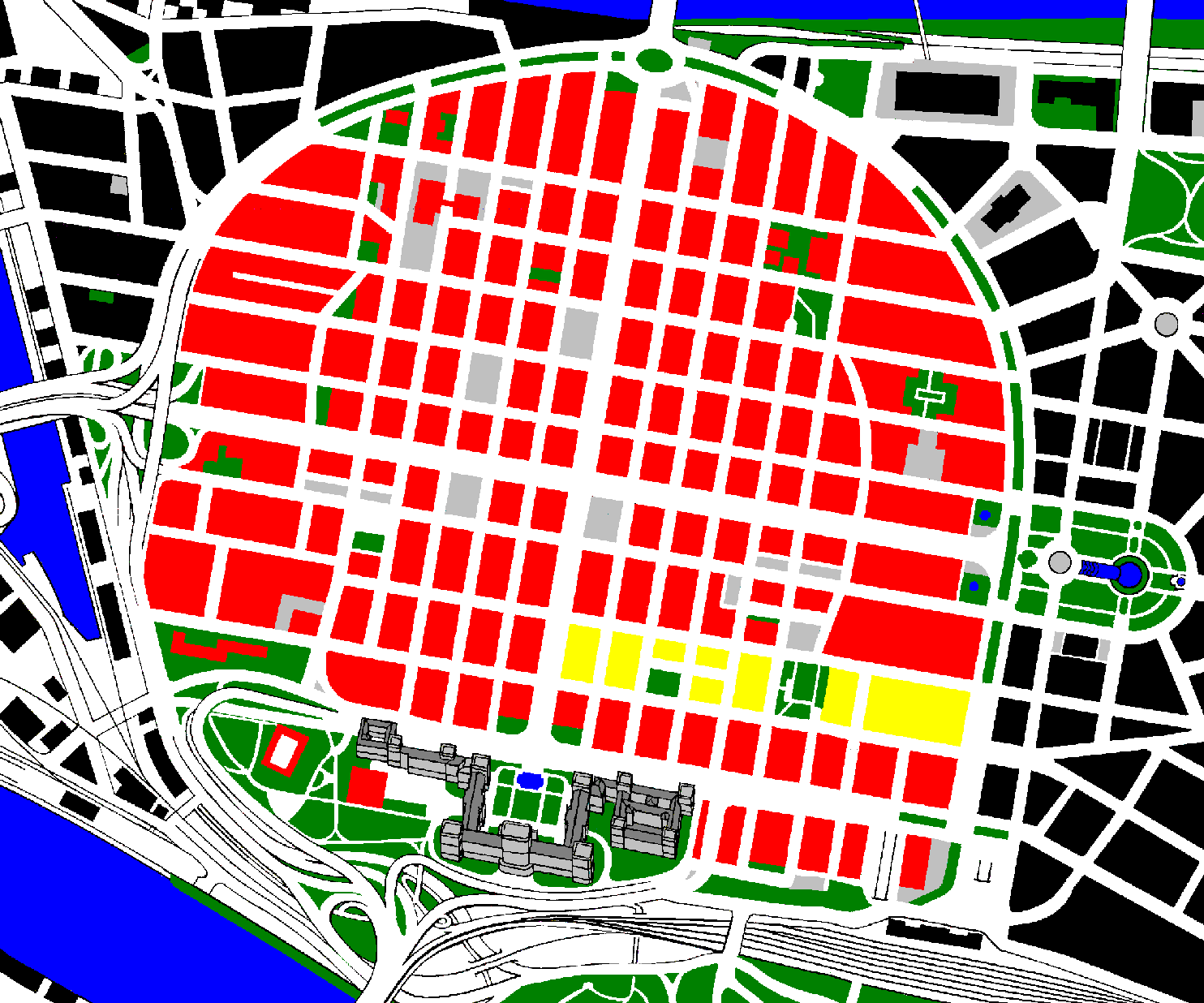
M-Quadrate (gelb)
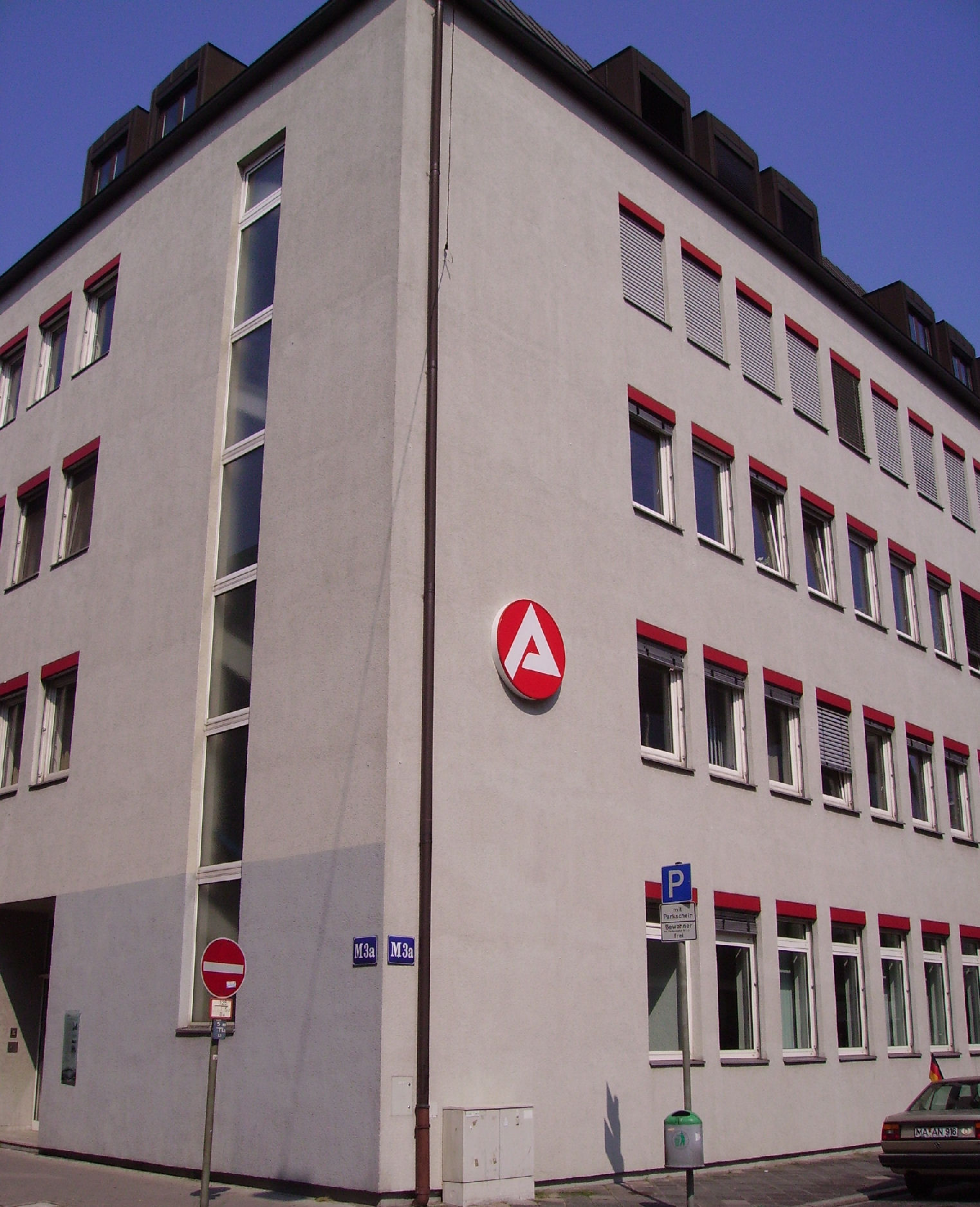
Arbeitsagentur in M 3a
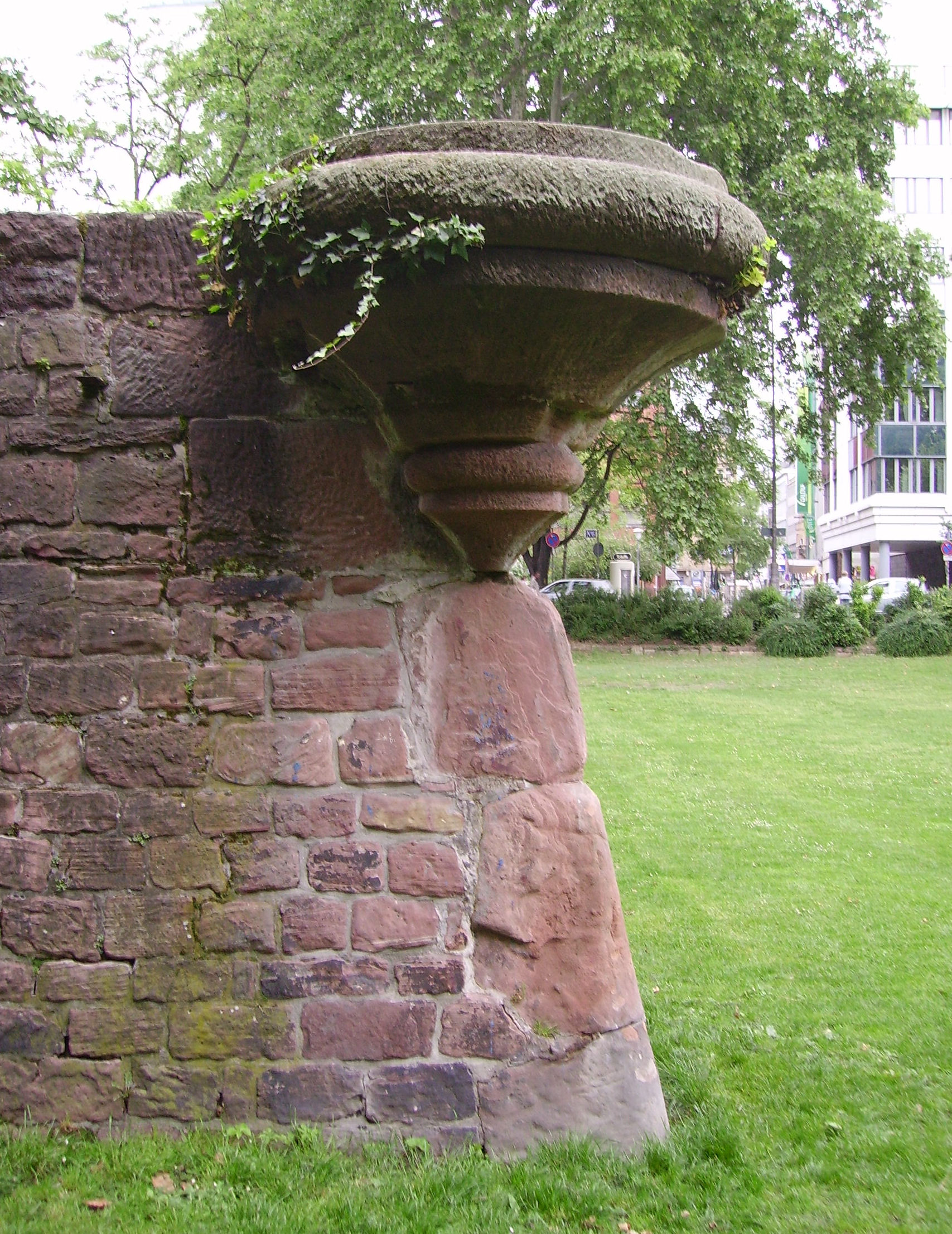
Reste der Bastion St. Andreas
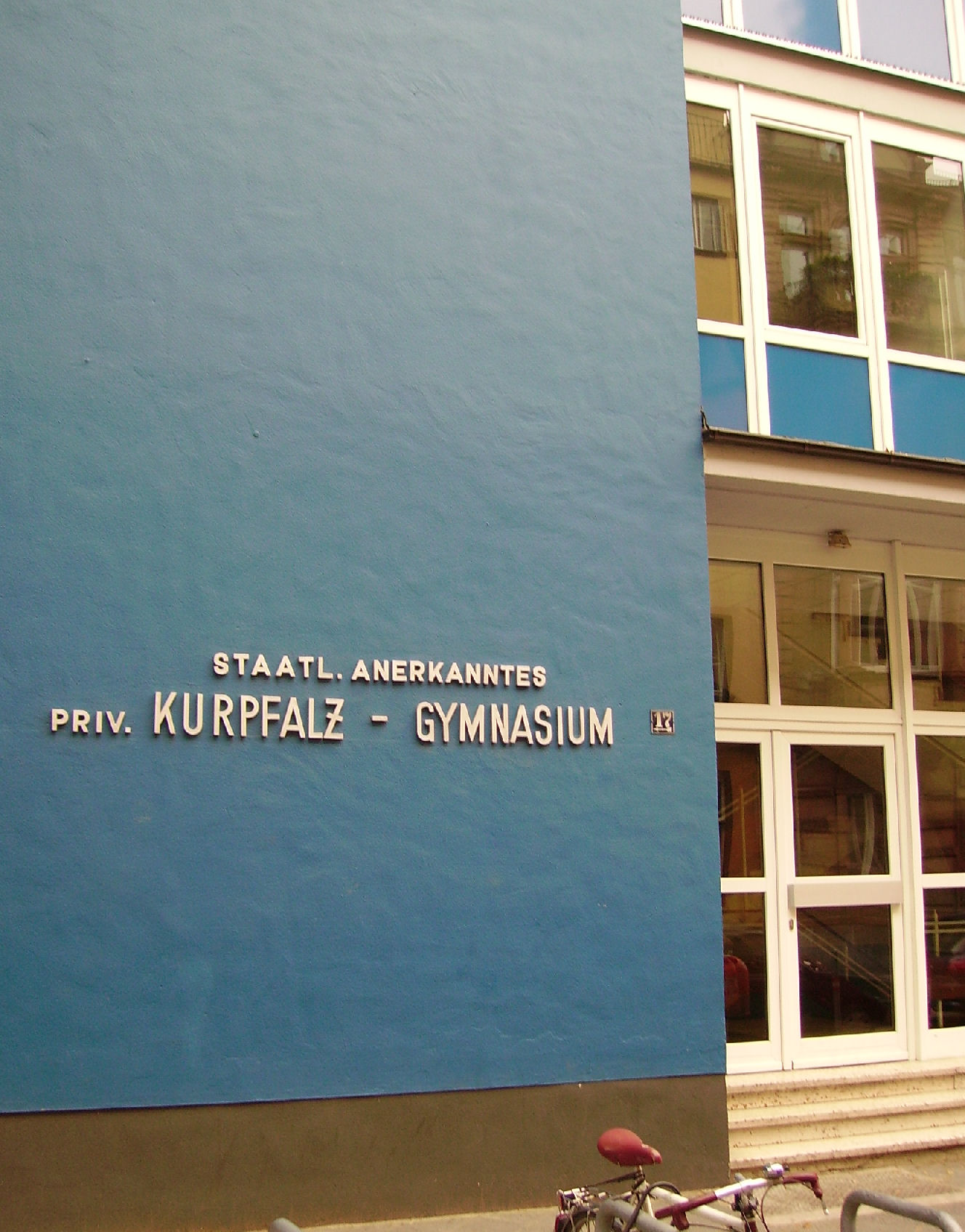
Kurpfalzgymnasium

| Bis 1733/ 1735 | 1735 – 1774 | 1774 Karg | 1774 – 1794 | 1794 – 1811 | 1811 – 1850 | 1850 – 1870 | 1870 – heute | Anmerkungen |
| -------------- | ----------- | --------- | ----------- | ----------- | ----------- | ----------- | ------------ | --- |
| V              | 93          | 89        | 79          | B 6         | M 1         | M 1         | M 1          | In M 1, 8 wohnte Karl von Drais, der Erfinder des Laufrads. Hier war Start- und Endpunkt seiner Probefahrt am 12. Juni 1817 zum Relaishaus an der Chaussee nach Schwetzingen. Das Quadrat M 1 wird auch „Kirchenquadrat“ genannt, weil der größte Teil der Gebäude im kirchlichen Besitz ist. Hier befinden sich neben vermieteten Wohn- und Gewerbeflächen die zentrale Einrichtung der Evangelischen Kirche in Mannheim, das „Haus der Kirche“ (mit Dekanat, Kirchenverwaltungsamt etc.). Eine Zeitlang befand sich in M 1, 8 die 1899 gegründete alte Hochschule für Musik. In M 1, 10 wohnte Constanze Weber, die spätere Ehefrau Wolfgang Amadeus Mozarts, mit ihrer Familie. |
| T              | 92          | 90        | 80          | B 7         | M 2         | M 2         | M 2          | In M 2, 17, dem ersten Standort der Rheinischen Porzellanfabrik Mannheim, befindet sich das ehemalige Wohnhaus der jüdischen Inhaber-Familie Steiner. |
| S              | 91          | 91        | 81          | B 8         | M 3         | M 3 / M 3 a | M 3 / M 3a   | Das Quadrat M 3 wird durch eine Querstraße in M 3 und M 3a geteilt. In M 3a befindet sich die Verwaltung des Arbeitsamts und das Berufsinformationszentrum. Auf M 3a und M 4a war 1722 für die kurfürstlichen Gardereiter eine Kaserne errichtet worden, die Anfang des 19. Jahrhunderts vom 2. Badischen Dragoner-Regiment übernommen und 1930/1932 abgerissen wurde. |
| R              | 90          | 92        | 82          | B 9         | M 4         | M 4 / M 4 a | M 4 / M 4a   | Bis 1839 lebte Karl von Drais in M 4, 9. Auf dem Quadrat M 4a befand sich von 1722 bis 1930/1932 ein Teil der Dragonerkaserne, vgl. M 3a. |
| KK             | 89          | 93        | 83          | B 10        | M 5         | M 5         | M 5          | In M 5, 7 hat die Hauptverwaltung der Berufsgenossenschaft Handel und Warenlogistik ihren Sitz. |
| –              | –           | –         | –           | –           | –           | −           | M 6          | Das Quadrat M 6 teilen sich die Lauerschen Gärten und das Kurpfalzgymnasium. In dieser Anlage wurden am 28. März 1945 – einen Tag vor der Übergabe der Stadt an US-Truppen – vier Angestellte der Firma Samt und Seide wegen des Hissens einer weißen Fahne erschossen. In den Lauerschen Gärten steht der letzte oberirdisch erhaltene Rest der Mannheimer Befestigung, der Bastion St. Andreas, die sich über die heutigen Quadrate L 8 und L 6 in Richtung Schloss zog. Am 13. August 1952 bemerkten zwei Mannheimer Feuerwerker Feuer in ihrem Wagen, in dem sie Munition transportierten. Sofort fuhren sie aus der belebten Straße in die Lauerschen Gärten, stellten ihr Fahrzeug neben der alten Festungsmauer ab, vertrieben Kinder und Spaziergänger. Dann erst gingen sie selbst in Deckung. Gleich darauf detonierte die Ladung, die ein zwei Quadrate weiter abgestelltes Auto beschädigte. |
| –              | –           | –         | –           | –           | –           | –           | M 7          | In M 7, 3–6 steht die ehemalige Landeszentralbank. Der Architekt hatte in seiner Karriere etwa 90 Filialgebäude für die Reichsbank entworfen und dabei häufig lokale Bautraditionen aufgegriffen. Hauptmerkmal des dreigeschossigen Gebäudes ist die mit Muschelkalkstein verkleidete Fassade. Auffallende Details sind die von dem Berliner Bildhauer August Vogel geschaffenen Steinreliefs, die Putten zeigen, welche auf die kaufmännischen Eigenschaften Treue, Fleiß, Wachsamkeit und Reichtum anspielen. |

### N-Quadrate
Zwischen den N- und O-Quadraten liegt die Kunststraße. Dies ist allerdings nur ein inoffizieller Name. Hier befanden sich die Musikalien- und Kunsthandlungen Sohler, Donnedker, Hasdenteufel und Heckel. Emil Heckel, ein Freund Richard Wagners, ließ im Jahr 1887 hier die erste Wagnerbüste in Deutschland enthüllen.

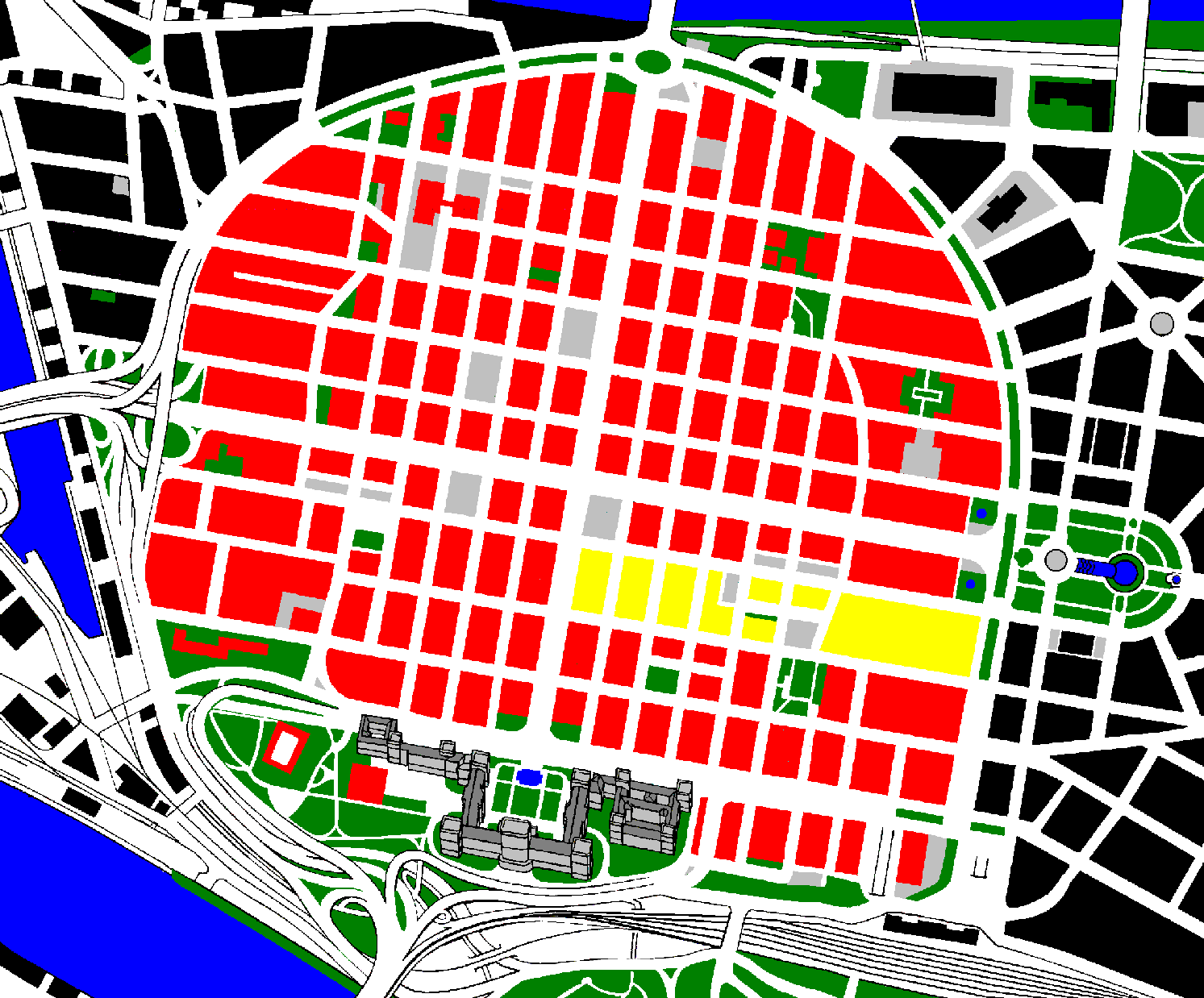
N-Quadrate (gelb)
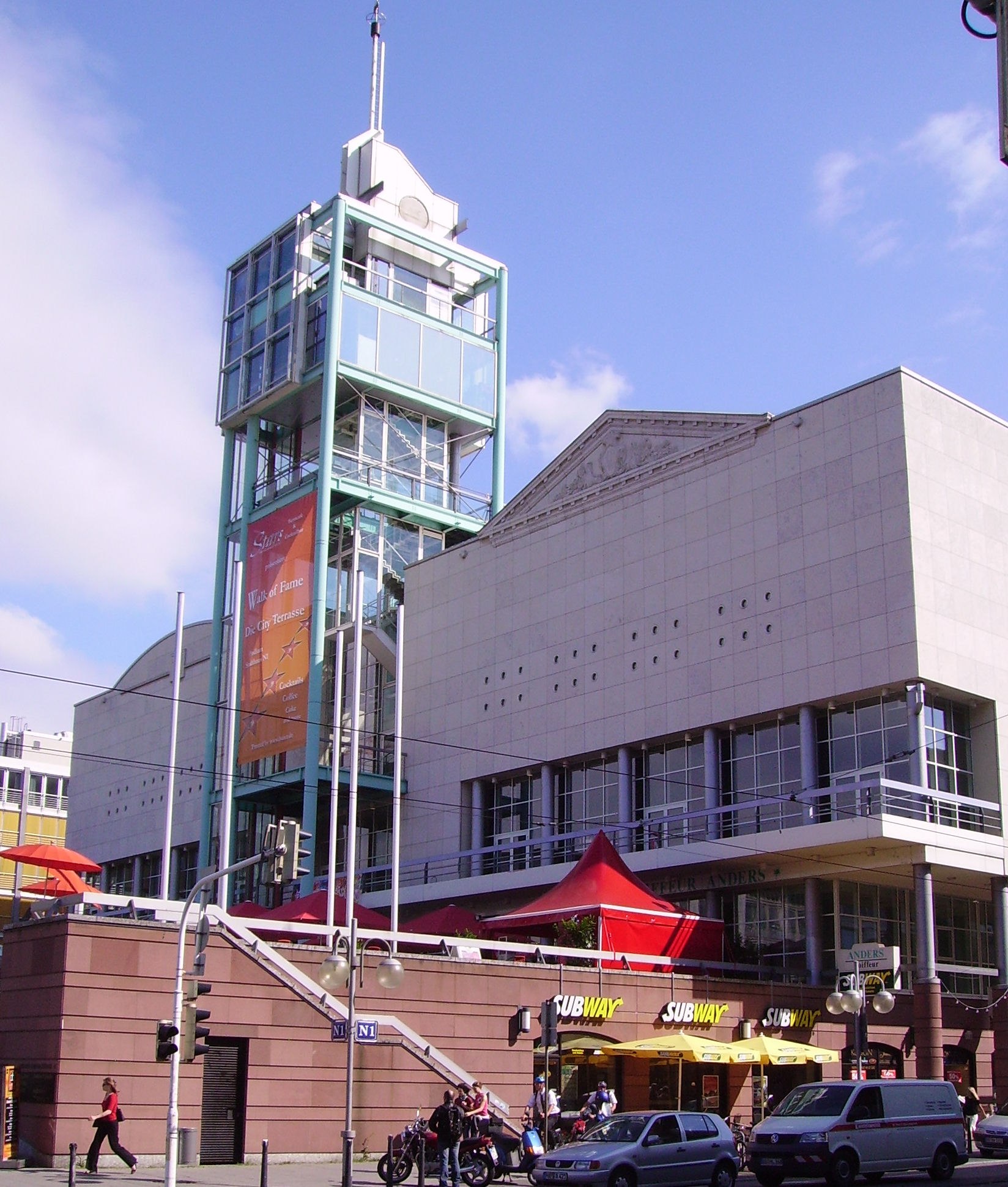
Stadthaus N 1
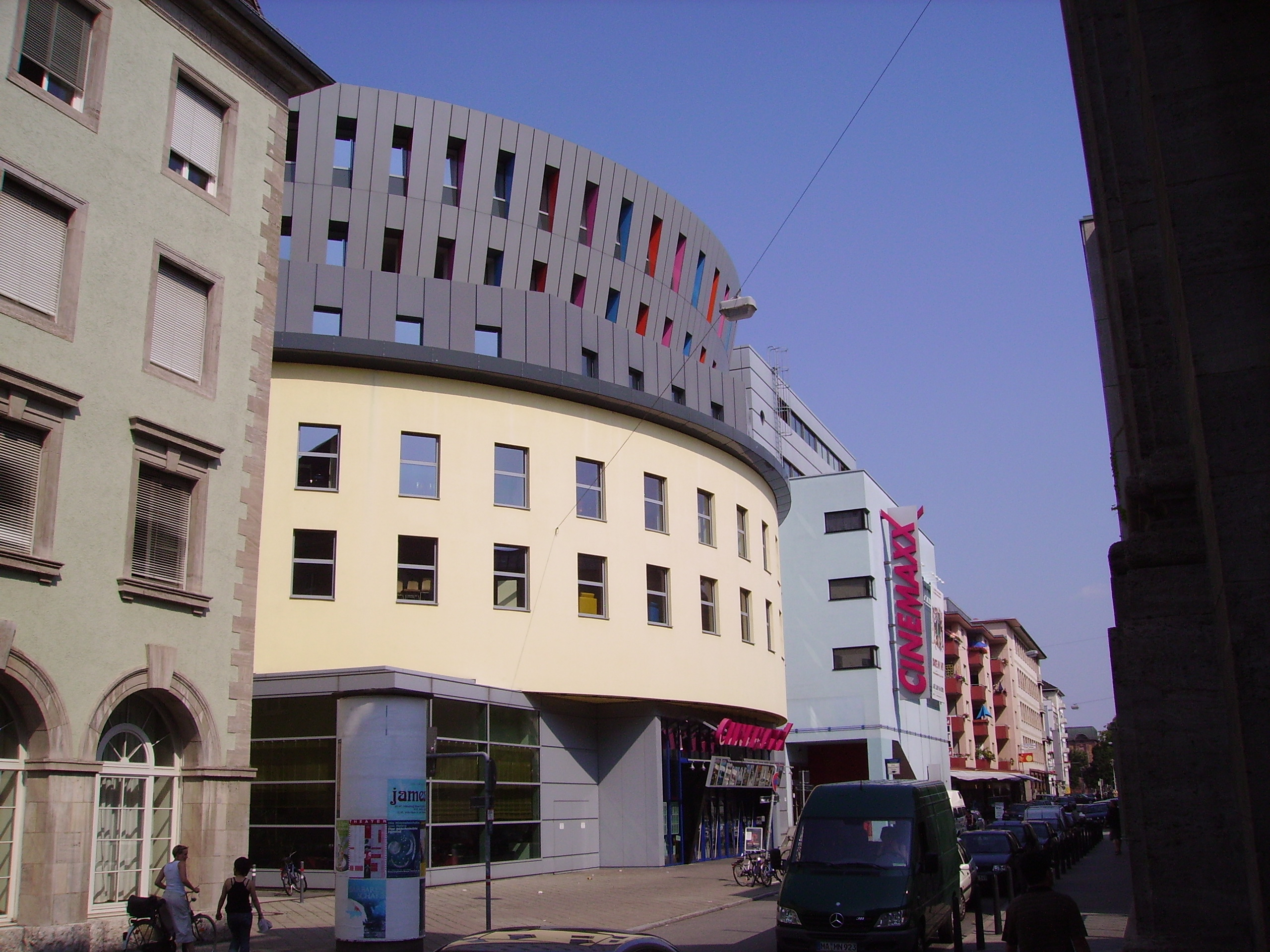
CinemaxX
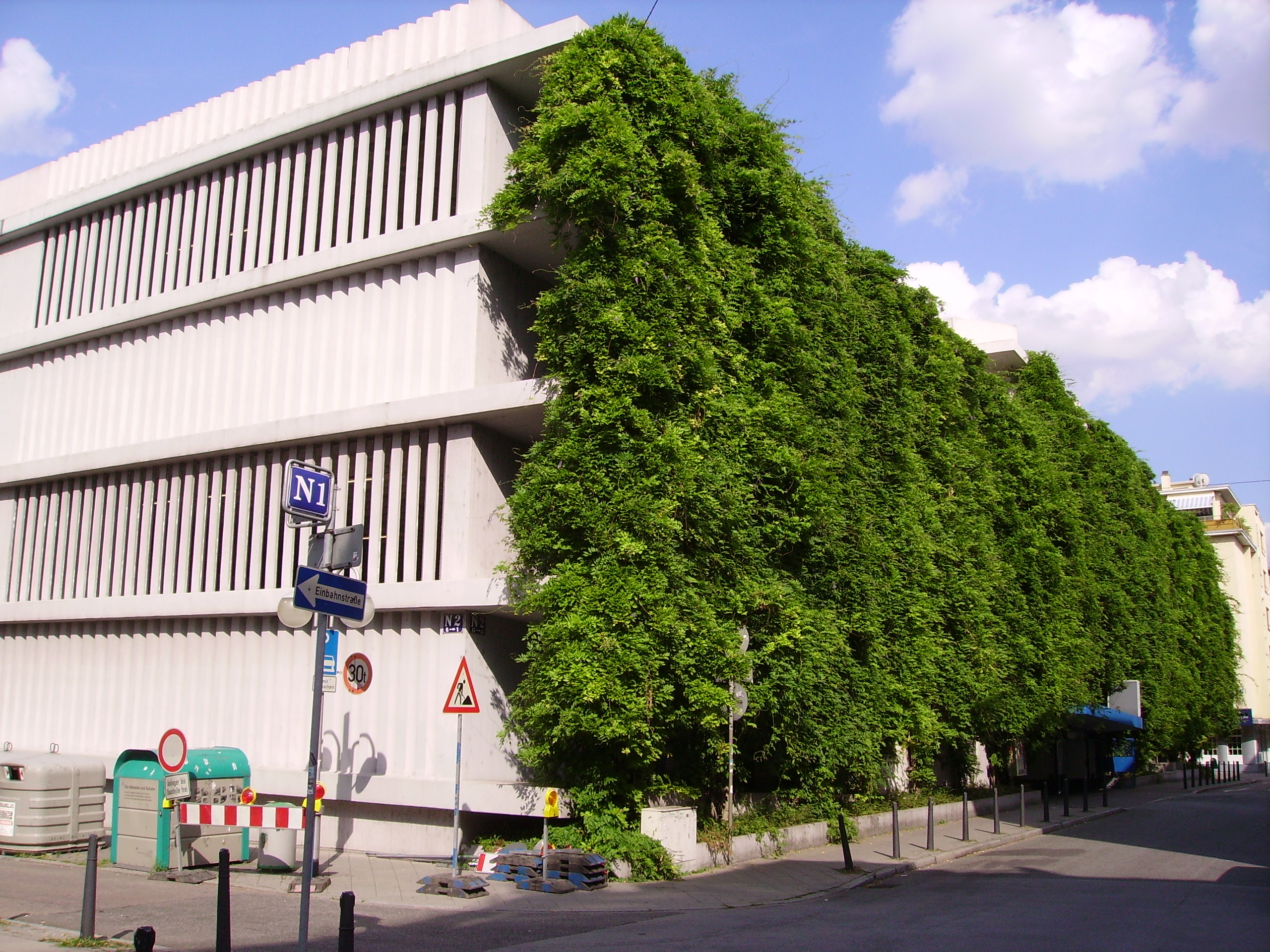
Parkhaus in N 2

| Bis 1733/ 1735 | 1735 – 1774 | 1774 Karg | 1774 – 1794 | 1794 – 1811 | 1811 – 1850 | 1850 – 1870 | 1870 – heute | Anmerkungen |
| -------------- | ----------- | --------- | ----------- | ----------- | ----------- | ----------- | ------------ | --- |
| M              | 22          | 18        | 18          | C 9         | N 1         | N 1         | N 1          | Das Quadrat N 1, in zentraler Lage der Stadt, nimmt das Stadthaus ein. Beherrschendes Motiv des Stadthauses ist der Mittelturm mit offener Stahlkonstruktion und gläsernem Fahrstuhlschacht, der zu einem Café im obersten Geschoss führt. |
| L              | 15          | 19        | 19          | C 10        | N 2         | N 2         | N 2          | Gleich neben dem Stadthaus befindet sich ein bemerkenswertes Parkhaus, das im Jahr 1967 zu den fortschrittlichsten seiner Zeit gehörte. Die Autos fahren auf zwei gegenläufigen Einbahnstraßen über Decken, die schiefe Ebenen mit einem Gefälle von 4 Prozent bilden und als Rampen zur Auf- und Abfahrt dienen. |
| K              | 14          | 20        | 20          | C 11        | N 3         | N 3         | N 3          | Im Dalbergschen Haus in N 3, 4 wohnte der Intendant des Mannheimer Nationaltheaters Freiherr Wolfgang Heribert von Dalberg. Heute befindet sich in diesem Gebäude die Musik- und Kinderabteilung der Stadtbibliothek. |
| J              | 7           | –         | 21          | C 12        | N 4         | N 4         | N 4          | Bereich der Nordost-Ecke des Quadrats N 4 befindet sich der Kapuzinerplatz, auch „Gockelsmarkt“ (Gockel = Tannenzapfen) genannt, mit einer Statue des Hl. Johannes Nepomuk (Nachbildung), deren Original Paul Egell schuf. Ursprünglich war auch das Blumepeter-Denkmal am Kapuzinerplatz aufgestellt, wurde später aber auf die Kapuzinerplanken in O 5 versetzt. |
| –              | 23          | –         | –           | C 13        | N 5         | N 5         | N 5          | Das Quadrat N 5 ist eine jener Flächen, deren Bebauung mehrfach wechselte. Im 18. Jahrhundert befand sich hier ein Kapuzinerkloster, dessen Klostergarten als „Scipiogarten“ bis heute erhalten blieb und später zur spätklassizistischen Villa des Kaufmanns und Privatgelehrten Wilhelm Scipio gehörte. N 5, 6–7 ist der Standort des Sporthauses Engelhorn. |
| I              | 25          | –         | –           | C 14        | –           | N 6         | N 6          | Das Parkhaus N 6 wurde im November 2012 bei einem Test des ADAC zum schlechtesten Parkhaus Deutschlands gekürt. Die Parkplätze sind nur 2,17 Meter breit. Einfahrt, Rampen, Fahrbahn sind zu schmal. Pfeiler säumen die Parkflächen, Beleuchtung fehlt. Für Behinderte gibt es nur einen einzigen Parkplatz. |
| –              | –           | –         | –           | –           | –           | N 7         | N 7          | In N 7, 17 steht das größte Mannheimer Kino, das postmoderne CinemaxX, ein spektakulärer Kino-Neubau. Gleich anschließend befindet sich in N 7, 18 das ehemalige Siemenshaus, die heutige Staatliche Hochschule für Musik und Darstellende Kunst Mannheim. Hauptwerk der Neuen Sachlichkeit wurde das Kaufhaus der Berliner Samt & Seide und Terra AG in N 7 von 1927 bis 1930, das von dem Frankfurter Architekten Fritz Nathan geschaffen wurde, das erste Hochhaus in Mannheim. |

### O-Quadrate
Zwischen den O- und P-Quadraten verlaufen die Planken, die wichtigste Einkaufsstraße der Einkaufsstadt Mannheim. Die südlichen Teile der Quadrate O 5 und O 6 bilden die „Kapuzinerplanken“.

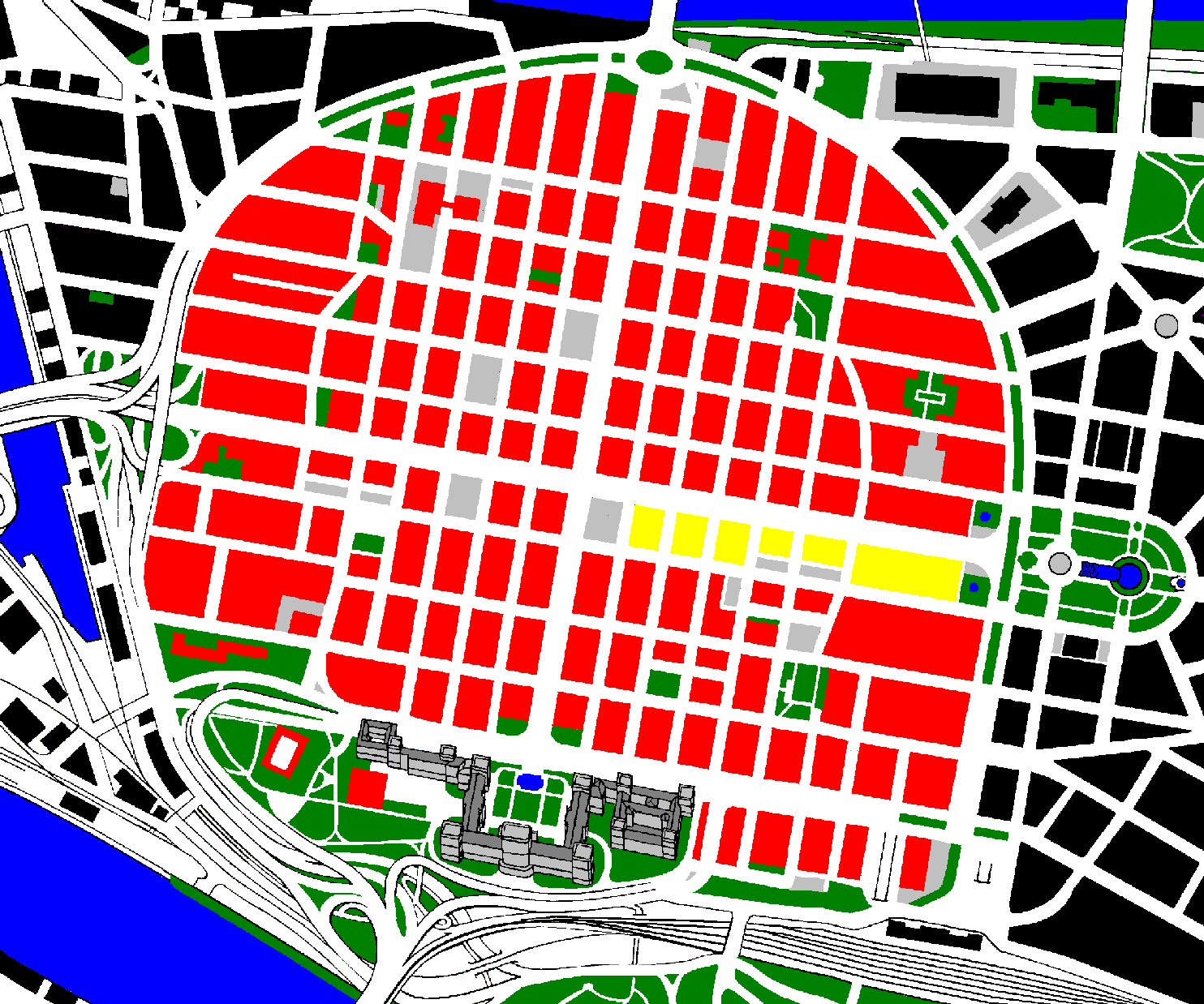
O-Quadrate (gelb)
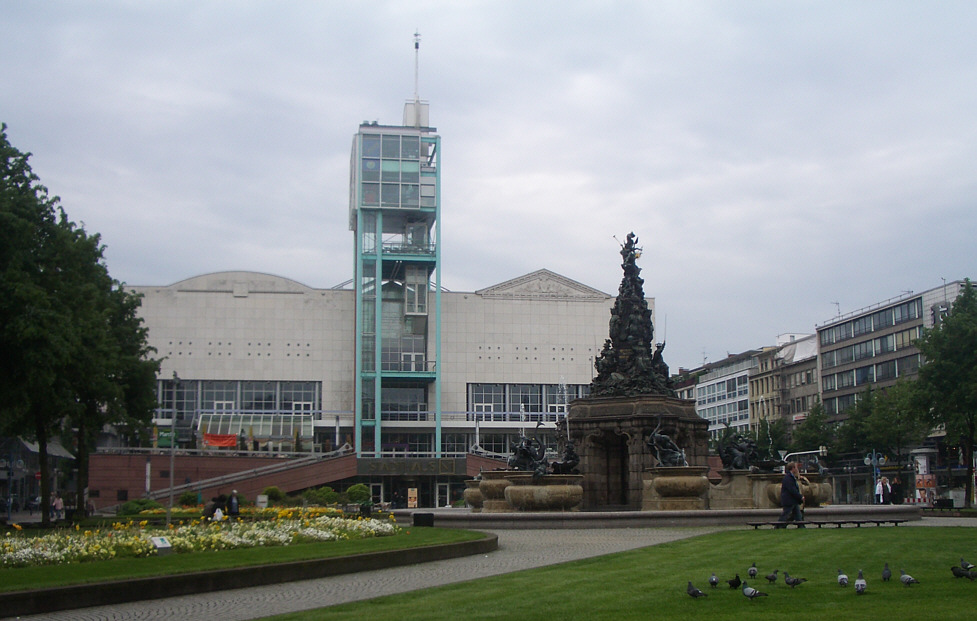
Paradeplatz mit Stadthaus
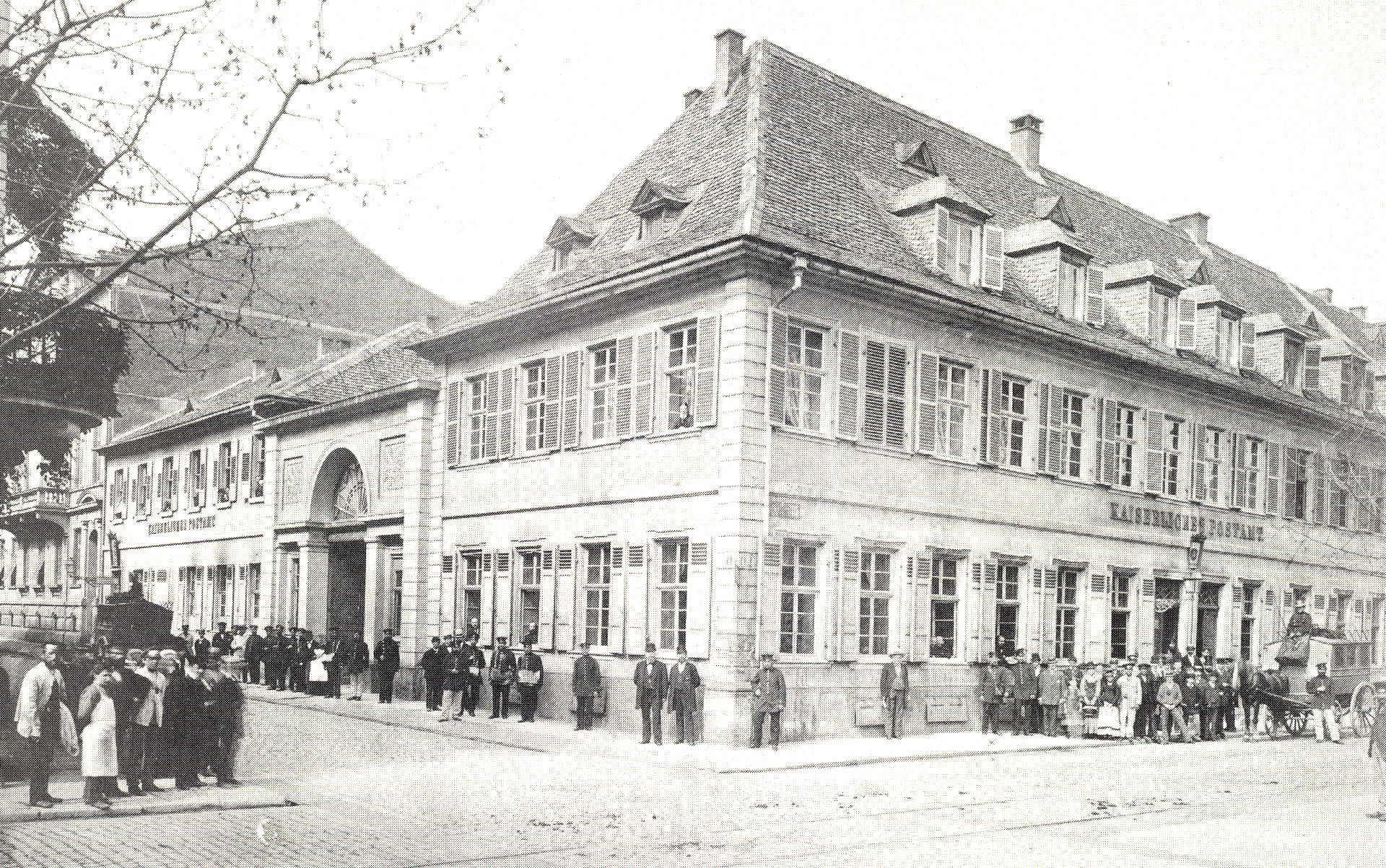
Ehemaliges Postamt in O 2
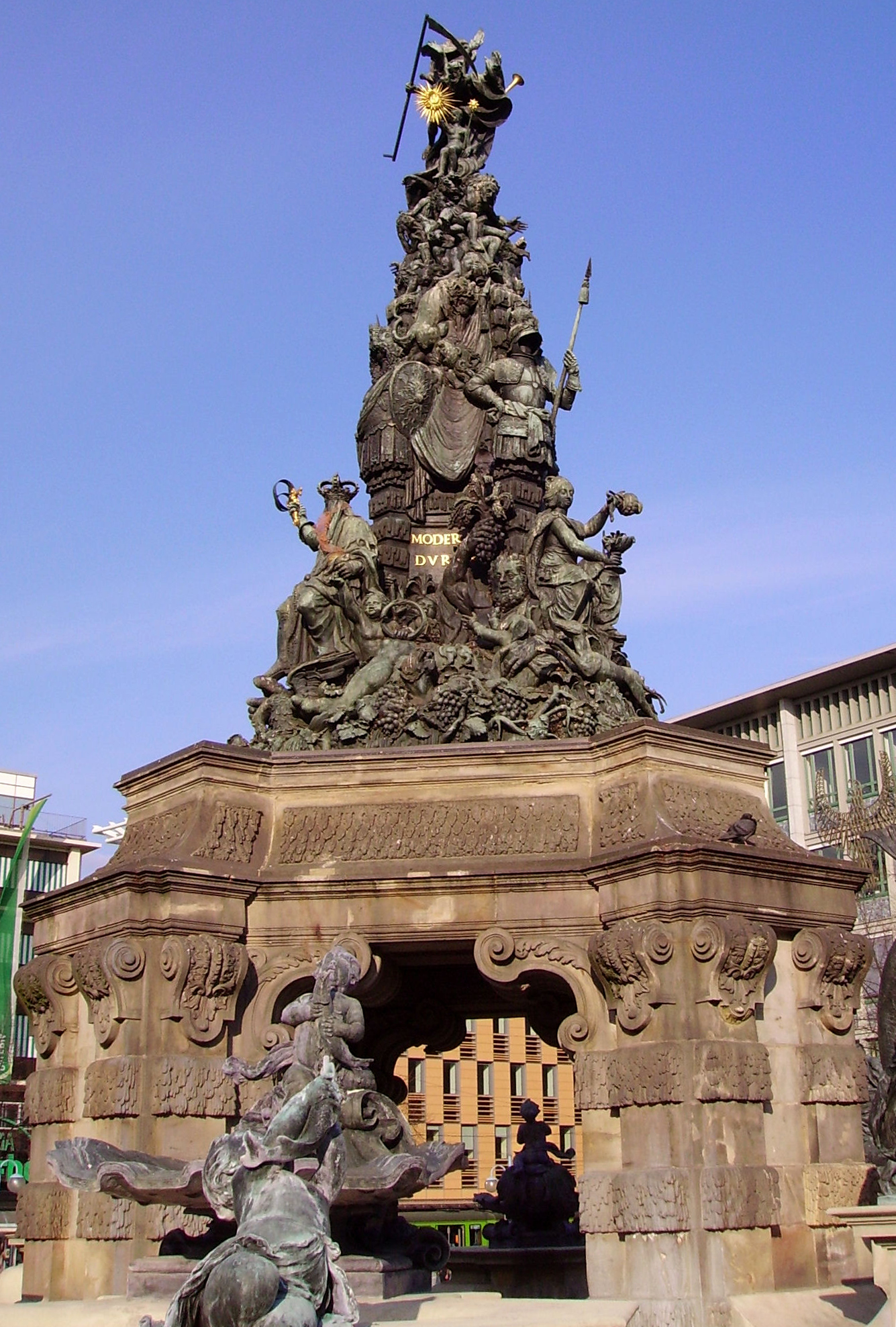
Grupello-Pyramide
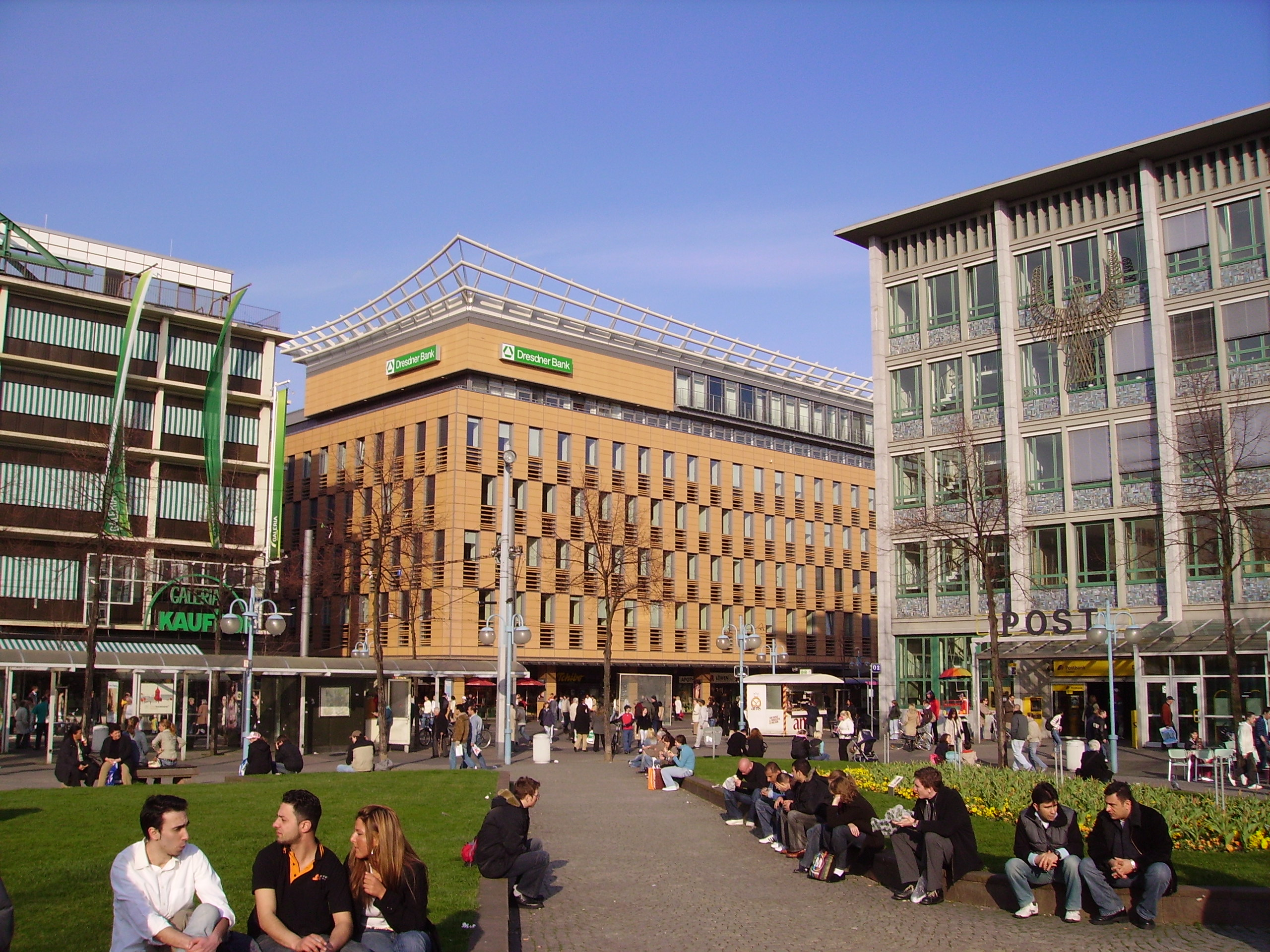
Paradeplatz und Planken

| Bis 1733/ 1735 | 1735 – 1774 | 1774 Karg | 1774 – 1794 | 1794 – 1811 | 1811 – 1850 | 1850 – 1870 | 1870 – heute | Anmerkungen |
| -------------- | ----------- | --------- | ----------- | ----------- | ----------- | ----------- | ------------ | --- |
| D              | 21          | –         | –           | D 7         | O 1         | O 1         | O 1          | Der Mannheimer Paradeplatz nimmt eine zentrale Stelle in der Stadt ein. Er hat seinen Namen von der historischen Tatsache, dass er zu Zeiten der Kurfürsten für Truppenaufmärsche genutzt wurde. Auf der Mitte des Platzes steht die im Jahr 1743 aufgestellte Grupello-Pyramide, die ursprünglich im Düsseldorfer Schlossgarten und 1711 von Gabriel Grupello für den Kurfürsten Johann Wilhelm geschaffen wurde. Die Bronzepyramide hat den Namen Allegorie der herrscherlichen Tugenden und stellt den Triumph der fürstlichen Tugenden dar. Der Paradeplatz war nach dem Zweiten Weltkrieg eine brach liegende Fläche und wurde einschließlich Brunnen erst Anfang der 1990er Jahre im Erscheinungsbild der Jahrhundertwende rekonstruiert. |
| C              | 16          | 13        | 13          | D 8         | O 2         | O 2         | O 2          | Gleich an den Paradeplatz schließt sich in O 2, 1–10 das Postamt an, das bei seiner Einweihung im Jahr 1957 als ein Bauwerk „der Sachlichkeit, aber auch beschwingten Fröhlichkeit“ gelobt wurde. Die im Zweiten Weltkrieg zerstörte alte Post von 1880 bis 1882 war ein Neurenaissancebau, der den nördlichen Teil des Quadrats O 2 einnahm, mit der Hauptfassade an den Planken. Der Neubau nimmt das gesamte Quadrat O 2 ein und ist zum Paradeplatz hin ausgerichtet. |
| B              | 13          | 14        | 14          | D 9         | O 3         | O 3         | O 3          | In O 3, 6–7 stand das im Zweiten Weltkrieg zerstörte Warenhaus Hirschland, das 1914–1917 von Albert Friedrich Speer sen. als Eisenbetonbau so konstruiert worden war, dass die 800 Quadratmeter große und 7,5 Meter hohe Verkaufshalle im Erdgeschoss ohne Innenstützen ausgeführt werden konnte. An den Planken in O 3, 10 befand sich die Instrumenten- und Musikalienhandlung von Karl Ferdinand Heckel, dessen Sohn, Emil Heckel, gründete als glühender Wagner-Anhänger im Jahr 1871 den ersten Wagnerverein in Deutschland und setzte sich mit hohem Aufwand für die Bayreuther Festspiele ein. |
| A              | 8           | 15        | 15          | D 10        | O 4         | O 4         | O 4          | In O 4, 3 stand das prunkvolle Haus des Architekten Johann Jakob Rischer, das durch seinen üppigen plastischen Schmuckes auffiel. Sein Wohnhaus ging im Jahr 1763 an den Hofkammerrat Wrede über und stand bis zum Jahr 1905. In O 4, 5 befindet sich das Eiscafé, aus dem die Erfindung des Spaghettieises stammt. |
| XI             | 6           | 16        | 16          | D 11        | O 5         | O 5         | O 5          | Beim Umbau des Verkaufshauses der Bekleidungsfirma Engelhorn & Sturm, das 1902–1903 in O 5, 4–5, einem Eckgrundstück an den Planken errichtet worden war, wurde die Fassade in den Jahren 1927–1928 vollständig von ihrem historistischen Dekor befreit und der Helm des Erkers beseitigt. Die von Bauschmuck befreiten Wände boten neue Möglichkeiten für Werbeaufschriften, so dass die Werbung als gestaltendes Element immer mehr in den Vordergrund rückte. Der Platz auf dem südlichen Teil der Quadrate O 5 und O 6 hat die Bezeichnung „Kapuzinerplanken“. |
| II             | 1           | 17        | 17          | D 12        | O 6         | O 6         | O 6          | Zwischen O 6 und O 7, damals noch außerhalb der Stadt, wurde im Jahr 1820 das Schafott errichtet, auf dem Karl Ludwig Sand enthauptet wurde, der am 23. März 1819 in A 2 den russischen Staatsrat August von Kotzebue ermordet hatte. In O 6, 3 fällt die Aluminiumfassade des ehemaligen Teppichhauses Engelhardt auf, die bei der Einweihung als „eleganter Akzent an den Planken“ gewürdigt wurde. Heute ist sie ein Beispiel der Fassadenkunst der 1960er Jahre. In O 6, 7 steht das Geschäftshaus Wempe. Der Platz auf dem südlichen Teil der Quadrate O 5 und O 6 hat die Bezeichnung „Kapuzinerplanken“. |
| –              | –           | –         | –           | –           | –           | O 7         | O 7          | |

## Von den Planken bis zum Neckar (rechts)
Die Quadrate zwischen den Planken und dem Neckar (rechts) bilden als nordöstlicher Innenstadt-Quadrant den Stadtbezirk Östliche Unterstadt (P–U).

### P-Quadrate
Vor den P-Quadraten verlaufen die Mannheimer Planken, die Haupteinkaufsstraße Mannheims.
Die Straße zwischen P und Q hat den inoffiziellen Namen „Fressgasse“ und hieß früher Pfälzer Straße.

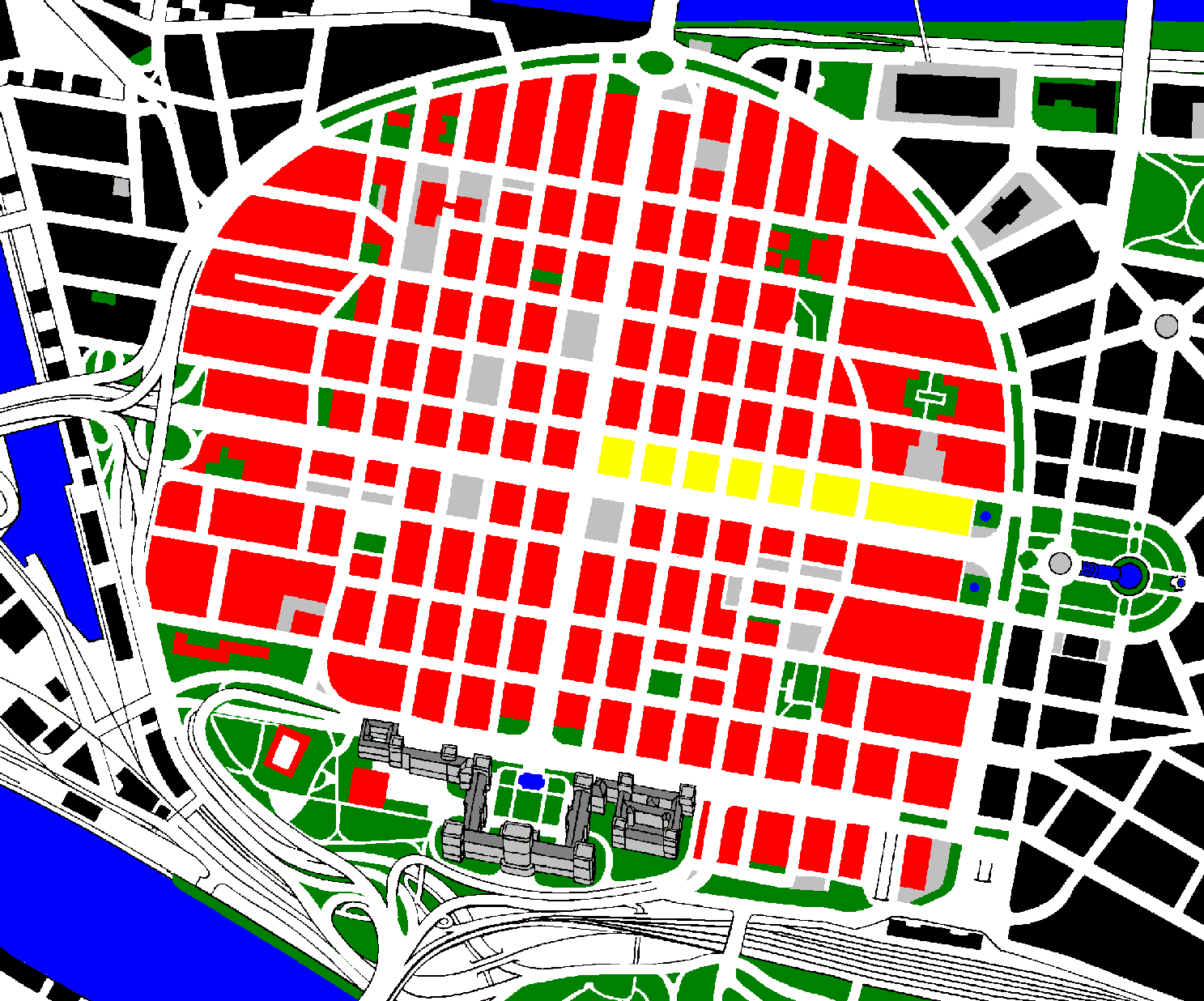
P-Quadrate (gelb)
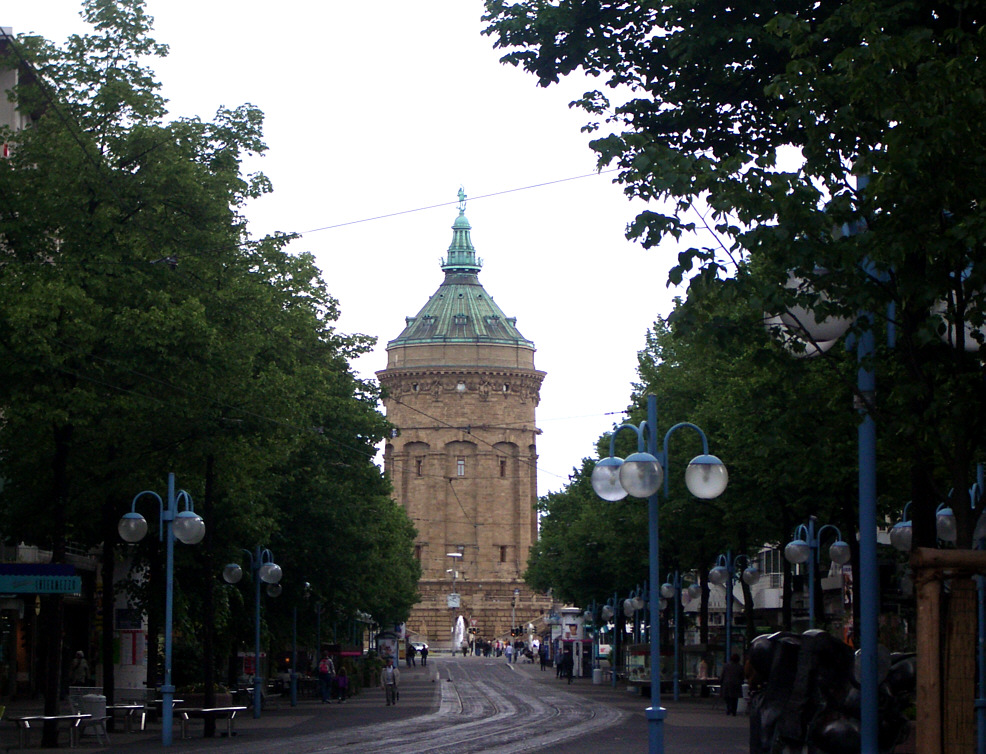
Blick auf den Wasserturm
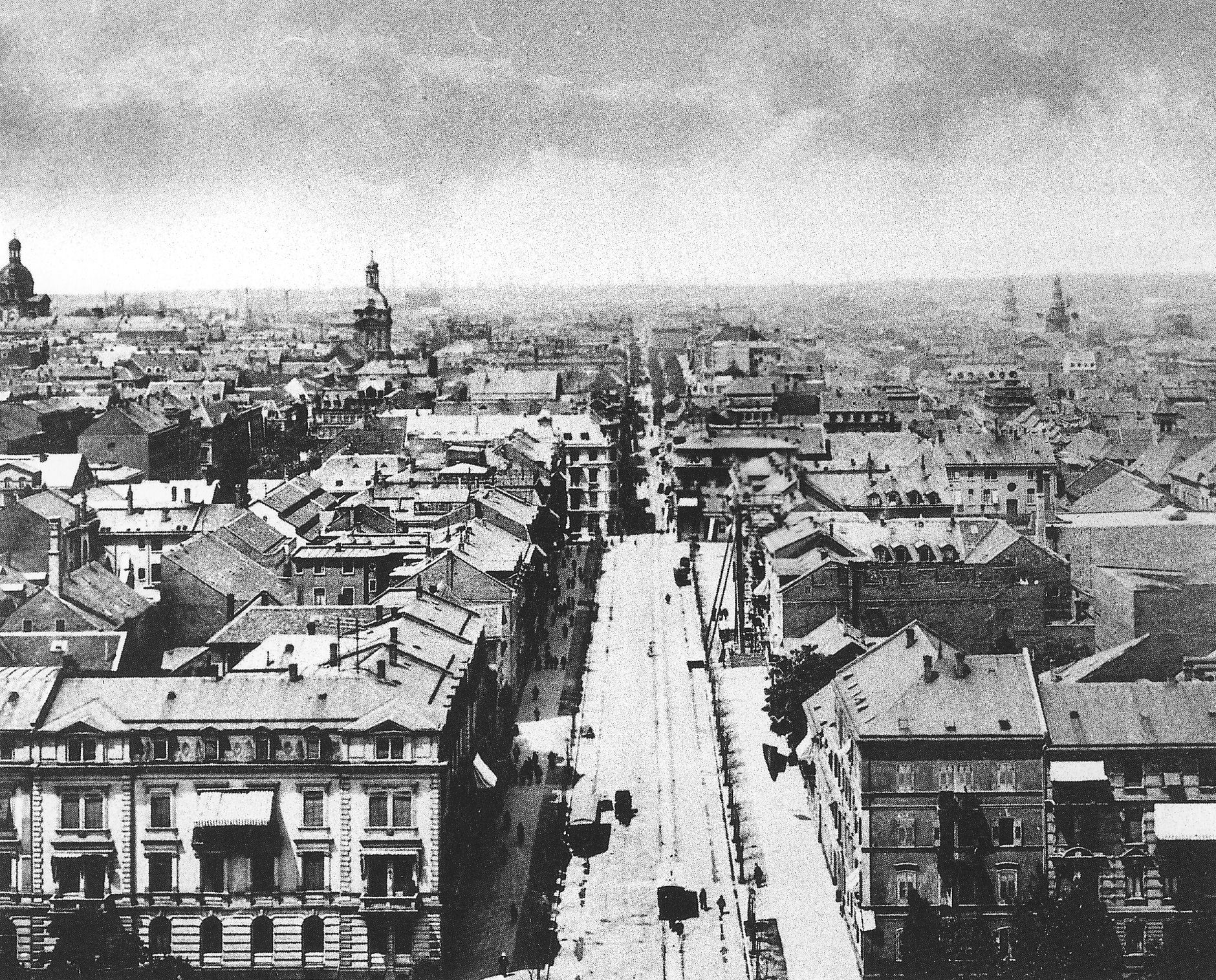
Planken vor dem Plankendurchbruch
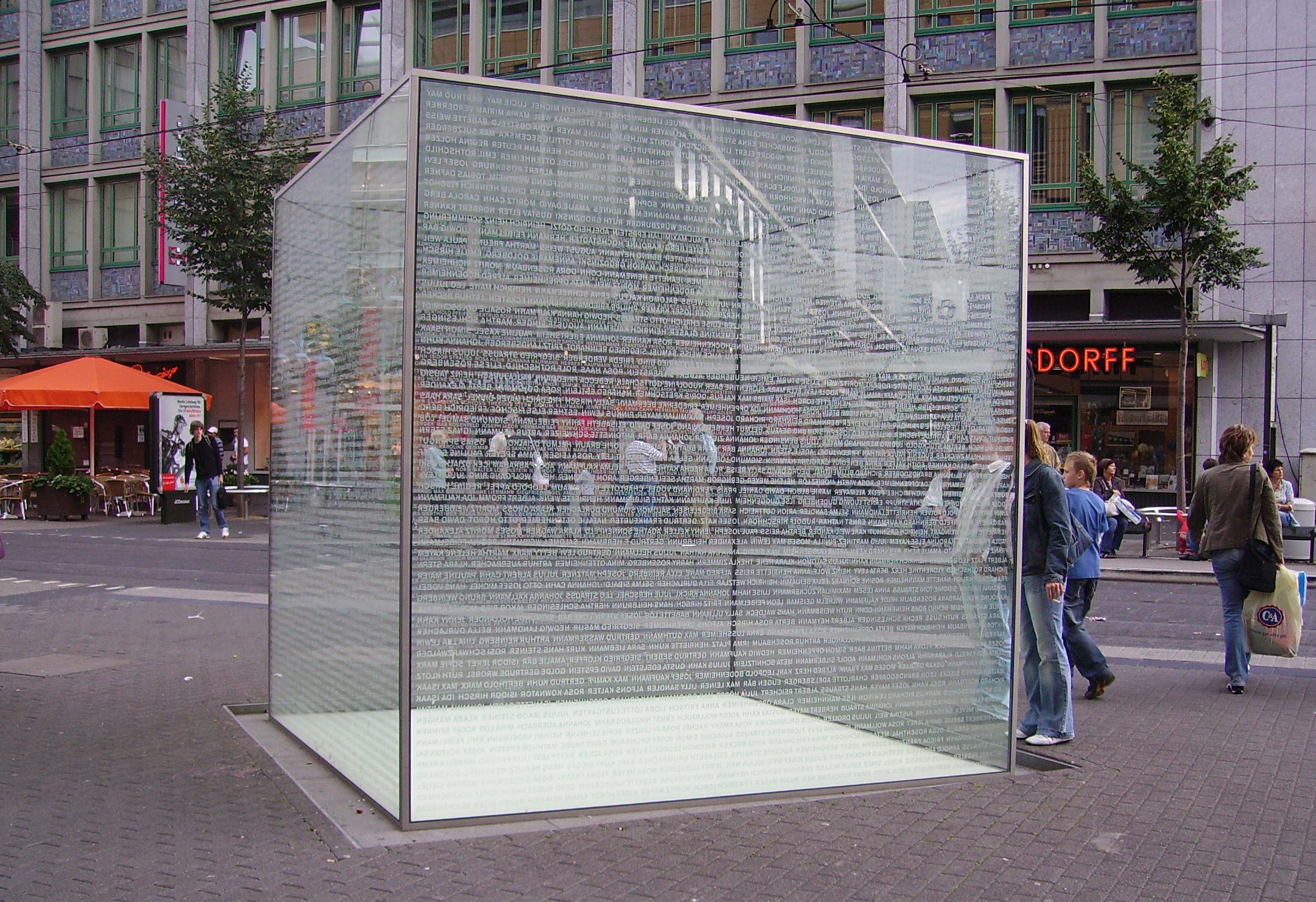
Gedenkskulptur Glaskubus vor P 2

| Bis 1733/ 1735 | 1735 – 1774 | 1774 Karg | 1774 – 1794 | 1794 – 1811 | 1811 – 1850 | 1850 – 1870 | 1870 – heute | Anmerkungen |
| -------------- | ----------- | --------- | ----------- | ----------- | ----------- | ----------- | ------------ | --- |
| XXXI           | 20          | 7         | 7           | E 8         | P 1         | P 1         | P 1          | In P 1, 10, an der Stelle, an der heute der Kaufhof steht, befand sich früher das Kaufhaus Schmoller, das von jüdischen Kaufleuten gegründet worden war. Nach Erweiterungen 1911 und 1927 wurde 1938 die Firma arisiert, und hieß ab da Ernst Vollmer & Co. Nach dem Krieg ab 1953 als Anker Kaufstätte (Tochterfirma des Kaufhof) betrieben, 1968 Umbenennung in Kaufhof. |
| XXII           | 17          | 8         | 8           | E 9         | P 2         | P 2         | P 2          | Auf den Planken vor P 2 steht in Form eines durchsichtigen Würfels eine Gedenkskulptur für die jüdischen Opfer des Nationalsozialismus in Mannheim, die der Freiburger Künstler Jochen Kitzbihler gestaltete. |
| XXI            | 12          | 9         | 9           | E 10        | P 3         | P 3         | P 3          | Neben der Dresdner Bank befand sich hier nach 1945 die Kriegsruine einer weiteren Bank: Die Commerz- und Privatbank AG Hamburg-Berlin. Der Neubau in P 3, 1–2 galt als Vorbild eines modernen Geschäftshauses. Das sechsgeschossige kubische Gebäude bringe Sachlichkeit und Funktionalität zum Ausdruck, besitze aber dennoch einen repräsentativen Anspruch, was sich bereits daran zeigt, dass es mit Travertin verkleidet ist. |
| XII            | 9           | 10        | 10          | E 11        | P 4         | P 4         | P 4          | An P 4 befand sich der Plankenabschluss, an dem der Gehweg auf einer Länge von dreißig Metern durch die Arkaden überbaut wurde. Seit 1921 befand sich in P 4, 4–6 der Mannheimer Hauptsitz des Allgemeinen deutschen Gewerkschaftsbundes. Die Besetzung des Gebäudes 1933 symbolisiert die Zerschlagung der Mannheimer Gewerkschaftsbewegung durch die Nationalsozialisten. In der Nummer 13 befand sich zudem in den frühen 1990er Jahren der Breakbeat-Pionierclub Milk!. Heute ist P4, 4 vor allem in der studentischen Clubszene als Hotspot für Undergroundpartys bekannt.                                             |
| X              | 5           | 11        | 11          | E 12        | P 5         | P 5         | P 5          | Die Verbreiterung der Planken in den 1930er Jahren gab Anlass zu einem wichtigen Neubauprojekt. In P 5, 1–4 stand das „DeFaKa“. Um den Ausbau der Geschäftsstraße zu fördern, beschloss die Stadt, in den frei gewordenen Quadraten P 5 und P 6 ein Kaufhaus als Niederlassung des Deutschen Familienkaufhauses und ein Bürogebäude mit einer Einkaufspassage zu errichten. Der Gebäudekomplex in P 5 fällt dadurch auf, dass seine Südwestecke durch einen in die Straße vorgezogenen und um ein Geschoss erhöhten Baukörper betont ist. Dies ist ein Hinweis auf jene Stelle, an der die „engen Planken“ ehemals endeten. |
| III            | 2           | 12        | 12          | E 13        | P 6         | P 6         | P 6          | Die Quadrate P 5 und P 6 ragten in die Straße hinein und bildeten bis in die 1930er Jahre die „engen Planken“. Der Plankenhof in P 6 ist ein strenger kubischer Bau, der durch den Plankendurchbruch im Jahr 1936 entstand. Der Ankauf des Eckhauses P 6, 20 wurde 1911 mit der Begründung abgelehnt, der Plankendurchbruch sei „privater Initiative zu überlassen“. |
| –              | –           | –         | –           | –           | –           | P 7         | P 7          | In P 7, 5–7 zwischen den Planken und der Fressgasse wurde in den Jahren 1955–1957 die ÖVA-Passage eingerichtet. Sie erhielt ihren Namen von dem ehemaligen Verwaltungshaus der Öffentlichen Versicherungsanstalt der Badischen Sparkassen (ÖVA, heute: SV Sparkassenversicherung Holding). Sie verläuft in zwei Armen, die in einer Kurve durch das Gebäude leiten und sich an der Fressgasse treffen. Eine weitere Passage zwischen Planken und Fressgasse ist die Kurfürsten-Passage in P 7, 24. |

### Q-Quadrate

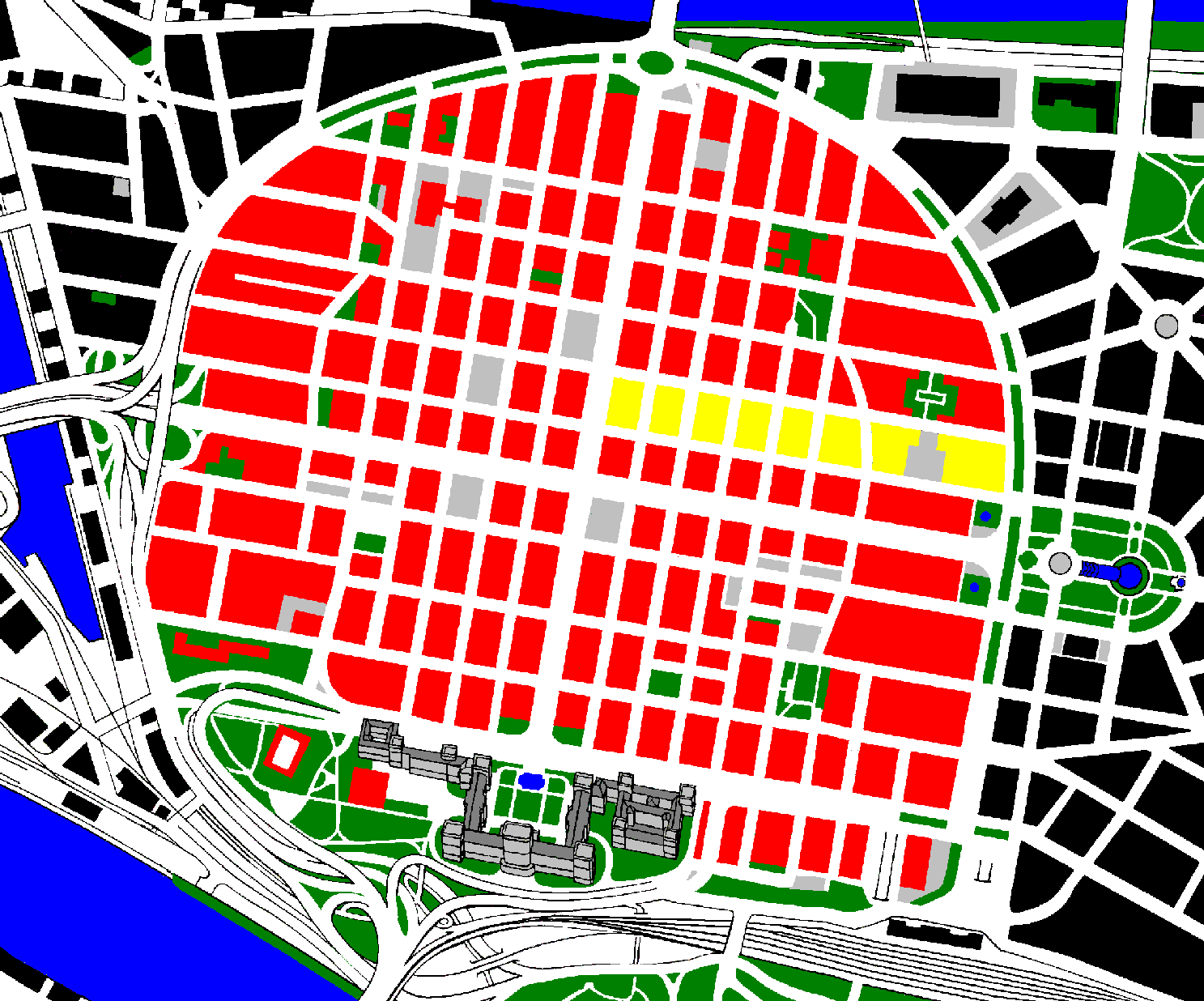
Q-Quadrate (gelb)
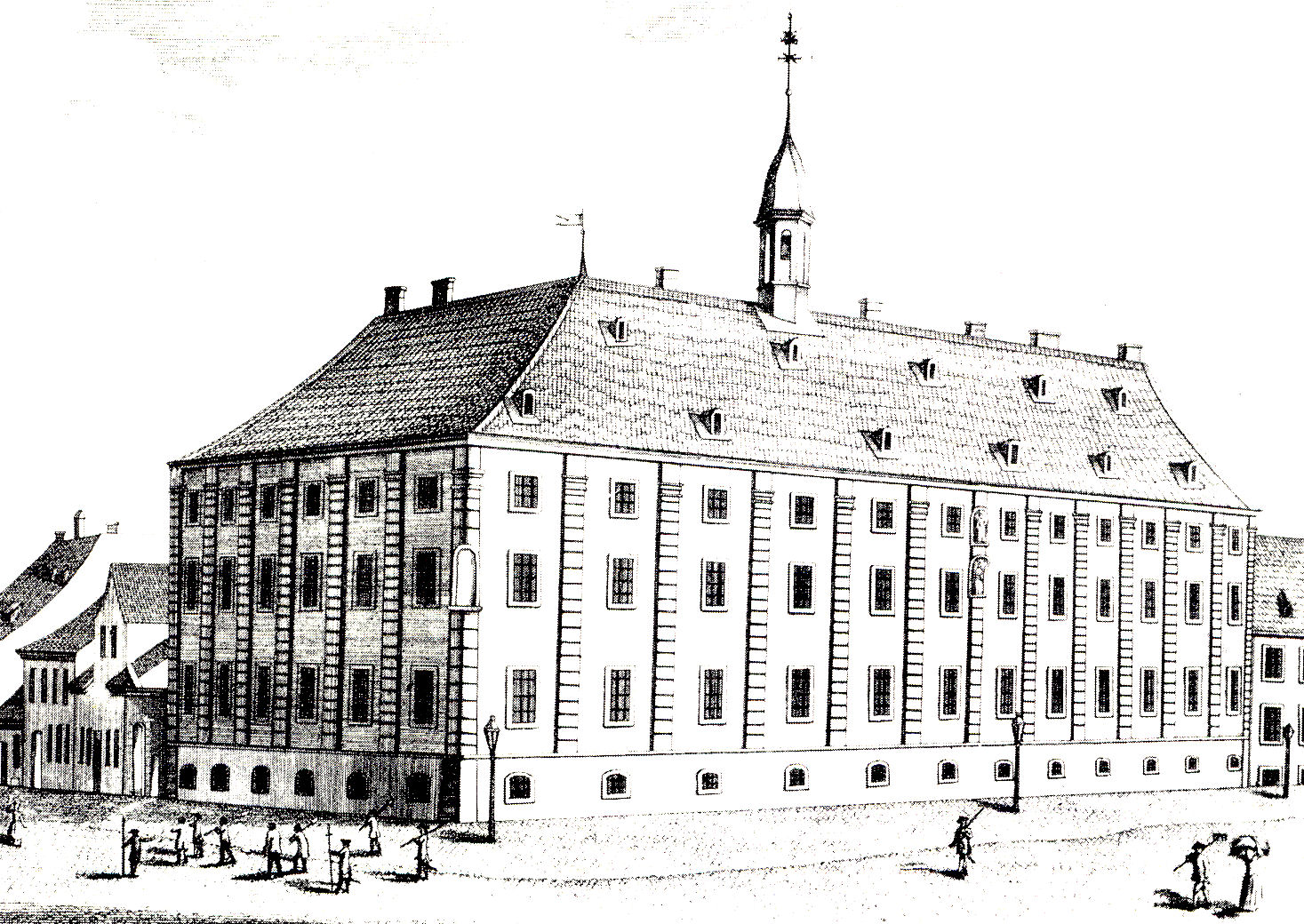
Zucht-, Irren- und Waisenhaus
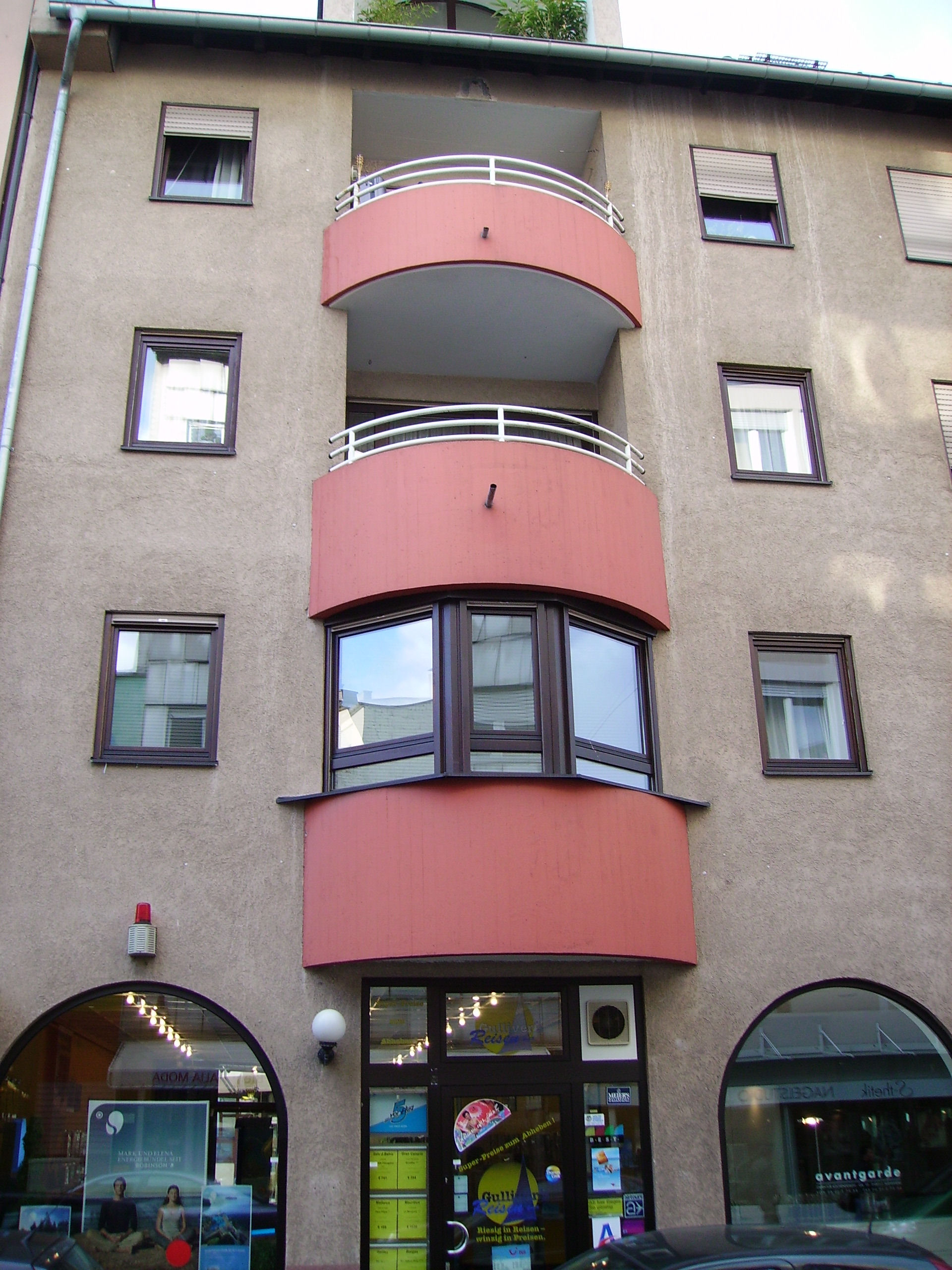
Q 4, 11

| Bis 1733/ 1735 | 1735 – 1774 | 1774 Karg | 1774 – 1794 | 1794 – 1811 | 1811 – 1850 | 1850 – 1870 | 1870 – heute | Anmerkungen |
| -------------- | ----------- | --------- | ----------- | ----------- | ----------- | ----------- | ------------ | --- |
| XXX            | 19          | 1         | 1           | F 8         | Q 1         | Q 1         | Q 1          | |
| XXIII          | 18          | 2         | 2           | F 9         | Q 2         | Q 2         | Q 2          | In einem Bericht über die Novemberpogrome 1938 schreibt die Mannheimer Lokalpresse am 9. November 1938: „Als gestern abend durch die Rundfunknachrichten bekannt wurde, daß das Befinden des von einem jüdischen Mordbuben überfallenen deutschen Legationssekretärs weiterhin ernst sei, kam es vor der Mannheimer ‚Mauschelzentrale‘ in Q 2, zu Ansammlungen empörter deutscher Volksgenossen gegen die systematischen Anschläge dieses internationalen Gesindels auf deutsche Männer im Ausland. Als sich am Eingang des Lokals einige Hebräer provozierend und frech dagegen aufführten, kam es durch einen spazierstockfuchtelnden Juden, der eine drohende Haltung einnahm, zu Schlägereien. Da außerdem noch weiterer Zuzug aus der Wirtschaft zu erwarten war und sich dabei leicht ein unnötiger Lärm entwickeln konnte, der die Uebertragung der Führerrede, die aus einer Wohnung des Quadrates Q 3 auf die Straße gegeben wurde, gestört hätte, wurde kurzerhand das Lokal geräumt.“ – Zitiert nach einem Faksimile in: Sich erinnern. Reichspogrom November 1938 in Mannheim. Mannheim 1988 |
| XX             | 11          | 3         | 3           | F 10        | Q 3         | Q 3         | Q 3          | |
| XIII           | 10          | 4         | 4           | F 11        | Q 4         | Q 4         | Q 4          | In Q 4, 11 wurde im Jahr 1776 die Brauerei Habereckl gegründet, die 1933 hier einen neuen Lagerkeller mit einem Fassungsvermögen von 4.000 Hektolitern baute und 1936–1937 ein neues neue Sudhaus im Innenhof errichtete, der auf Grund der beengten Grundstücksverhältnisse als 42 Meter hoher Turm ausgeführt wurde. Dieser Habereckl-Turm wurde im Jahr 1984 abgerissen, nachdem die Brauerei zwei Jahre zuvor von Binding übernommen und die Produktion in Mannheim eingestellt worden war. |
| IX             | 4           | 5         | 5           | F 12        | Q 5         | Q 5         | Q 5          | |
| IV             | 3           | 6         | 6           | F 13        | Q 6         | Q 6         | Q 6          | In Q 6 lag das Landesgefängnis, das 1749 unter Kurfürst Karl Theodor als Mannheimer Zucht-, Irren- und Waisenhaus gegründet wurde. In diesem Gefängnis waren nicht nur Verbrecher, sondern auch Geisteskranke und Waisen eingesperrt. Über die Bedingungen in der Umgebung schrieb der damalige Zuchthausarzt F. A. Mai: „Das hiesige Zucht- und Waisenhaus liegt in einer Nachbarschaft, welche sehr wenig für die Gesundheit der Inwohner verspricht. Gegen Sonnenuntergang duften die stinkenden Stadtgräben und ein sehr bevölkerter Gottesacker allerliebste Düfte aus. Hier sind die Arbeits-, Schlaf- und Krankenzimmer angebracht. Gegen Mitternacht und Sonnenuntergang sind zahlreiche Mistgruben und Schweineställe angebauet, welche natürlich den umliegenden Dunstkreis sehr verbessern. Der einzige Ort, wo noch von Mittag frische Luft zudringen konnte, wurde verwichenen Sommer mit einem sehr hohen Scheunenbau zugebaut, damit ja keine frische Luft in diesen Kerker einwehen möge.“ Die Bebauung von Q 6 insgesamt sowie angrenzende, weite Teile von Q 7 wurden 2012/2013 abgerissen, um einer als „Stadtquartier Q 6 Q 7“ bezeichneten Shoppingmall zu weichen, die im Herbst 2016 eröffnet wurde. |
| –              | 24          | –         | –           | –           | –           | Q 7         | Q 7          | In Q 7, 10 befand sich das kleine Elisabethbad, ein Volksbad mit Schwimmbassin. Es war eines von sechs Volksbädern, die die Stadt Mannheim als Wohlfahrtseinrichtungen für die Arbeiterbevölkerung eingerichtet hatte. |

### R-Quadrate

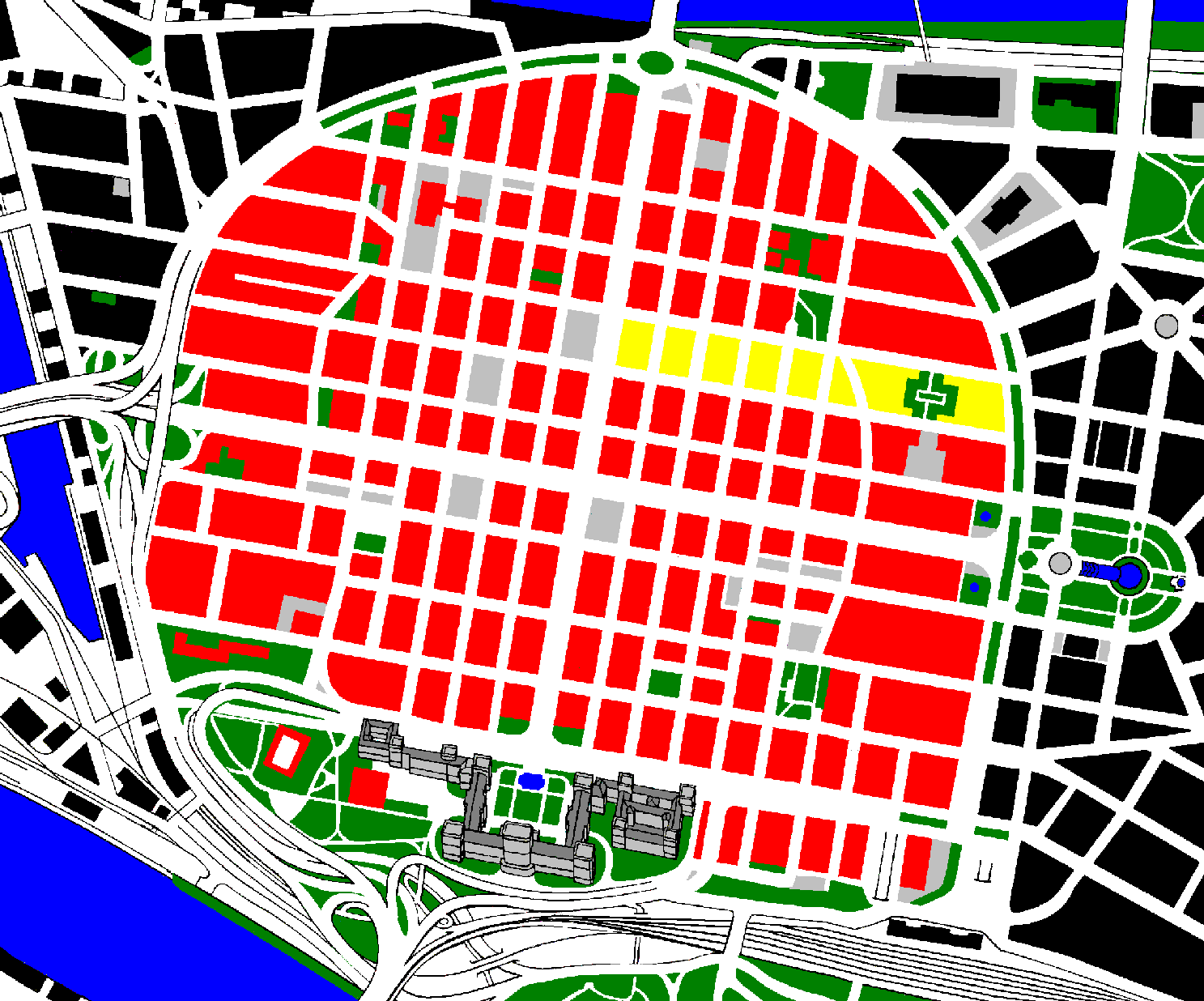
R-Quadrate (gelb)
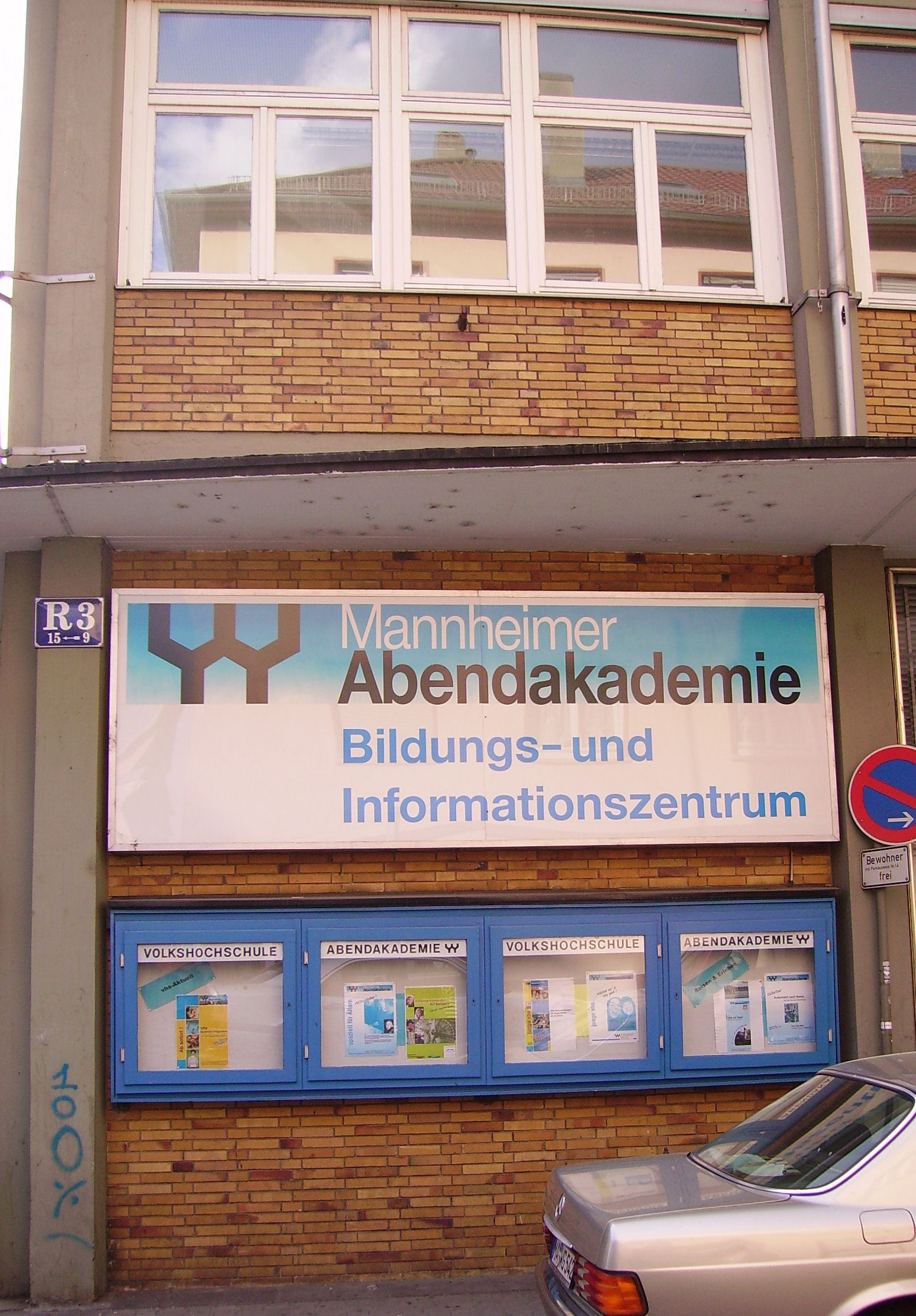
Ehemalige Mannheimer Abendakademie in R 3
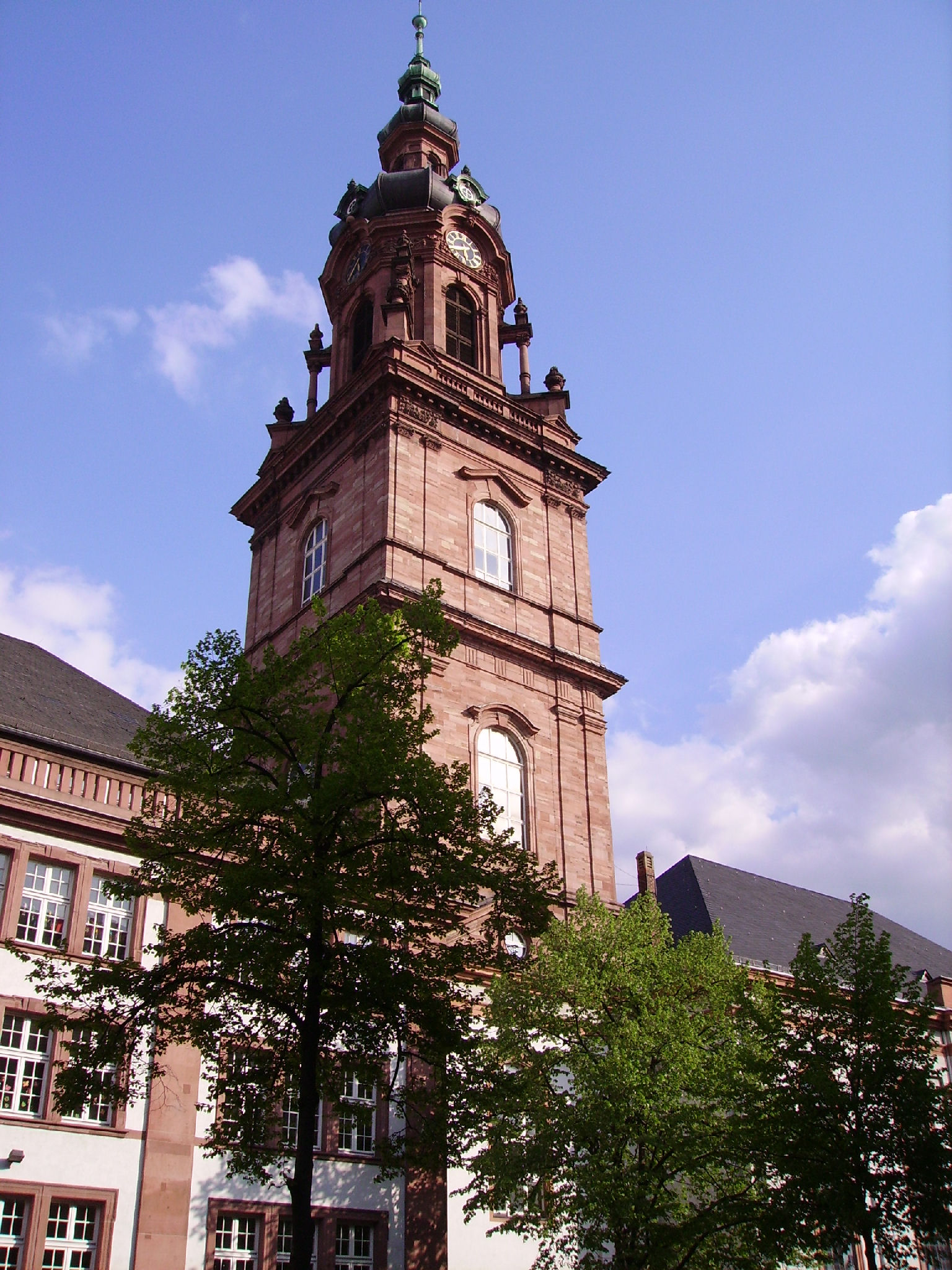
Mittelturm der Konkordienkirche
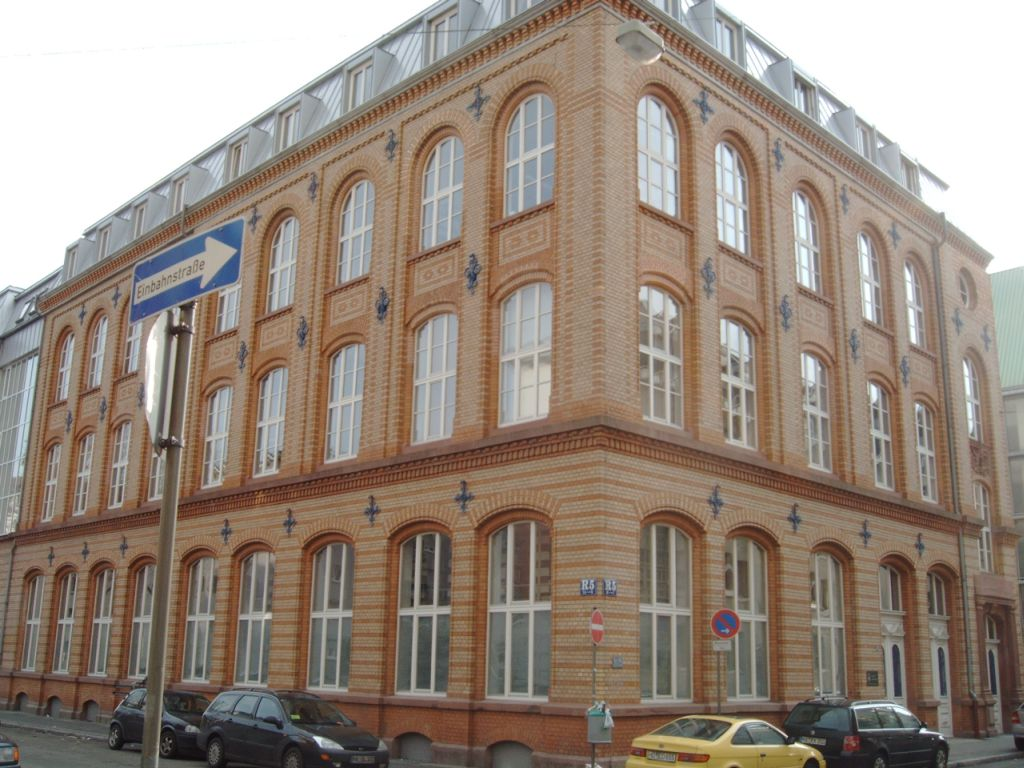
Leibniz-Institut für Deutsche Sprache

| Bis 1733/ 1735 | 1735 – 1774 | 1774 Karg | 1774 – 1794 | 1794 – 1811 | 1811 – 1850 | 1850 – 1870 | 1870 – heute | Anmerkungen |
| -------------- | ----------- | --------- | ----------- | ----------- | ----------- | ----------- | ------------ | --- |
| XXIX           | 42          | 31        | 22          | G 7         | R 1         | R 1         | R 1          | Im Haus R 1, 1, dem so genannten Casino-Gebäude zog am 14. November 1720 Kurfürst Karl Philipp ein, nachdem er Heidelberg verlassen und die Residenz nach Mannheim verlegt hatte. In diesem Haus wohnte auch am 6. August 1730 der Preußenkönig Friedrich Wilhelm I. mit seinem Sohn, dem späteren Friedrich den Großen. Kurz zuvor hatte dem König ein Page von dem am Tag zuvor versuchten Fluchtversuch des Kronprinzen berichtet. Nachfolgebau des im Zweiten Weltkrieg zerstörten klassizistischen Palais Bassermann in R 1, 4–6 wurde im Jahr 1958 das Verlagsgebäude des Mannheimer Morgen mit einer weißen Lochfassade, die in Kontrast zur historischen Bebauung steht. |
| XXIV           | 36          | –         | –           | G 8         | R 2         | R 2         | R 2          | In R 2, 1–2 steht die Konkordienkirche, eine ehemalige Doppelkirche mit Mittelturmfassade, deren zweite Hälfte heute die Mozart-Schule einnimmt. |
| XIX            | 35          | 32        | 23          | G 9         | R 3         | R 3         | R 3          | In R 3, 13–15 befand sich bis zu ihrem Umzug nach U 1 im Jahr 2009 die Mannheimer Abendakademie. |
| XIV            | 29          | 33        | 24          | G 10        | R 4         | R 4         | R 4          | |
| VIII           | 28          | 34        | 25          | G 11        | R 5         | R 5         | R 5          | In R 5, 6–13 befindet sich das Leibniz-Institut für Deutsche Sprache (IDS). Das Institut für Deutsche Sprache ist eine Stiftung des bürgerlichen Rechts, die sich der Sprachforschung widmet. Ziel ist es, die deutsche Sprache in ihrem gegenwärtigen Gebrauch und in ihrer neueren Geschichte wissenschaftlich zu erforschen und zu dokumentieren. In das heutige Gebäude wurden beim Neubau zu Beginn der 1990er Jahre die damals noch erhaltenen Teile des Allgemeine Krankenhauses integriert. |
| V              | 26          | 35        | 26          | G 12        | R 6         | R 6         | R 6          | Die schräg angelegte Straßen bei R 6 deutet auf den ehemaligen Verlauf der Festungsmauern hin. Hier stößt man bei Bauarbeiten auf Festungsreste. |
| –              | –           | –         | –           | –           | –           | R 7         | R 7          | Einen Teil des Quadrats R 7 nimmt der Lameygarten ein. Der Garten ist benannt nach Andreas Lamey, der zusammen mit Maillot de la Treille eine Bibliothek mit etwa 70.000 Bänden führte, deren Benutzung jedem offen stand. In diesem Quadrat errichteten die Mannheimer Architekten Ferdinand und Heinrich Mündel in den Jahren 1955 bis 1957 im Auftrag des Spar- und Bauvereins Mannheim ein Wohnhochhaus. |

### S-Quadrate

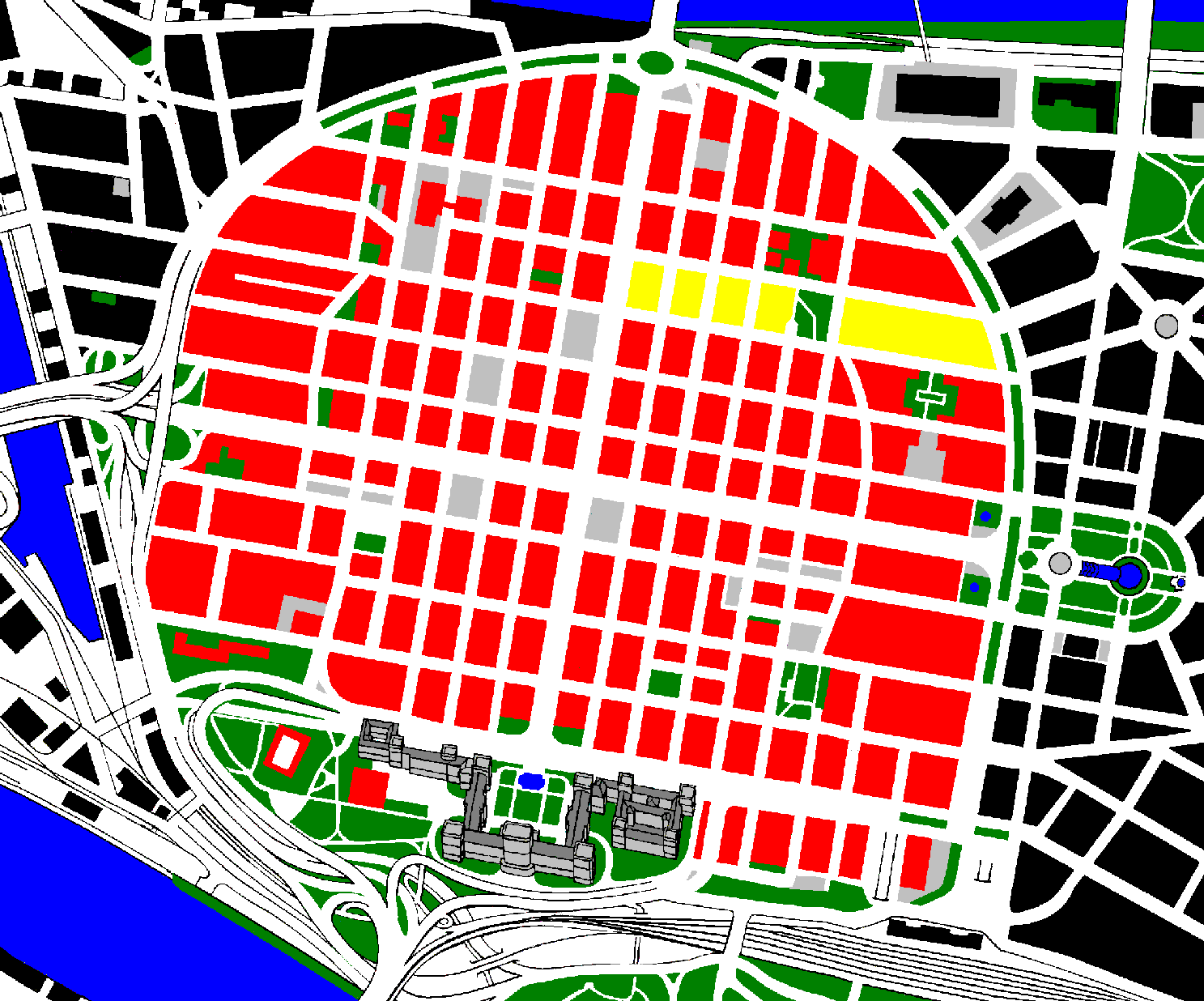
S-Quadrate (gelb)
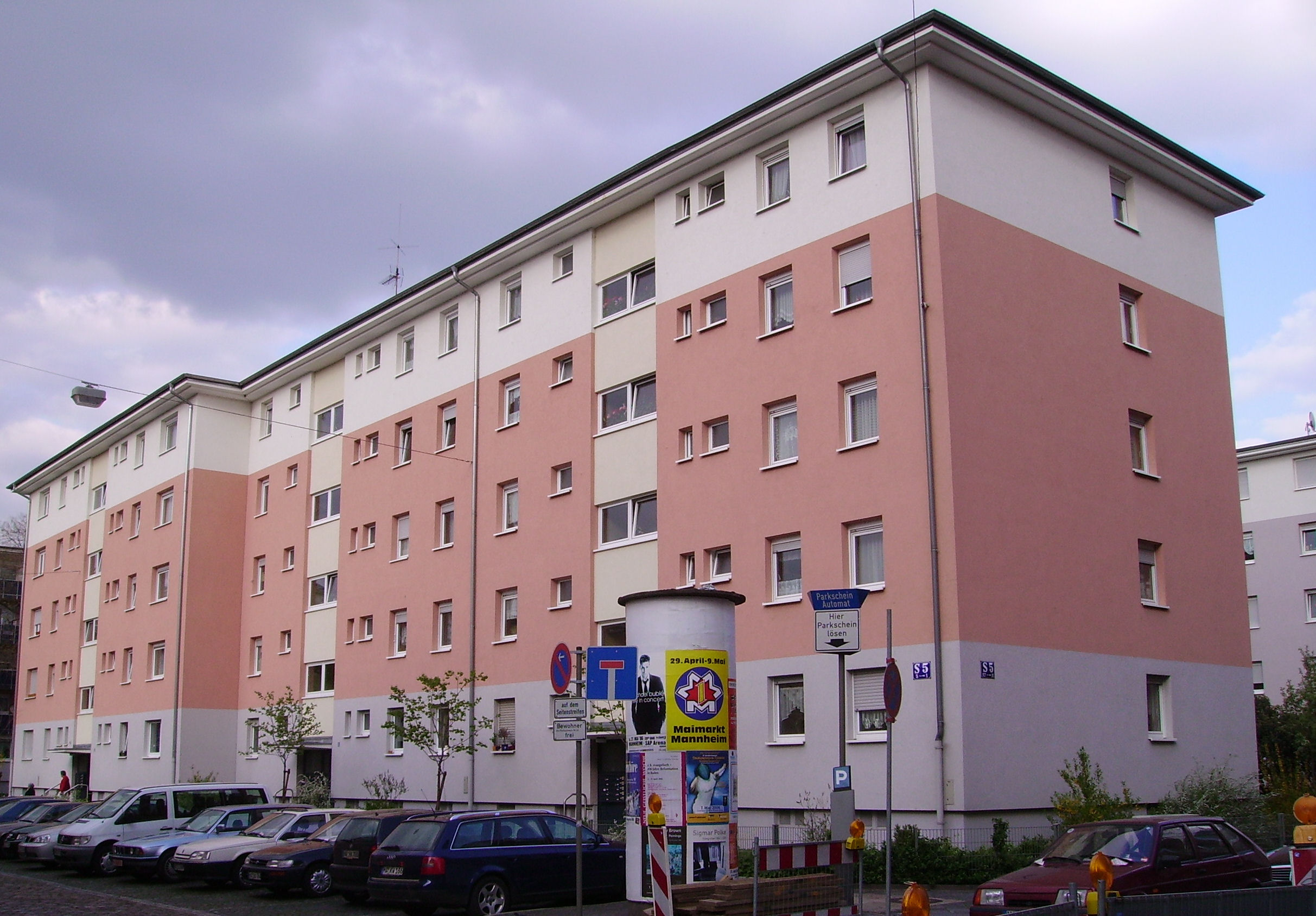
Wohnhäuser in S 5
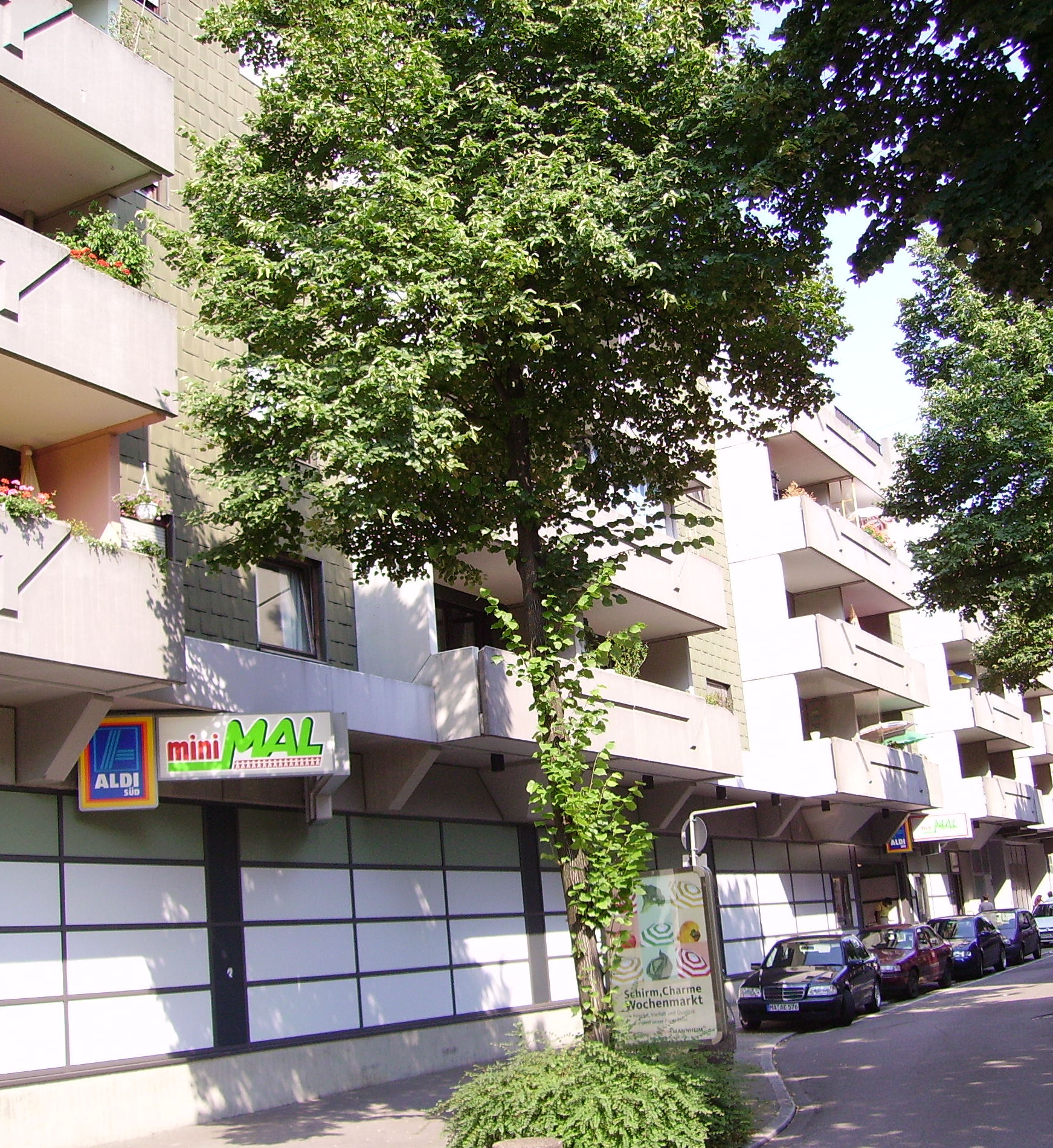
Supermärkte und Wohnhäuser
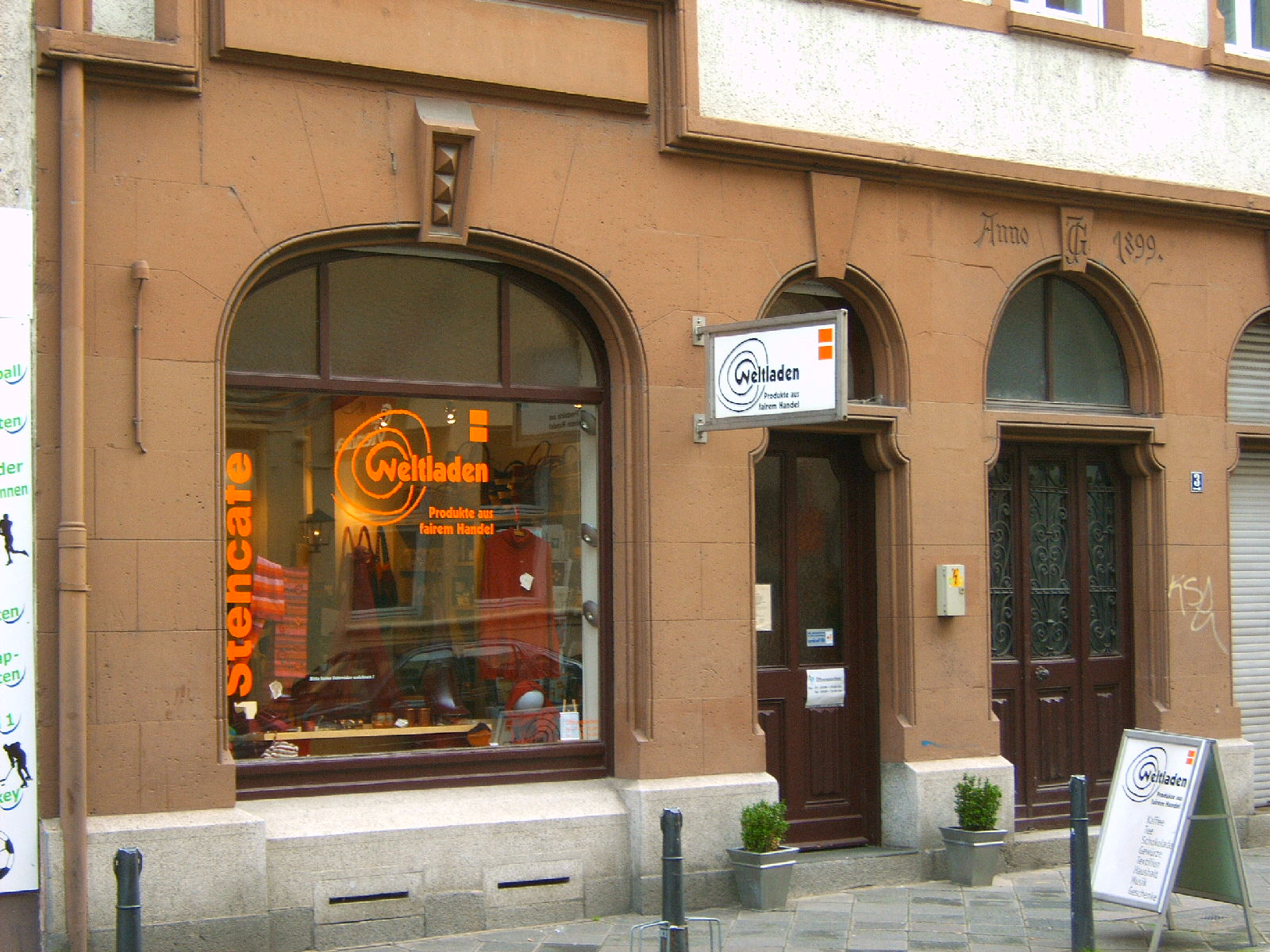
Weltladen in S 2

| Bis 1733/ 1735 | 1735 – 1774 | 1774 Karg | 1774 – 1794 | 1794 – 1811 | 1811 – 1850 | 1850 – 1870 | 1870 – heute | Anmerkungen |
| -------------- | ----------- | --------- | ----------- | ----------- | ----------- | ----------- | ------------ | --- |
| XXVIII         | 41          | 27        | H 7         | H 7         | S 1         | S 1         | S 1          | |
| XXV            | 37          | 28        | H 8         | H 8         | S 2         | S 2         | S 2          | |
| XVIII          | 34          | 29        | H 9         | H 9         | S 3         | S 3         | S 3          | In S 3 befand sich nach der Verlegung aus N 6 das Wöchnerinnen-Asyl, das einen so schlechten Ruf hatte, dass man es „die Höll“ nannte. Aus diesem Wöchnerinnen-Asyl ging nach der Verlegung nach Heidelberg im Jahr 1805 die Frauenklinik der Ruprecht-Karls-Universität Heidelberg hervor. In einer Zweizimmerwohnung in S 3, 10 hatte das 1899 gegründete Mannheimer Arbeitersekretariat seinen Sitz. Es wurde eingerichtet, um der Zersplitterung unter den Gewerkschaften vorzubeugen, denn im Jahr 1904 gab es in der Stadt 41 gewerkschaftliche Berufsorganisationen. 1922 hatte das Ortskartell Mannheim über 40.000 Mitglieder und so zog der Allgemeine Deutsche Gewerkschaftsbund in ein ehemaliges Gasthaus in P 4, 4–5 um. |
| XV             | 30          | 30        | H 10        | H 10        | S 4         | S 4         | S 4          | Die Wohnanlagen der Gemeinnützigen Baugesellschaft in S 4/S 5 entstanden als parallel gestellte Zeilen. 1914 wies die renommierte Fachzeitschrift Deutsche Bauhütte auf mehrere Mannheimer Neubauten hin, darunter auf das von den Architekten Batz & Baumüller entworfene Mietshaus in S 4. Das viergeschossige Gebäude mit seiner Sandsteinfassade galt als Beweis für das Streben der heimischen Baukünstler nach einer guten Gestaltung. |
| VI             | 27          | 36        | –           | H 11        | H 11        | S 5         | S 5          | |
| –              | –           | –         | –           | –           | –           | S 6         | S 6          | |

### T-Quadrate

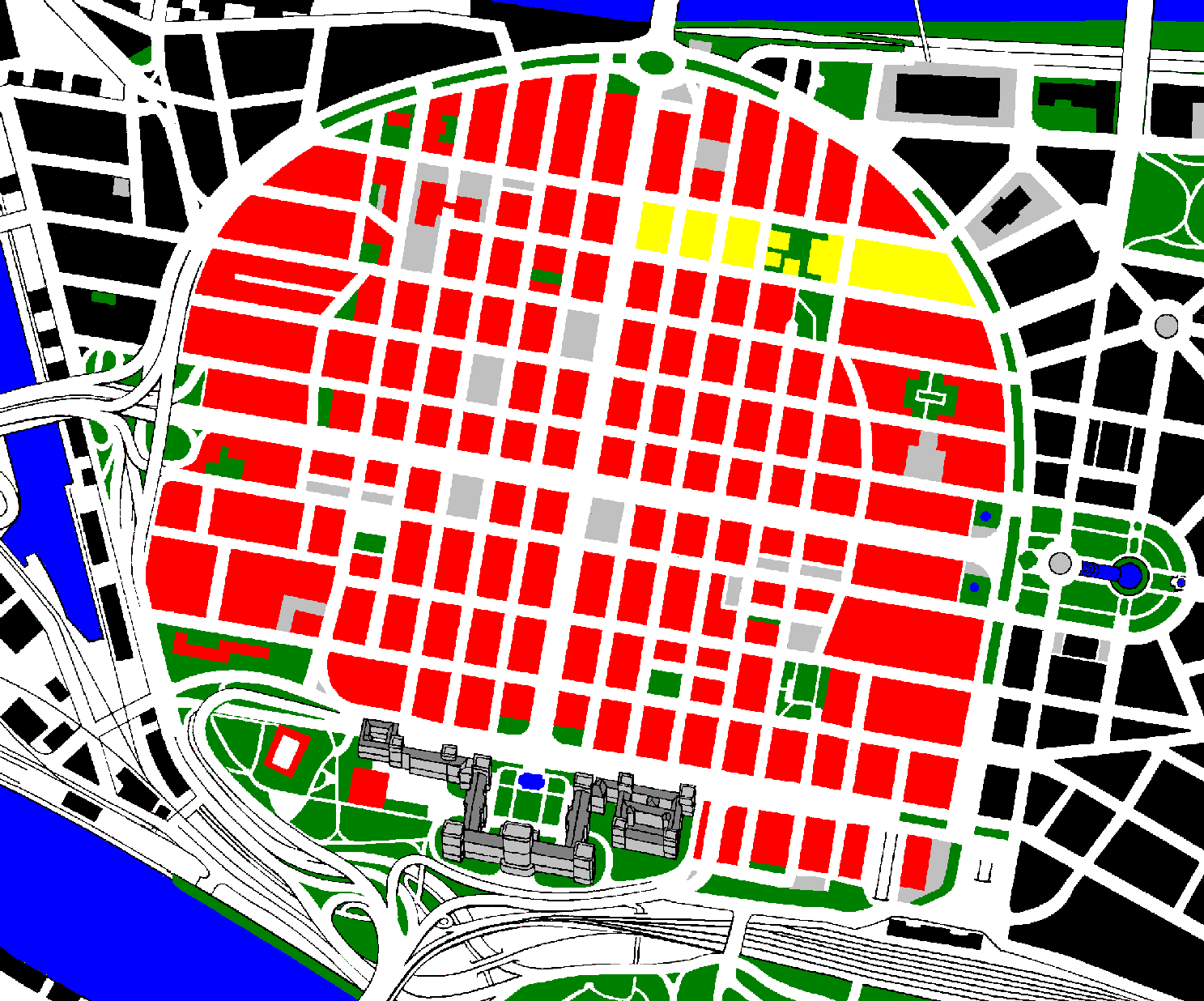
T-Quadrate (gelb)
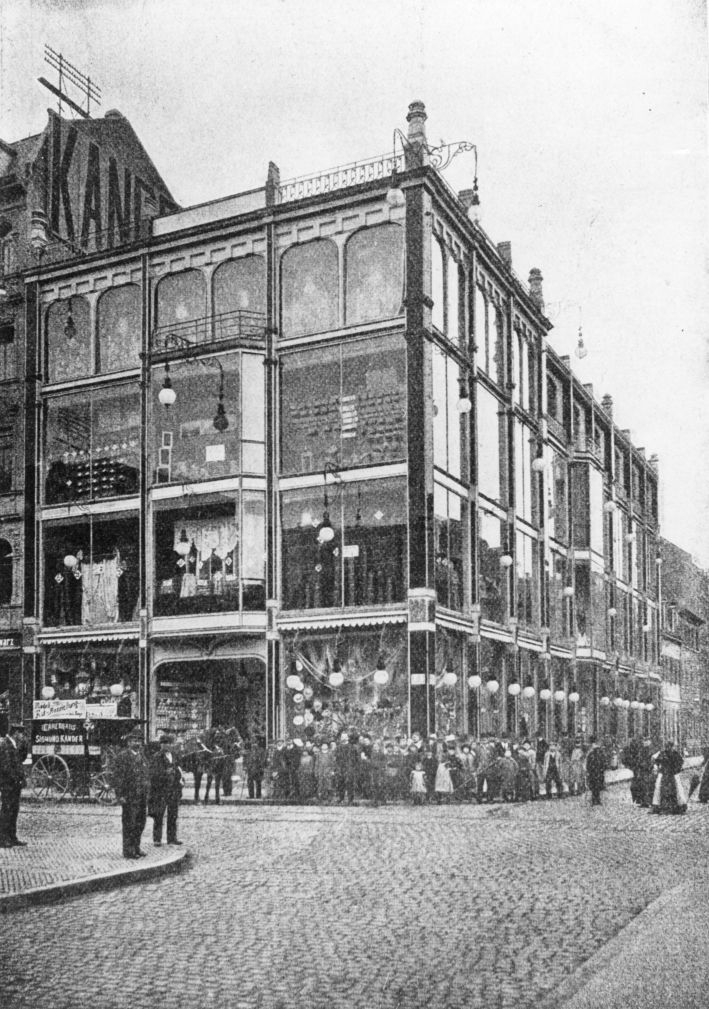
„Glaspalast“
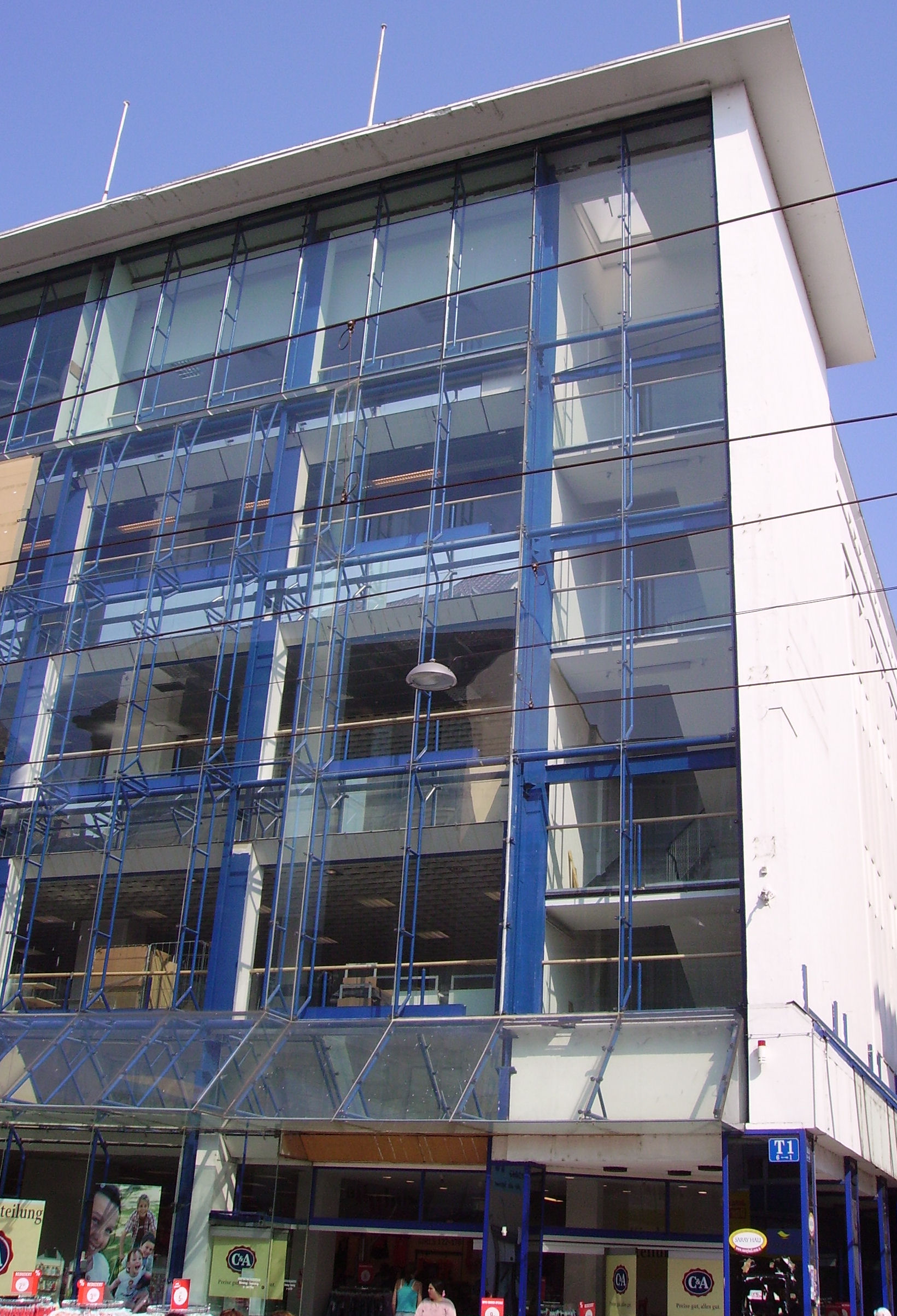
T 1
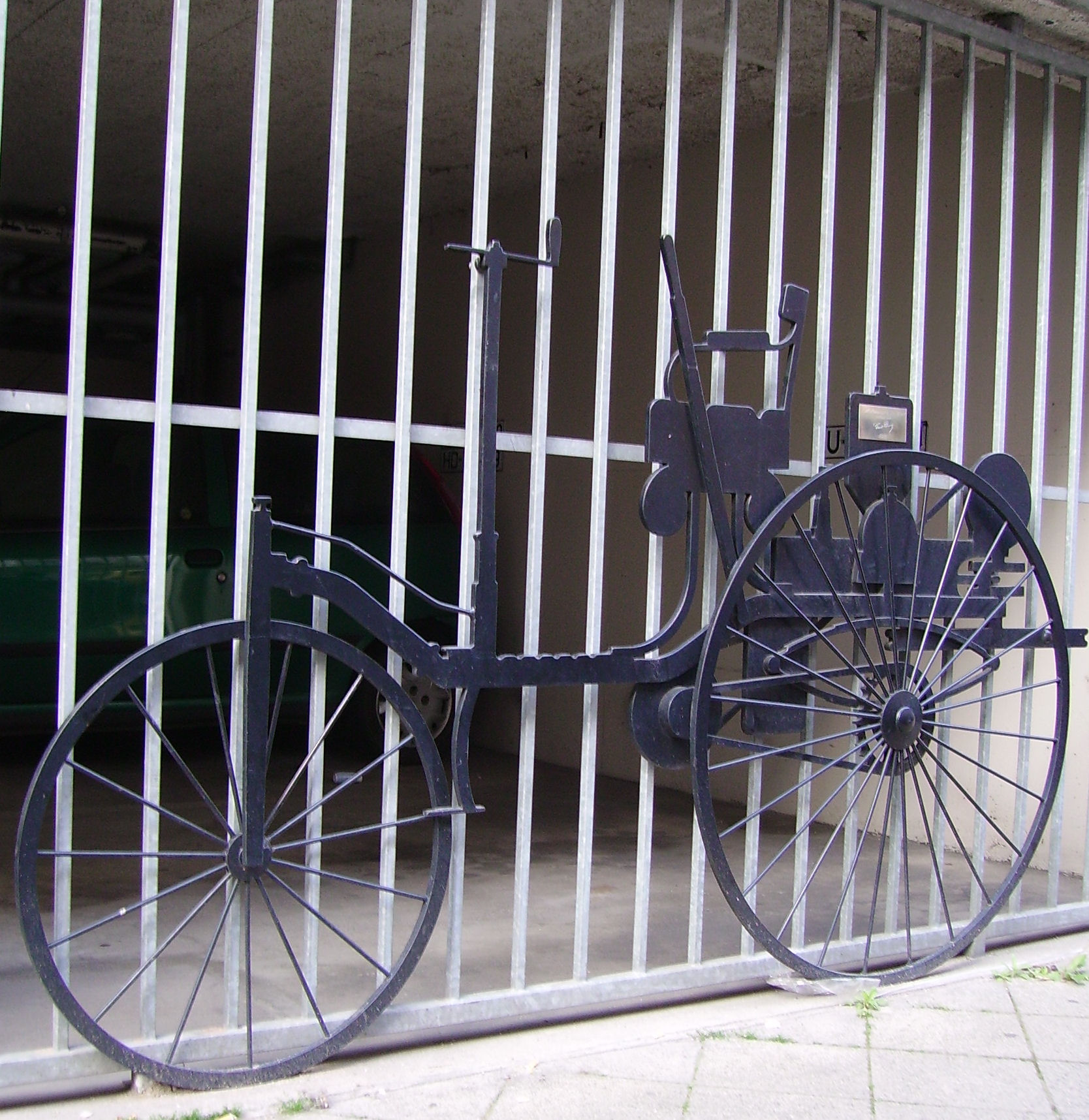
Erinnerung an das erste Automobil in T 6, 33

| Bis 1733/ 1735 | 1735 – 1774 | 1774 Karg | 1774 – 1794 | 1794 – 1811 | 1811 – 1850 | 1850 – 1870 | 1870 – heute | Anmerkungen |
| -------------- | ----------- | --------- | ----------- | ----------- | ----------- | ----------- | ------------ | --- |
| XXVII          | 40          | 22        | 31          | J 5         | T 1         | T 1         | T 1          | Im Haus T 1, 1 stand das Gasthaus Zum silbernen Anker, in dem Johann Philipp Zeller im Jahr 1859 den Mannheimer Altertumsverein gründete. Dessen Bestände bildeten den Grundbestand des späteren Reißmuseums. Im Jahr 1900 wurde an gleicher Stelle das Kaufhaus Kander, das erste Warenhaus in Mannheim, gegründet. Es hatte den Spitznamen „Glaspalast“, weil die Wände fast gänzlich aus Glas bestanden. In T 1, 1–3 befand sich von 1990 an das Medienhaus Prinz, eine Symbiose zwischen Buchhaus und Medienerlebnishaus der Hamburger Ganske-Verlagsgruppe mit Tonträgern und Software, das im Jahr 2001 wegen der schlechten Umsatzsituation – gegen erheblichen Widerstand der 86 Personen starken Belegschaft – geschlossen wurde. |
| XXVI           | 38          | 23        | 32          | J 6         | T 2         | T 2         | T 2          | |
| XVII           | 32          | 25        | 33          | J 7         | T 3         | T 1         | T 3          | |
| XVI            | 31          | 26        | 34          | J 8         | T 4         | T 4         | T 4          | Das ursprünglich nur kleinflächige Areal lag mit stark abgeschrägter Nordostseite an einer Kurtine der Stadtbefestigung und konnte erst nach Wegfall des Festungswerks im 19. Jahrhundert zum Rechteck ergänzt werden. Die „Kleine Wallgasse“ entlang der ehemaligen Schräge blieb durch das „Quadrat“ bis zum Zweiten Weltkrieg erhalten. Hier stand ein Teil der ehemaligen Sickingerschule, einer Hauptschule mit Werk-Realschule. Diese wurde 2012 beginnend abgerissen. Die Neubebauung ist (Stand: März 2021) bereits weit fortgeschritten. |
| –              | –           | –         | –           | –           | –           | T 5         | T 5          | T 5 entstand erst nach etwa 1865, einige Zeit nachdem die Stadtbefestigung entfernt worden war, im Bereich der ehemaligen Bastion St. Simon. Hier stand der zweite Teil der ehemaligen Sickingerschule. Die neue Bebauung ist im Gange. |
| –              | –           | –         | –           | –           | –           | T 6         | T 6          | Auf dem Grundstück T 6, 11 (heute T 6, 33) baute Carl Benz sein erstes Automobil. Zusammen mit dem Mechaniker August Ritter kaufte er 1871 das Anwesen mit einem Holzschuppen und nannte das Unternehmen Carl Benz und August Ritter, mechanische Werkstätte. |

### U-Quadrate

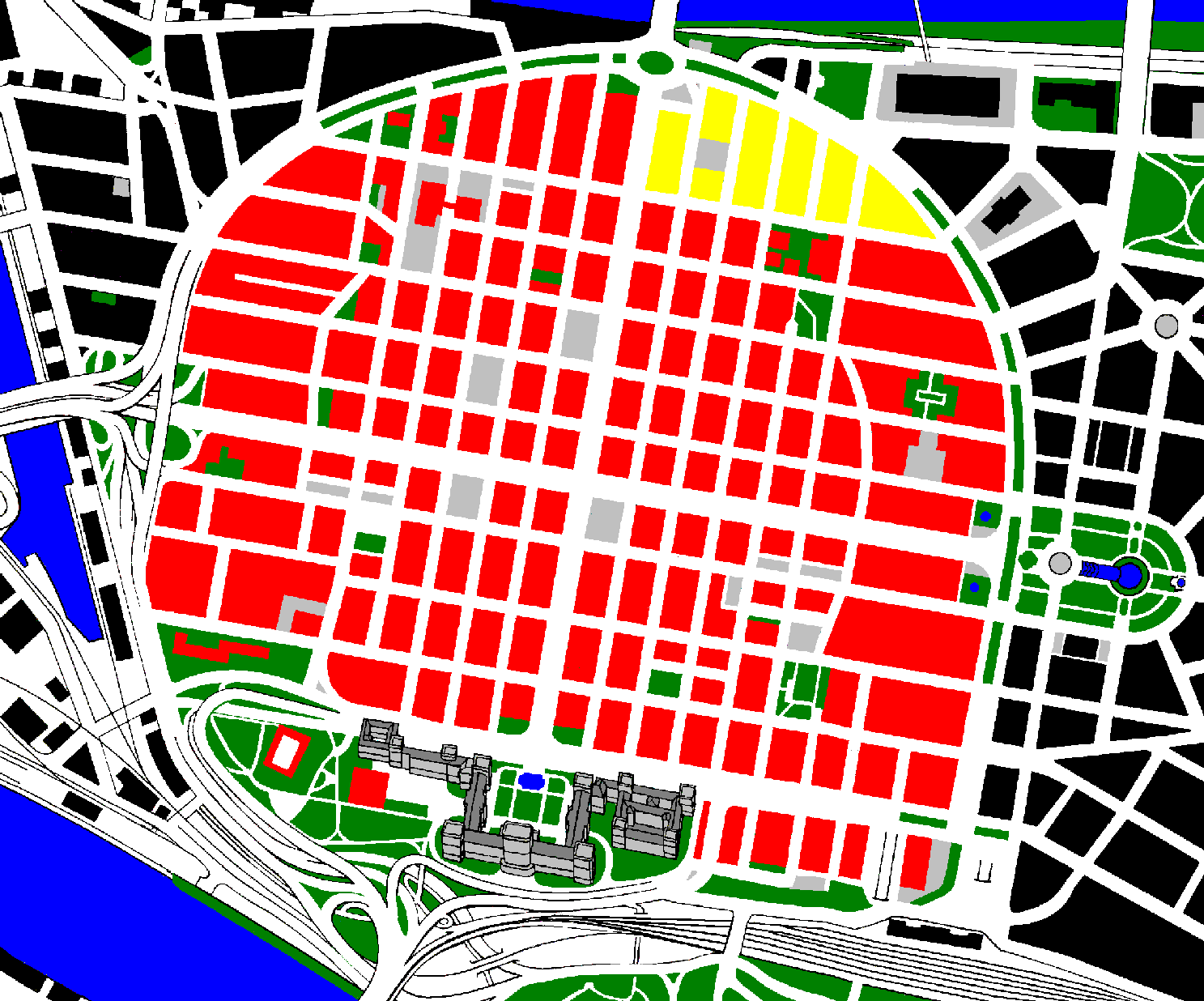
U-Quadrate (gelb)
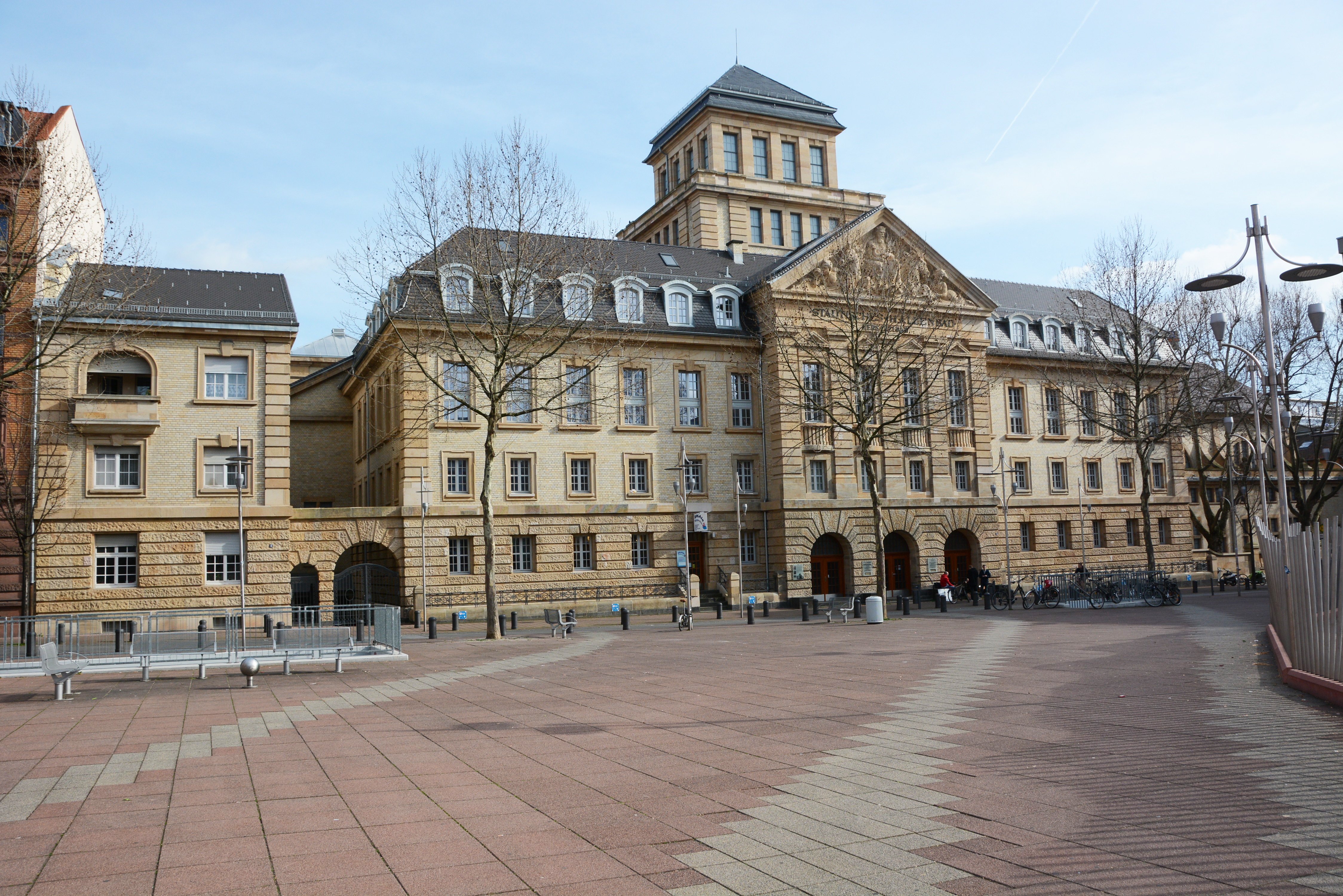
Herschelbad in U 3
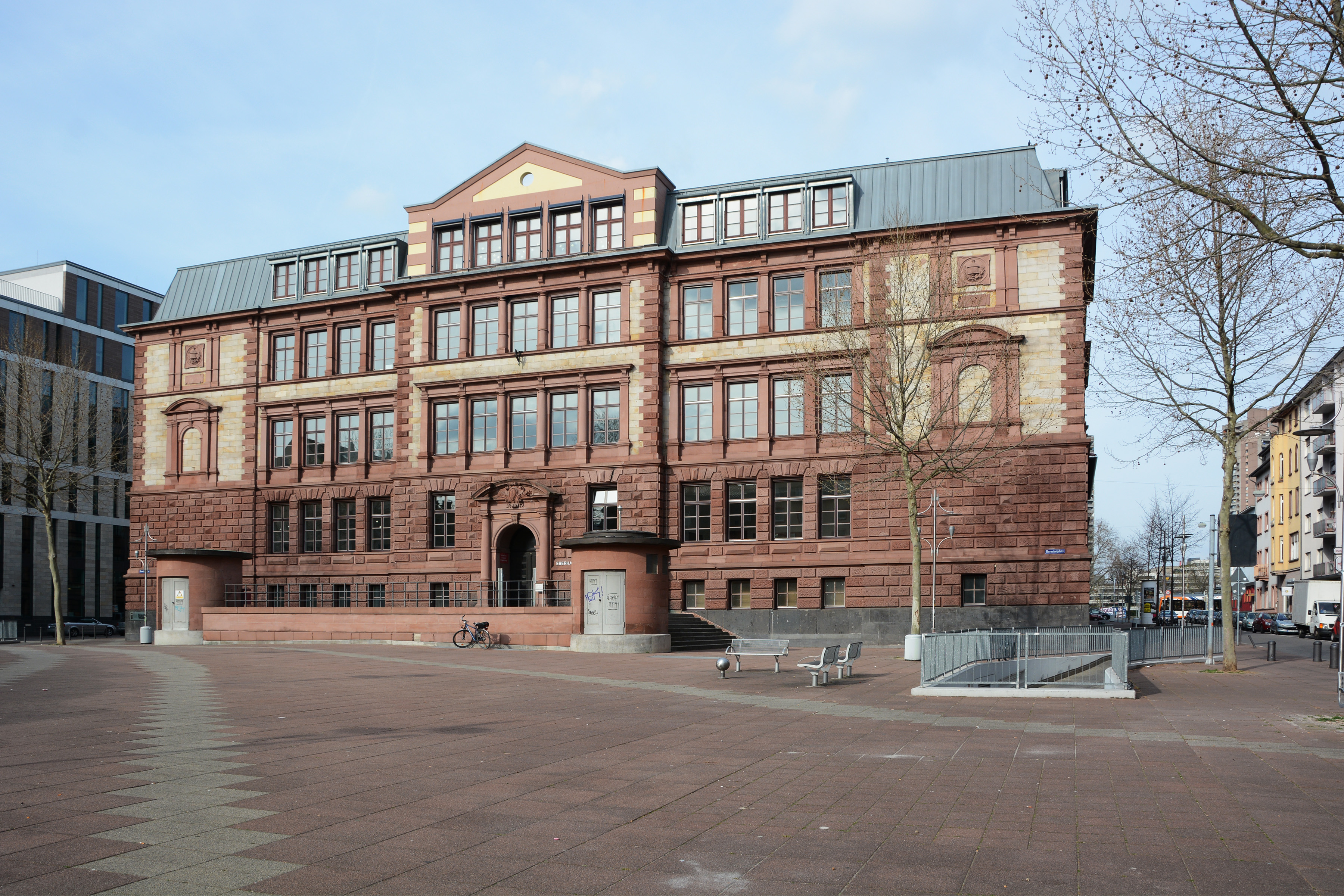
Eberhard-Gothein-Schule in U 2
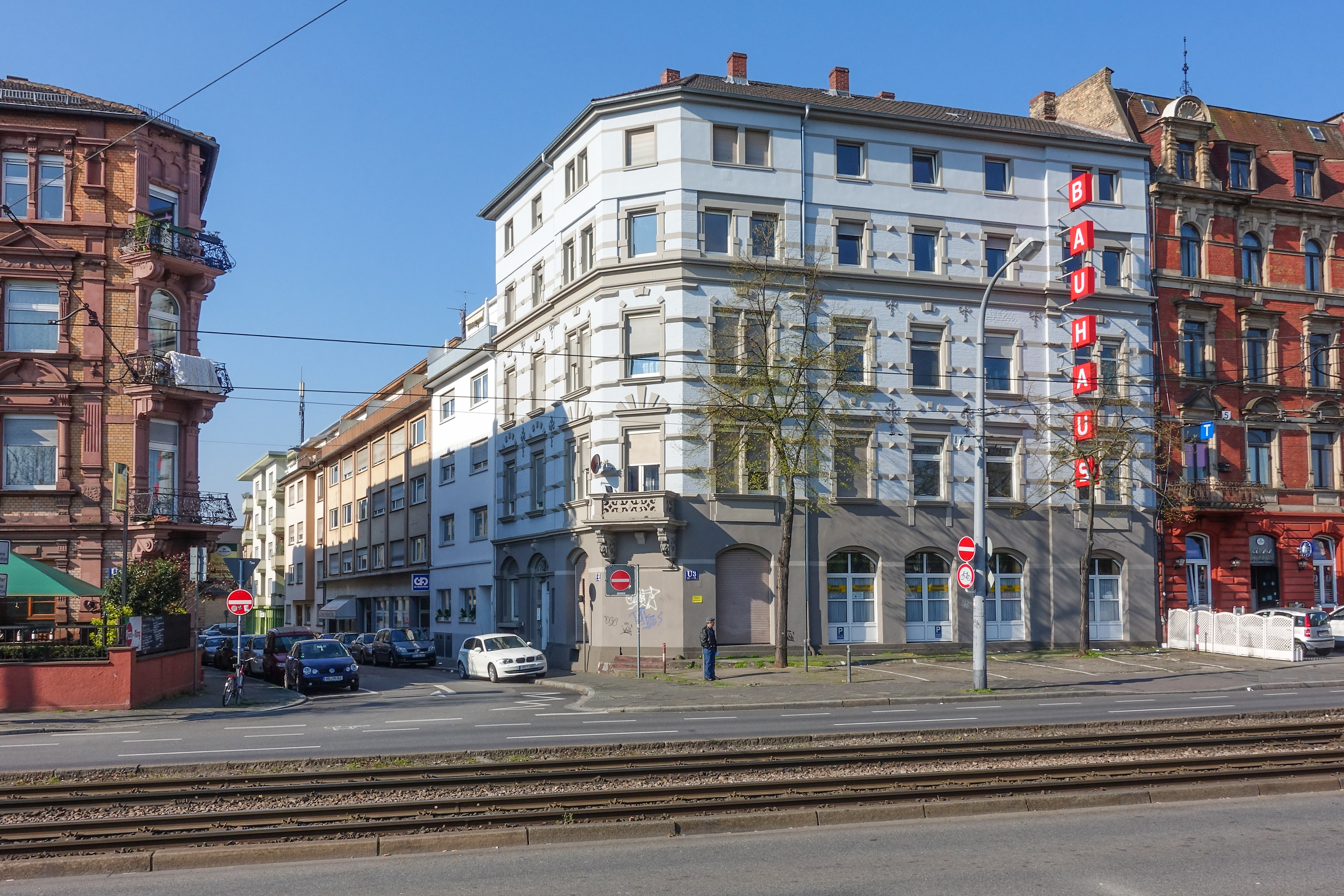
Ehemaliger, erster Baumarkt in Deutschland in U 3

| Bis 1733/ 1735 | 1735 – 1774 | 1774 Karg | 1774 – 1794 | 1794 – 1811 | 1811 – 1850 | 1850 – 1870 | 1870 – heute | Anmerkungen |
| -------------- | ----------- | --------- | ----------- | ----------- | ----------- | ----------- | ------------ | --- |
| –              | –           | –         | –           | K 5         | U 1         | U 1         | U 1          | In U 1, 16–19 befindet sich die Mannheimer Abendakademie, eine Bildungseinrichtung mit 50 fest angestellten und über 1.200 freien Mitarbeiterinnen und Mitarbeitern, die im Jahr 1899 gegründet wurde und den Volkshochschulen in anderen Städten gleichzusetzen ist. |
| XXVI½          | 39          | –         | 35          | K 6         | U 2         | U 2         | U 2          | In U 2 befinden sich die ehemalige Friedrichsschule, jetzt Eberhard-Gothein-Schule (die „U-Schule“), eine berufsbildende Schule, und die Maria-Montessori-Schule. Eberhard Gothein war ein Kulturhistoriker und Wirtschaftswissenschaftler, der 1904 Max Webers Lehrstuhl für Nationalökonomie in Heidelberg übernahm. Der Platz zwischen den beiden Schulen heißt Herschelplatz nach dem Stifter des Herschelbades im Quadrat U 3. |
| XVII½          | 33          | 24        | –           | K 7         | U 3         | U 1         | U 3          | Im Jahr 1905 stiftete der Mannheimer Stadtrat Bernhard Herschel 500.000 Mark für den Bau eines Bades, des so genannten Herschelbades. Durch das Hochbauamt wurden 13 Bauplätze als mögliche Standorte überprüft, ehe 1911 durch den Umzug der Hauptfeuerwache das Quadrat U 3 frei wurde. Das in neubarockem Stil ausgeführte Hallenbad ist eines der Hauptwerke des Jugendstils in Mannheim. Wegen der Zerstörung im Zweiten Weltkrieg und des Verzichts auf eine originalgetreue Rekonstruktion ist das heutige Erscheinungsbild allerdings stark beeinträchtigt. 1960 wurde in U 3, 21–22 der erste Baumarkt in Deutschland eröffnet. Heute erinnert nur noch die Leuchtreklame der Firma Bauhaus, deren Deutschland-Zentrale auch heute noch in Mannheim ansässig ist, an den früheren Standort. |
| –              | –           | –         | –           | –           | –           | U 4         | U 4          | |
| –              | –           | –         | –           | –           | –           | U 5         | U 5          | |
| –              | –           | –         | –           | –           | –           | U 6         | U 6          | U 6 ist, wie K 7, eines der beiden Quadrate, die keine vier Ecken, sondern eine Dreiecksform haben. |

## Ehemalige Quadrate außerhalb des Rings

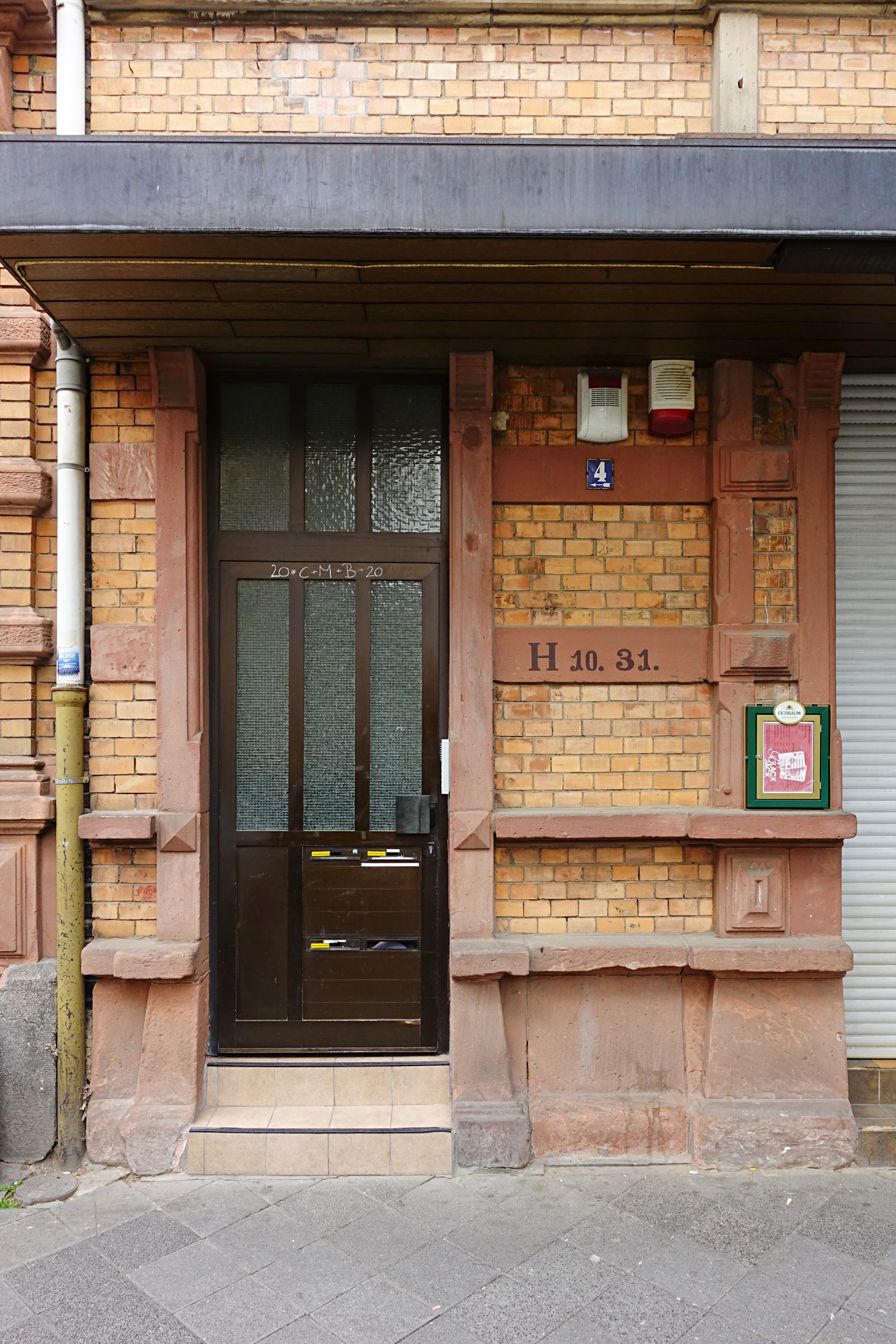
Historische Adresse H 10, 31, aufgemalt in der Böckstraße, Mannheim-Jungbusch.

In der zweiten Hälfte des 19. Jahrhunderts wurden Straßen im Bereich des heutigen Jungbusch ebenfalls in die Quadrate-Nummerierung einbezogen. Nordwestlich der Innenstadt wurden am Neckar die Blocks als Z-Quadrate benannt. Zwischen Ringstraße und dem neu errichteten Verbindungskanal wurden die Buchstaben mit Nummern einfach über den Ring hinaus fortgesetzt. Es entstanden C 9 bis F 8 und G 8 bis G 12. 1891 wurden die Z-Quadrate sowie die Quadrate ab G 9 in die Systematik von H bis K einbezogen und als H 8 bis H 12, J 8 bis J 10 und K 8 bis K 10 bezeichnet. Vorübergehend waren die Quadratebezeichnungen Z 9 und Z 10 im Bereich Lindenhof beim Hauptbahnhof verwendet worden. Ende des 19. Jahrhunderts erfolgte die endgültige Aufhebung der Quadratebezeichnungen außerhalb des Rings.

## Ehemalige Quadrate in der Neckarstadt

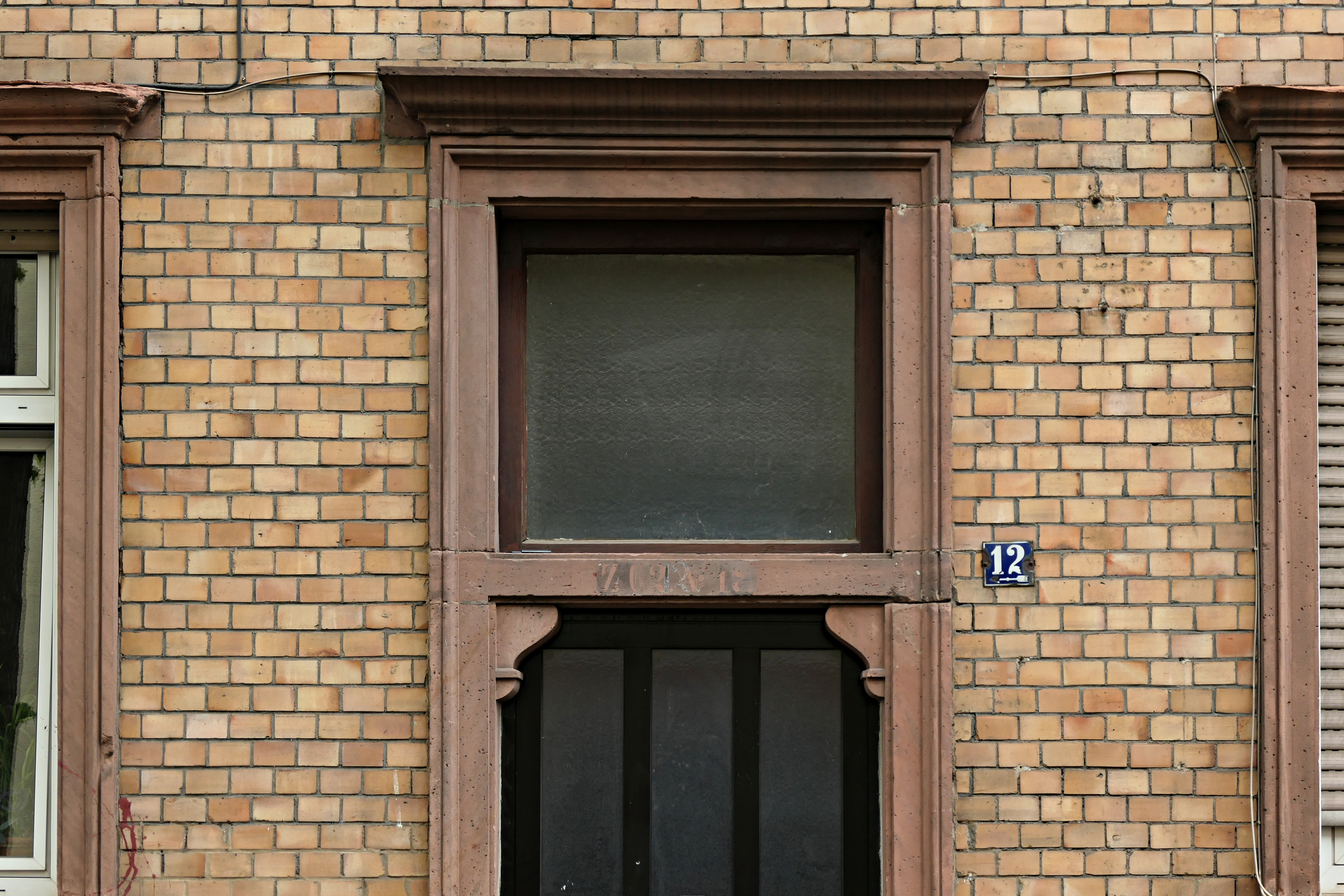
Historische Neckarstadt-Adresse über einer Haustür in der Langstraße, ZC 2 No 17, Haus-Nr. 17 im Quadrat ZC 2.

1872 beschloss der Bezirksrat die Anlage des neuen Mannheimer Stadtteils „Neckarvorstadt“. Sieben „Quadrate“ zwischen Messplatz, Mittelstraße und Dammstraße wurden in Planung gegeben und in der Folge angelegt. Zur Unterscheidung von der Innenstadt wurden die Neckarstadt-Quadrate mit vorangestelltem Z gekennzeichnet. 1902 bekam die ganze Neckarstadt Straßennamen.

## Rezeption
Einige Einrichtungen in der Mannheimer Innenstadt nähern sich mit ihren Namen lautmalerisch an das Quadrat ihres Standorts an, beispielsweise das „Sea Five“ gesprochene Restaurant in C 5, die Dependance ZEPHYR der Reiss-Engelhorn-Museen in C 4 oder Haar 7, Friseurladen in H 7.
Die Manhattan-Metrik wird auch „Mannheimer Metrik“ genannt.
Die Mannschaft des Inlinehockey-Vereins ISC Mannheim nennt sich „quadRats“.
1951 schlossen sich Mannheimer Kunstschaffende, darunter Paul Berger-Bergner, Hans Graeder und Paul Löffler, zur Künstlergruppe Mannheimer Quadrat zusammen, deren Ziel es war, einen engen Kontakt zum kunstinteressierten Publikum der Stadt herzustellen.